# FC Bayern München

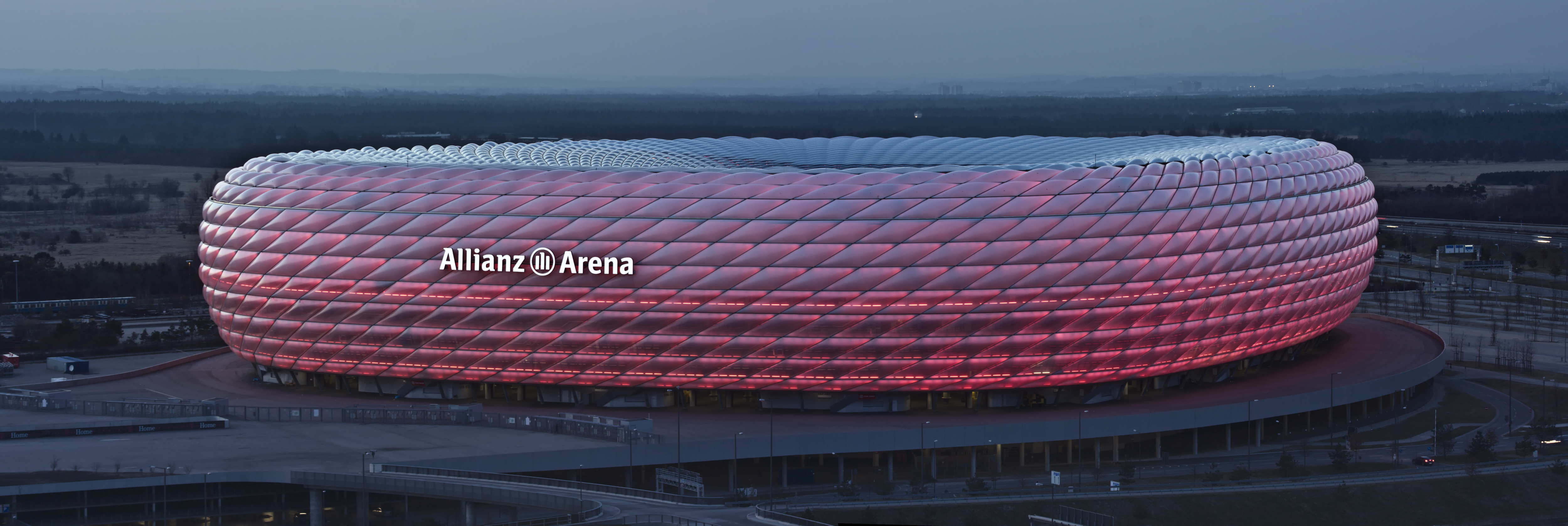
Die Allianz Arena, Heimstadion des FC Bayern München

Der Fußball-Club Bayern München e. V., kurz FC Bayern München, Bayern München oder FC Bayern, ist ein deutscher Sportverein aus der bayerischen Landeshauptstadt München. Er wurde am 27. Februar 1900 gegründet und ist mit 410.000 Mitgliedern (Stand: 27. Juli 2025) der mitgliederstärkste Sportverein der Welt.
Bekannt wurde der FC Bayern München durch seine Fußballabteilung, die seit 2001 teilweise in die FC Bayern München AG ausgegliedert ist. Die erste Herrenmannschaft spielt seit der Saison 1965/66 ununterbrochen in der Bundesliga und ist mit 34 Meistertiteln deutscher Rekordmeister sowie mit 20 Pokalsiegen deutscher Rekordpokalsieger. Auch auf internationaler Ebene ist der Verein mit acht Europapokalsiegen, davon sechs in der Champions League bzw. dem Europapokal der Landesmeister, einer der erfolgreichsten Vereine Europas. Je zweimal wurden der Weltpokal und die FIFA-Klub-WM gewonnen; außerdem zweimal der UEFA Super Cup. Die größten Erfolge gelangen dem Verein in den Jahren 2013 und 2020 jeweils mit dem Gewinn des Triples. Die erste Mannschaft trägt ihre Heimspiele seit 2005 in der Allianz Arena aus. Langjährige Heimstätten waren zuvor das Stadion an der Grünwalder Straße und das Olympiastadion.
Dem FC Bayern gehören weitere Abteilungen an, die ebenfalls einige Erfolge aufweisen können. So wurden die in der Frauen-Bundesliga spielenden Fußballfrauen 1976, 2015, 2016, 2021, 2023, 2024 und 2025 deutscher Meister sowie 2012 und 2025 DFB-Pokalsieger. Somit gelang es 2015, 2016, 2021, 2023 und 2025 den Fußballabteilungen des FC Bayern, sowohl bei den Männern als auch bei den Frauen die deutsche Meisterschaft zu gewinnen. Weitere Erfolge erreichten die Schachabteilung mit neun deutschen Meisterschaften und einem Europapokalsieg, die Turner mit vier deutschen Meisterschaften, die Basketballer mit drei Meisterschaften und zwei Pokalsiegen und die Baseballer mit zwei deutschen Meistertiteln.

## Geschichte

### 1900 bis 1914 – Die Gründungsjahre

Die Gründungsurkunde des FC Bayern („Unterzeichnete erklären ihren Eintritt in den F.C. Bayern“)

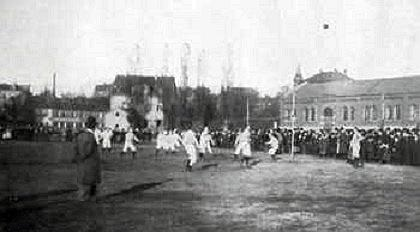
Erstes Fußballwettspiel gegen den 1. FC Nürnberg 1901

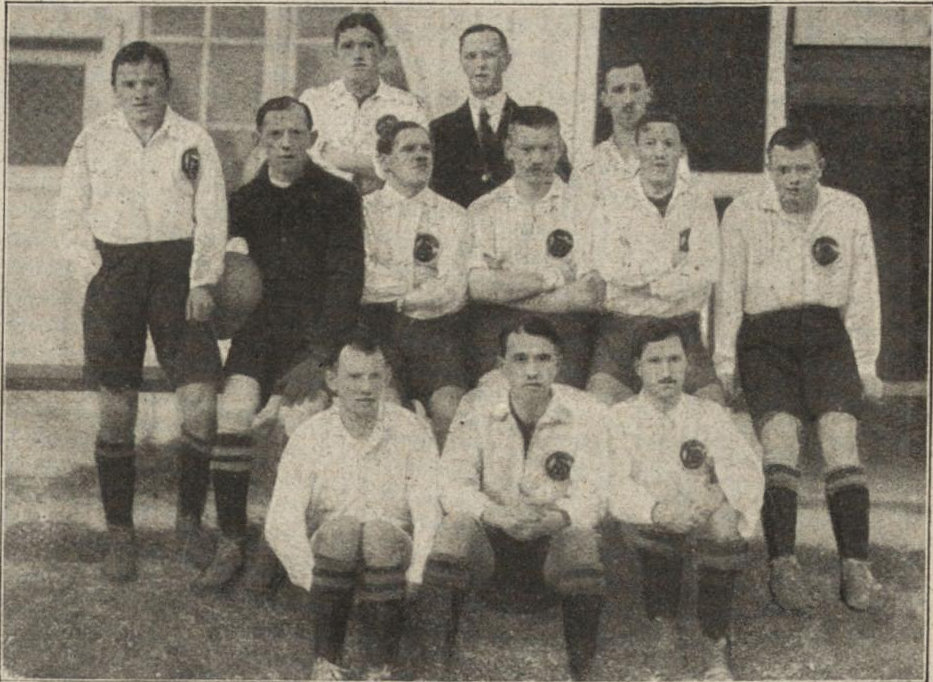
FC Bayern 1914: Rath, Trainer Townley, Baumann - Tregler, Pekarna, Storch, Hobmeier, Fürst, Schneider - Berz, Reeb, Gablonsky

Am 27. Februar 1900 fand im Gasthaus Bäckerhöfl eine Sitzung der Fußballabteilung des MTV München statt, bei der es zu einem Streit über die weitere Entwicklung der Fußballabteilung kam, nachdem kurz zuvor die Generalversammlung des MTV den Beitritt des Vereins zum Verband Süddeutscher Fußball-Vereine abgelehnt hatte. Um 21:30 Uhr verließen Arthur Ringler, Otto Ludwig Naegele, Albert Zoepfel, Josef Pollack, Fritz Wamsler, Carl Wamsler, Georg Schmid, Paul Francke, Kuno Friederich, Wilhelm Focke und Franz John das Lokal und fanden sich im Weinhaus Gisela an der Jäger- und Fürstenstraße (heute Kardinal-Döpfner-Straße) in der Maxvorstadt ein, um noch am selben Abend den F.C. Bayern zu gründen. Zu den auf der Gründungsurkunde erwähnten Mitgliedern gehörte der später bekannt gewordene, jüdische Bildhauer Benno Elkan. Den Vorsitz führte der Berliner Franz John, der auch der erste Vorsitzende in der Geschichte des Vereins wurde. Als Vereinsfarben wählte man Blau-Weiß, der Mitgliedsbeitrag betrug zunächst eine Mark. Die Vereinsgründer kamen zu einem Großteil nicht aus München oder Bayern, sondern aus Berlin, Freiburg, Leipzig und Bremen. Am Gründungsort, vor dem heutigen Siemens-Gelände, steht seit 2017 ein Gedenkstein (Lage). Als weitere Gründungsväter des Vereins finden sich auf der Urkunde Adolph von Neger, Arnulf Hecking, Wilhelm Hirsch, Erich Gottschalk und August Evers.
Erste Spiel- und Trainingsstätte wurde die Schyrenwiese an der Wittelsbacherbrücke. Erster Gegner war im März 1900 der 1. Münchner FC 1896, der FC Bayern gewann das Spiel mit 5:2. Schnell stießen weitere Spieler zum Verein, so unter anderem drei der Fußballabteilung des TSV München 1860. Im Frühjahr 1900 überließ der Herd- und Ofenfabrikant Friedrich Wamsler dem FC Bayern ein Grundstück an der Clemensstraße als Spielstätte. Im Januar 1901 nahm man auch das Eishockeyspiel auf. Das erste Spiel der Derbygeschichte zwischen dem FC Bayern und den „Sechzigern“ fand im Jahr 1902 statt. Der FC Bayern gewann das Spiel mit 3:0. Um den Spielbetrieb auszuweiten, beschloss der Verein 1906 den Übertritt zum Münchner Sport-Club, behielt aber eine gewisse Eigenständigkeit bei, was sich in der Bezeichnung „F.A. Bayern im Münchner SC“ (F.A. = Fußballabteilung) ausdrückte. Infolge der Fusion trat Bayern nun in weißen Hemden und roten Hosen an, diese Farben lösten damit das Blau-Weiß aus der Gründungszeit ab, die Bezeichnung Die Roten war geboren. Auf lokaler Ebene entwickelten sich die „Bayern“ zur unangefochtenen Nummer eins im Fußball, im Wettbewerb auf süddeutscher Ebene waren sie hingegen weniger erfolgreich. Zu sehr dominierten zu dieser Zeit noch die Mannschaften, die bereits in den 1890er Jahren entlang des Oberrheins zwischen Freiburg und Frankfurt entstanden waren und sich weiterentwickelt hatten, das Fußballgeschehen.
Nachdem der Platz an der Clemensstraße der Wohnbebauung hatte weichen müssen, spielte man kurzzeitig wenige hundert Meter nördlich an der Karl-Theodor-Straße und zog dann 1907, mittlerweile unter Präsident Angelo Knorr an die etwas weiter östlich gelegene Leopoldstraße um. Eingeweiht wurde dort dann die erste Tribüne auf einem Fußballplatz in München. Im Eröffnungsspiel gab es ein 8:1 gegen Wacker München. Bereits 1908 hatte der FC Bayern mehr als 300 Mitglieder, acht Mannschaften und mehr als 100 Jugendspieler. Dies hatte eine Satzungsänderung zur Folge, wodurch Verwaltungsarbeit und der Sportbereich getrennt wurden. Die Spieler hatten dadurch mehr Zeit, sich auf den Sport zu konzentrieren. 1910 konnten sie das erste Mal an der Endrunde zur süddeutschen Meisterschaft teilnehmen. Am Ende belegte die Mannschaft den 2. Platz hinter dem Karlsruher FV. Im selben Jahr stellten die Bayern mit Max Gablonsky ihren ersten Nationalspieler.

### 1918 bis 1928 – Die Zeit nach dem Ersten Weltkrieg
Während des Ersten Weltkriegs kam der Sport zeitweise zum Erliegen und im Verein und dessen Umfeld gab es ein ständiges Auf und Ab. Erst von der Spielzeit 1919/20 an war in Süddeutschland wieder ein regelmäßiger Ligabetrieb gewährleistet. Im Oktober 1919 traten die Bayern aus dem Münchner SC aus und fusionierten mit dem Turnverein Jahn München zum TuSpV Jahn München. William Townley wurde erneut als Trainer verpflichtet, womit die Tradition der englischen Trainer im Verein fortgesetzt wurde. Bereits in den Vorkriegsjahren hatten die Bayern mit Coach Taylor, Hoer und Charles Griffiths drei Engländer als Trainer, von denen letzterer der erste hauptberufliche Bayerntrainer war.
Im Frühjahr 1924 wurde der Verein im Zuge der reinlichen Scheidung vom TuSpV Jahn München getrennt. Danach trat er nur noch als eigenständiger Verein unter dem Namen „FC Bayern München“ auf. Mit dem Schotten Jim McPherson setzten die Bayern erneut auf einen britischen Trainer. 1926 spielten die Bayern um die süddeutsche Meisterschaft. Die härtesten Konkurrenten kamen damals mit dem 1. FC Nürnberg und der SpVgg. Fürth, die damals als beste Mannschaft Deutschlands galt, aus Bayern. Das Rückspiel gegen Fürth im Grünwalder Stadion wurde live im Radio übertragen. Nach einem dramatischen Spiel gewann der FCB mit 4:3, womit die Bayern zum ersten Mal Süddeutscher Meister wurden. Der Kampf um die deutsche Meisterschaft endete im Achtelfinale 0:2 gegen den SV Fortuna Leipzig 02. Zwei Jahre später gelang mit dem ungarischen Trainer Leó Weisz der Gewinn der zweiten süddeutschen Meisterschaft. In der Endrunde zur deutschen Meisterschaft wurde, mit Siegen gegen den FC Wacker Halle und die SpVgg Sülz 07, das Halbfinale erreicht, was der bis dahin größte Erfolg der Vereinsgeschichte war. Im Duisburger Wedaustadion unterlagen die Bayern dem Hamburger SV jedoch deutlich mit 2:8.

### 1928 bis 1933 – Die erste Meisterschaft

Replik der Victoria in der Vitrine des FC Bayern

Nach dem Trainerwechsel von Kálmán Konrád zu Richard Dombi 1930 und drei gescheiterten Anläufen zum Gewinn der deutschen Meisterschaft in den Jahren 1926, 1928 und 1929 verlor der FC Bayern zwar das Finale um die süddeutsche Meisterschaft 1931/32 gegen die Eintracht aus Frankfurt, ging jedoch als süddeutscher Vizemeister in die Endrunde um die deutsche Meisterschaft. Der FCB besiegte Minerva 1893 Berlin und den Polizei SV Chemnitz, ehe im Halbfinale in Mannheim der Erzrivale 1. FC Nürnberg, bis dahin fünfmaliger Deutscher Meister, mit 2:0 besiegt wurde. Die Tore erzielten Oskar Rohr und Hans Welker. Im Finale am 12. Juni 1932 in Nürnberg war der Gegner, wie bereits im Finale um die süddeutsche Meisterschaft, Eintracht Frankfurt. Tausende Bayern-Fans machten sich auf den Weg, darunter etwa 400 Arbeitslose mit dem Fahrrad. Im Nachhinein übernahm der Verein die Kosten für diese Fans für Übernachtung und Eintrittskarten. Am Tage des Endspiels herrschten 30 Grad im Schatten und 55.000 Zuschauer sahen das Spiel im Stadion. In der 35. Minute nahm der Frankfurter Hans Stubb auf der Torlinie die Hand zu Hilfe und es gab Elfmeter für den FC Bayern. „Ossi“ Rohr verwandelte sicher zum 1:0. In der zweiten Hälfte drängten die Frankfurter auf den Ausgleich, doch in der 75. Minute erzielte Franz Krumm das entscheidende 2:0 für Bayern. Nach dem Abpfiff hielt der FC Bayern München zum ersten Mal in der Vereinsgeschichte die Victoria in der Hand. Zum ersten Mal wurde ein Verein aus München Deutscher Meister und die Mannschaft wurde begeistert in der Landeshauptstadt empfangen. Die Siegesfeier fand im Münchener Löwenbräukeller statt, die Spieler wurden auf Pferdekutschen zur Feier gebracht. In einer der Festreden hieß es, „was man schon im Vorjahr bei 1860 bestimmt gedacht, hat heuer FC Bayern fertig gebracht“.
Spieldaten des Endspiels um die deutsche Meisterschaft 1932

### 1933 bis 1945 – Diktatur und Zweiter Weltkrieg
| Liga und Saison | Platz | Tore  | Punkte |
| --- | ----- | ----- | ------ |
| Gauliga Bayern 1933/34 | 3     | 53:35 | 27-17  |
| Gauliga Bayern 1934/35 | 4     | 49:31 | 24-16  |
| Gauliga Bayern 1935/36 | 3     | 47:26 | 27-09  |
| Gauliga Bayern 1936/37 | 3     | 49:31 | 20-16  |
| Gauliga Bayern 1937/38 | 5     | 37:29 | 19-17  |
| Gauliga Bayern 1938/39 | 7     | 26:31 | 17-19  |
| Gauliga Bayern 1939/40 | 8     | 21:35 | 10-26  |
| Sportbereichsliga Bayern 1940/41 | 7     | 35:35 | 21-23  |
| Sportbereichsliga Bayern 1941/42 | 8     | 41:40 | 17-25  |
| Gauliga Südbayern 1942/43 | 3     | 52:23 | 22-14  |
| *Gauliga Südbayern 1943/44* | 1     | 56:15 | 31-05  |
| **Gauliga München/Oberbayern 1944/45** | 1     | 75:15 | 29-01  |
| Orange unterlegt: Erster der entsprechenden Gauliga *Ausscheidungsspiel um die deutsche Meisterschaft verloren **deutsche Meisterschaft wurde nicht ausgespielt (Bayern war bei Abbruch der Runde vier Spieltage vor Schluss uneinholbar vorne) |       |       |        |

1933 konnte der Titel nicht verteidigt werden, nachdem der Verein beide Spiele gegen den TSV 1860 München um die süddeutsche Meisterschaft verloren hatte. Nach der NS-Übernahme der Regierungsgewalt unter der Führung Adolf Hitlers musste Präsident Kurt Landauer auf Grund seiner jüdischen Abstammung auf politischen Druck hin im selben Jahr zurücktreten. Trainer Dombi, ebenfalls jüdischer Abstammung, wechselte kurz darauf in die Schweiz. Der FC Bayern war, im Gegensatz zum Stadtrivalen 1860 München, bei den neuen Machthabern wegen Landauer und Dombi als „Judenclub“ verpönt, obwohl er bereits am 9. April 1933 in der Stuttgarter Erklärung gemeinsam mit 13 weiteren süddeutschen Fußballvereinen den Ausschluss aller jüdischen Mitglieder ankündigte und ihn 1935 mit einem Arierparagraphen in der Vereinssatzung umsetzte. Darüber hinaus fand der Sporthistoriker Markwart Herzog im Jahr 2017 heraus, dass der seit 1908 im Verein eingetragene, damalige Vizepräsident August Harlacher bereits im Jahr 1930 in die NSDAP eingetreten war. Josef Kellner, Präsident des FC Bayern von 1938 bis 1943, war nicht nur seit 1933 Parteimitglied der NSDAP, sondern sei als Gauhauptstellenleiter und Landrat im Sudetengau auch einflussreicher Nationalsozialist gewesen. Von 1938 bis 1945 enthielt das Vereinswappen des FC Bayern München Hakenkreuz und Reichsadler im inneren Kreis. Der FC Bayern selbst hat 2017 beim Institut für Zeitgeschichte (IfZ) eine Forschungsarbeit zur Rolle des Vereins im Nationalsozialismus in Auftrag gegeben.
1933 verließ auch Oskar Rohr den Verein, um Profispieler bei den Grasshoppers Zürich zu werden. Neuer Trainer wurde Hans Tauchert, der nicht an die alten Erfolge anknüpfen konnte und bereits 1934 durch Ludwig Hofmann ersetzt wurde. Hofmann verstarb bereits kurze Zeit später an einer Halserkrankung und Richard Michalke übernahm das Amt des Trainers. Damit war die Talfahrt noch nicht beendet, denn 1939 drohte der erste Abstieg in der Geschichte des Vereins. Die Klasse wurde gerade noch gehalten. Im Verlauf des Krieges wurden die Gauligen weiter regionalisiert, um die Wege für die Vereine für Auswärtsspiele möglichst kurz zu halten. Waren die Bayern anfangs in der Gauliga Bayern, spielten sie anschließend in der Gauliga Südbayern, die durch die Aufteilung der Gauliga Bayern entstand. Kurz vor Ende des Krieges spielten sie in der Gauliga München-Oberbayern. Im Jahre 1944 konnten Die Roten wieder eine süddeutsche Meisterschaft gewinnen und qualifizierten sich so erneut für die Endrunde um die deutsche Meisterschaft. Bereits im Achtelfinale verloren sie jedoch nach Verlängerung gegen den VfR Mannheim. Am 13. Juli desselben Jahres wurden die Geschäftsstelle und ein Teil des Archivs bei Bombenangriffen zerstört. Im darauffolgenden Jahr qualifizierte sich der FC Bayern unter Spielertrainer Conny Heidkamp erneut für die Endrunde um die deutsche Meisterschaft. Die Endrunde wurde im Jahr des Endes des Zweiten Weltkriegs jedoch nicht ausgetragen. Da das Stadion an der Grünwalder Straße bei Bombenangriffen 1943 zerstört und erst im August 1945 wieder freigegeben wurde, trug der FC Bayern seine Spiele in diesen Jahren im Dantestadion (1943–1944), auf dem Platz an der Schlierseestraße (1944–1945) und auf dem Sportplatz der Hypobank an der Grünwalder Straße (1945) aus.

### 1945 bis 1955 – Die Nachkriegszeit
| Liga und Saison                                                                                            | Platz | Tore   | Punkte |
| --- | ----- | ------ | ------ |
| Oberliga 1945/46                                                                                           | 06    | 067:48 | 34-26  |
| Oberliga 1946/47                                                                                           | 11    | 075:56 | 36-40  |
| Oberliga 1947/48                                                                                           | 04    | 072:38 | 50-26  |
| Oberliga 1948/49*                                                                                          | 03    | 061:42 | 35-25  |
| Oberliga 1949/50                                                                                           | 13    | 056:70 | 25-35  |
| Oberliga 1950/51                                                                                           | 09    | 064:53 | 33-35  |
| Oberliga 1951/52                                                                                           | 08    | 053:54 | 29-31  |
| Oberliga 1952/53                                                                                           | 07    | 059:56 | 30-30  |
| Oberliga 1953/54                                                                                           | 09    | 042:46 | 28-32  |
| Oberliga 1954/55                                                                                           | 16    | 042:76 | 15-45  |
| Violett unterlegt: Abstieg in die 2. Oberliga * Qualifikationsrunde um die deutsche Meisterschaft verloren |       |        |        |

Nach Ende des Zweiten Weltkriegs wurden alle deutschen Sportvereine durch den Alliierten Kontrollrat aufgelöst und mussten zur Neugründung eine Lizenz beantragen. Spieler des FC Bayern fanden alsbald wieder zusammen, bestritten am 24. Juni 1945 gegen den FC Wacker München das erste Spiel nach Kriegsende und stiegen im November desselben Jahres in den Spielbetrieb der Oberliga Süd ein. Der Neuanfang nach dem Krieg war schwierig, fast jährlich wechselten die Trainer und der sportliche Erfolg hielt sich zunächst in Grenzen. Im Juni 1947 kehrte Kurt Landauer aus dem Exil zurück, wurde wenige Wochen später erneut zum 1. Vorsitzenden des Vereins gewählt. Seine vierte und letzte Amtszeit endete 1951.
Die Mitgliederzahlen des Vereines entwickelten sich in den Nachkriegsjahren positiv. Bald zählte der FC Bayern erneut mehr als 1000 Mitglieder, auch die Jugendabteilungen erlebten regen Zulauf. 1949 wurden nochmals die Qualifikationsspiele zur deutschen Meisterschaft über einen 3. Tabellenplatz in der Oberliga erreicht. In der Qualifikation war gegen den FC St. Pauli ein Wiederholungsspiel nötig, welches, bereits am nächsten Tag ausgetragen, jedoch mit 0:2 verloren wurde. Danach begann eine längere sportliche Talfahrt des Vereins, die im Abstieg gipfelte. 1954/55 stiegen die Bayern zum ersten und einzigen Male in ihrer Geschichte aus der damaligen obersten Liga ab. Im Folgejahr gelang der sofortige Wiederaufstieg.

### 1955 bis 1965 – Der DFB-Pokal und das Warten auf die Bundesliga
| Liga und Saison | Platz | Tore   | Punkte |
| --- | ----- | ------ | ------ |
| 2. Oberliga Süd 1955/56 | 02    | 089:43 | 46-22  |
| Oberliga 1956/57 | 10    | 052:62 | 26-34  |
| Oberliga 1957/58 | 07    | 066:56 | 30-30  |
| Oberliga 1958/59 | 04    | 079:49 | 39-21  |
| Oberliga 1959/60 | 03    | 081:55 | 39-21  |
| Oberliga 1960/61 | 08    | 057:54 | 30-30  |
| Oberliga 1961/62 | 03    | 067:55 | 40-20  |
| *Oberliga 1962/63* | 03    | 067:52 | 40-20  |
| Regionalliga 1963/64 | 02    | 115:61 | 52-24  |
| Regionalliga 1964/65 | 01    | 146:32 | 55-17  |
| Orange unterlegt: Aufstieg in die Oberliga Süd Grün unterlegt: Aufstieg in die Bundesliga * Nicht für die Bundesliga berücksichtigt |       |        |        |

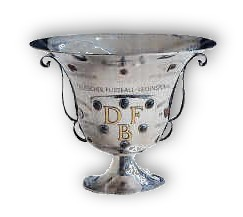
Trophäe beim ersten Pokalsieg („Goldfasanen-Pokal“)

Einer der wenigen sportlichen Höhepunkte der 1940er und 1950er Jahre war der Gewinn des DFB-Pokals 1957. Im Jahr des Wiederaufstiegs wollten die Bayern ursprünglich gar nicht am DFB-Pokal teilnehmen, um Reisekosten zu sparen. Doch der neue Trainer Willibald Hahn forderte unbedingt eine Teilnahme und konnte sich am Ende gegen die Vereinsführung durchsetzen. Nach einem 3:1-Sieg im Halbfinale gegen den 1. FC Saarbrücken war im Finale Fortuna Düsseldorf der Gegner. Es fand am 29. Dezember 1957 im Augsburger Rosenaustadion vor 42.000 Zuschauern statt, darunter rund 12.000 Bayern-Fans. Am Tage des Spiels gab es starke Schneefälle. Der Außenseiter aus München dominierte von Anfang an, Fortunas Torwart Albert Görtz konnte sein Tor aber bis zur 78. Minute sauber halten. Dann gelang Rudi Jobst nach dreimaligem Anlauf der einzige Treffer des Spiels und Bayern feierte nach einem Vierteljahrhundert seit dem gewonnenen Meisterschaftsfinale 1932 den zweiten Gewinn einer nationalen Trophäe.
Spieldaten des Endspiels um den DFB-Pokal 1957
In der Oberliga reichte es aber nur für Platz sieben. Neuerliche finanzielle Probleme schienen zudem unüberwindlich. Es wurde dann mit dem Unternehmer Roland Endler ein neuer Präsident in Nachfolge von Alfred Reitlinger gewählt, der bereit war, sich entsprechend zu engagieren.
Mit einem neuen Trainer, dem Österreicher Adolf Patek ging es 1958/59 zunächst wieder aufwärts. Mit Platz vier wurde das beste Resultat seit zehn Jahren erzielt. In der darauffolgenden Saison wurden dem FC Bayern wegen einer sogenannten „Überbezahlung“ der Spieler in der Saison 1957/58 vier Punkte abgezogen. Als ursprüngliches Strafmaß waren acht Punkte Abzug vorgesehen, ein Einspruch brachte Strafmilderung. Die Bayern wären ohne Abzug Dritte geworden, so wurden sie diesmal Fünfte. Der junge Peter Grosser traf 18-mal bei 21 Einsätzen. Einziger Höhepunkt in der Spielzeit 1960/61 war der Sieg im Derby gegen den TSV 1860 München. Nach einem zwischenzeitlichen 2:2 wurden die Löwen am Ende mit 6:2 besiegt. Der zum Saisonbeginn vom VfL Wolfsburg geholte Willi Giesemann traf an diesem „sakrisch kalten“ Januartag dreimal und feierte dann im Mai sein Nationalmannschaftsdebüt. Nach dem enttäuschenden achten Platz am Saisonende musste der ohnehin unpopuläre Trainer Patek gehen. Für ihn kam Helmut Schneider, der 1956 und 1957 Borussia Dortmund zu zwei deutschen Meisterschaften in Serie geführt hatte.
In der Saison 1962/63 nahm der Verein zum ersten Mal an einem renommierten internationalen Wettbewerb teil. Dabei wurde das Viertelfinale des Messestädte-Pokals erreicht und gegen Dinamo Zagreb verloren. National ging es für die Bayern darum, sich für die kommende neue Bundesliga zu qualifizieren. Zudem begann am 28. April 1962 eine neue Ära beim FC Bayern: Zunächst nur kommissarisch für ein Jahr übernahm Wilhelm Neudecker das Präsidentenamt des Vereins – es sollten weit mehr als nur das eine werden. Der neue Präsident ließ mit Herbert Erhard nur eine Neuverpflichtung eines gestandenen Spielers zu, ansonsten durfte Trainer Schneider nur junge Talente an die Isar holen, darunter das Torwarttalent Sepp Maier. Dieser gab sein Debüt als 18-Jähriger am 30. Dezember 1962, als der Stammtorhüter Fritz Kosar im Angriff aushelfen musste. Bayern beendete die Saison auf dem 3. Tabellenplatz vier Punkte hinter dem Meister TSV 1860 München und einen Punkt hinter dem zweitplatzierten 1. FC Nürnberg. Damit wurde die Endrunde um die deutsche Meisterschaft verpasst.
Mit der Saison 1963/64 startete die Bundesliga als höchste deutsche Spielklasse. Den Vereinen aus der Oberliga Süd wurden durch den DFB insgesamt fünf Plätze für die Bundesliga zugesprochen, die durch eine Zwölfjahreswertung ermittelt wurden, wobei sich die Meister der letzten Saison 1962/63 der fünf Oberliga-Staffeln in jedem Fall qualifizierten. Dies kam dem Stadtrivalen TSV 1860 als Meister zugute, der in der Zwölfjahreswertung der sehr breit zusammengesetzten und von vielen Spitzenvereinen gespickten Süd-Staffel hinter Bayern München platziert war. Aber auch ohne die Meisterschaft der Löwen hätte der FC Bayern das Nachsehen gehabt, da Kickers Offenbach in jener Zwölfjahreswertung noch vor dem FC Bayern platziert war. Somit trat der Verein 1963/64 in der neugeschaffenen zweitklassigen Regionalliga an.
| Punkte der Zwölfjahreswertung der Kandidaten der Oberliga Süd für die Bundesliga | Punkte der Zwölfjahreswertung der Kandidaten der Oberliga Süd für die Bundesliga | Punkte der Zwölfjahreswertung der Kandidaten der Oberliga Süd für die Bundesliga |
| -------------------------------------------------------------------------------- | -------------------------------------------------------------------------------- | -------------------------------------------------------------------------------- |
| 01.                                                                              | 1. FC Nürnberg                                                                   | 447                                                                              |
| 02.                                                                              | Eintracht Frankfurt                                                              | 420                                                                              |
| 03.                                                                              | Karlsruher SC                                                                    | 419                                                                              |
| 04.                                                                              | VfB Stuttgart                                                                    | 408                                                                              |
| 05.                                                                              | Kickers Offenbach                                                                | 382                                                                              |
| 06.                                                                              | FC Bayern München                                                                | 288                                                                              |
| 07.                                                                              | TSV 1860 München                                                                 | 229                                                                              |
| 08.                                                                              | VfR Mannheim                                                                     | 227                                                                              |
| 09.                                                                              | SpVgg Fürth                                                                      | 224                                                                              |
| 10.                                                                              | 1. FC Schweinfurt 05                                                             | 185                                                                              |
| 11.                                                                              | FC Bayern Hof                                                                    | 090                                                                              |
| 12.                                                                              | TSV Schwaben Augsburg                                                            | 061                                                                              |
| 13.                                                                              | KSV Hessen Kassel                                                                | 036                                                                              |

Helmut Schneiders Vertrag war bereits verlängert, dennoch musste er daraufhin den Verein verlassen. Für ihn kam Zlatko Čajkovski. Das erklärte Saisonziel in der Regionalliga 1963/64 war das Erreichen der Aufstiegsrunde zur Bundesliga. Dieses Ziel wurde mit einem zweiten Platz am Ende der Saison erreicht. Am 6. Juni 1964 konnte beim ersten Spiel der Aufstiegsrunde, dem ersten Pflichtspiel des damals erst 18 Jahre alten Franz Beckenbauer, der FC St. Pauli mit 4:0 besiegt werden. In seinem ersten Spiel für die Bayern gelang Beckenbauer gleich sein erstes Tor. Beckenbauer hatte sich gegen einen Wechsel zum TSV 1860 München und für den FC Bayern entschieden, nachdem er in einem Spiel seines SC München von 1906 gegen den TSV 1860 von einem Gegenspieler geohrfeigt worden war. Dem FC Bayern fehlte am Ende nur ein Punkt zum Aufstieg und es hieß, einen neuen Anlauf zu nehmen. Nachdem in den beiden Jahren zuvor mit Maier und Beckenbauer zwei spätere Grundpfeiler der Erfolgsjahre verpflichtet worden waren, kam mit Gerd Müller, dem späteren „Bomber der Nation“, ein Stürmer hinzu. Dabei konnte der Rivale TSV 1860 München ausgestochen werden, indem der FC Bayern Müller einen Profivertrag anbot, während der TSV lediglich einen Amateurvertrag über ein Jahr offerierte. Čajkovski war jedoch nicht begeistert von der Verpflichtung des jungen, gedrungenen Stürmers: „Was soll isch mit dieses Junge, diese Figur, unmöglich.“ Später nannte er ihn liebevoll „kleines dickes Müller“. Gleich in seinem ersten Spiel am 18. Oktober 1964 traf Müller zum 3:0 gegen den Freiburger FC und erzielte in der Saison 1964/65 in 26 Spielen 33 Tore. Das Torverhältnis von 146:32 als Meister der Regionalliga Süd stellt bis heute einen Rekord dar. In der Aufstiegsrunde wurde Tennis Borussia Berlin mit 8:0 in Berlin besiegt. Der FC Bayern stieg damit in die Bundesliga auf.

### 1965 bis 1970 – Die ersten Jahre in der Bundesliga
| Saison                                             | Platz | Tore  | Punkte | Zuschauerschnitt |
| -------------------------------------------------- | ----- | ----- | ------ | ---------------- |
| 1965/66                                            | 3     | 71:38 | 47-21  | 26.294           |
| 1966/67                                            | 6     | 62:47 | 37-31  | 22.353           |
| 1967/68                                            | 5     | 68:58 | 38-30  | 21.706           |
| 1968/69                                            | 1     | 61:31 | 46-22  | 25.029           |
| Grün unterlegt: Gewinn der deutschen Meisterschaft |       |       |        |                  |

Vor der ersten Bundesligasaison der Bayern schimpfte Čajkovski, dass er keine fertigen Spieler habe und zufrieden wäre, wenn die Klasse gehalten würde. Am ersten Spieltag im Derby gegen den TSV 1860 ging der FC Bayern mit 0:1 als Verlierer vom Platz. Am vierten Spieltag stand die Mannschaft zum ersten Mal an der Tabellenspitze der Bundesliga. Die erste Saison wurde auf dem dritten Tabellenplatz beendet. Es war das einzige Mal in der Geschichte der Bundesliga, dass beide Vereine aus München am Ende einer Saison unter den ersten Drei standen. Zusätzlich gelang es zum zweiten Mal in der Vereinsgeschichte den DFB-Pokal zu gewinnen. Das Finale gegen den Meidericher SV wurde im Frankfurter Waldstadion mit 4:2 gewonnen. Sepp Maier nach dem Spiel: „Hoaß war’s, gschwitzt hamma, und gwunna a no. Grad sche war’s!“ 1966 kamen damit sowohl der deutsche Meister als auch der deutsche Pokalsieger aus München.
Spieldaten des Endspiels um den DFB-Pokal 1966
In der nächsten Saison, 1966/67, blieb die Mannschaft nahezu unverändert. Einzig Franz „Bulle“ Roth kam aus Kaufbeuren hinzu, Georg Schwarzenbeck aus dem eigenen Nachwuchs. Nach dem Auftritt im inoffiziellen Messestädte-Pokal spielte der FC Bayern erstmals in einem von der UEFA veranstalteten internationalen Wettbewerb, dem Europapokal der Pokalsieger. Diese Saison des Pokalsiegerwettbewerbs wurde zum ersten großen Triumphzug der Bayern auf europäischer Bühne. Über Tatran Prešov, die Shamrock Rovers, Rapid Wien und Standard Lüttich erreichte der FC Bayern das Finale, das fast zu einem Heimspiel mutierte, da es in Nürnberg stattfand. An gleicher Stelle hatten die Bayern schon 35 Jahre zuvor den ersten wichtigen Titel für den Verein gewinnen können.
Gegner im Finale waren die Glasgow Rangers, die zuvor im Achtelfinale den Titelverteidiger Borussia Dortmund aus dem Wettbewerb geworfen hatten. Vor 71.000 Zuschauern erzielte Bulle Roth in der Verlängerung (108. Minute) das 1:0 für die Münchner. Roth hatte zwei Jahre zuvor noch in der C-Klasse beim TSV Bertoldshofen gespielt und erzielte jetzt das entscheidende Tor zum ersten internationalen Titel des FC Bayern München. Nach Borussia Dortmund im Jahr zuvor gewann damit erneut ein deutscher Verein den Pokal der Pokalsieger.
Die reguläre Bundesliga-Saison schloss der FC Bayern nur auf Platz sechs ab, der DFB-Pokal wurde jedoch erfolgreich verteidigt. In Stuttgart sahen 68.000 Zuschauer den erneuten Pokaltriumph der Bayern. Mit 4:0, durch Tore von Müller (2), Ohlhauser und Brenninger (je 1), hatte der Hamburger SV mit Uwe Seeler keine Chance.
Spieldaten des Endspiels um den DFB-Pokal 1967 und des Endspiels um den Europapokal der Pokalsieger 1967
Dies war der dritte Pokalerfolg innerhalb von zwölf Monaten. Franz Beckenbauer wurde das erste Mal in seiner noch jungen Karriere zum „Fußballer des Jahres“ gewählt. Die darauffolgende Saison 1967/68 war nicht das Jahr der Bayern. Das Halbfinale des Europapokals der Pokalsieger 1967/68 wurde gegen den späteren Sieger AC Mailand verloren, im DFB-Pokal warf der damalige Regionalligist VfL Bochum den Titelverteidiger ebenso im Halbfinale aus dem Wettbewerb. In der Bundesliga reichte es nur zum fünften Platz. Erstmals in der Bundesliga zog der FC Bayern jedoch am Erzrivalen TSV 1860 sowohl in der Tabelle als auch in der Gunst der Zuschauer in München vorbei und ist seitdem der stets erfolgreichere der beiden Vereine geblieben.
Tschik Čajkovski verließ 1968 nach fünf Jahren den Verein Richtung Hannover 96. Für ihn kam Branko Zebec. Mit ihm kamen auch die beiden Österreicher Gustl Starek und Peter Pumm. Beide erwiesen sich in den folgenden Jahren als tragende Säulen seines Konzepts, das auf eine starke Defensive setzte. Gleich in seinem ersten Jahr als Trainer holte Zebec 1969 mit den Bayern das Double aus Meisterschaft und Pokal, zum ersten Mal in der Vereinsgeschichte. Im Pokalendspiel wurde der FC Schalke 04 mit 2:1 bezwungen, der Verein, dem es 1937 zuletzt gelang, das Double zu gewinnen. Vor dem Spiel nahm Gerd Müller die Ehrung als „Fußballer des Jahres“ entgegen.
Spieldaten des Endspiels um den DFB-Pokal 1969

### 1970 bis 1976 – Auf dem Weg zum Thron Europas
| Saison                                             | Platz | Tore   | Punkte | Zuschauerschnitt |
| -------------------------------------------------- | ----- | ------ | ------ | ---------------- |
| 1969/70                                            | 02    | 088:37 | 47-21  | 23.324           |
| 1970/71                                            | 02    | 074:36 | 48-20  | 24.088           |
| 1971/72                                            | 01    | 101:38 | 55-13  | 27.882           |
| 1972/73                                            | 01    | 093:29 | 54-14  | 33.529           |
| 1973/74                                            | 01    | 095:53 | 49-19  | 37.588           |
| 1974/75                                            | 10    | 057:63 | 34-34  | 36.412           |
| 1975/76                                            | 03    | 072:50 | 40-28  | 32.971           |
| Grün unterlegt: Gewinn der deutschen Meisterschaft |       |        |        |                  |

Am 13. März 1970 löste der erst 35-jährige Udo Lattek, bis dahin ohne große Trainererfahrung, den bisherigen Trainer Zebec ab. Mit der Amtsübernahme Latteks begann für den FC Bayern eine neue, noch erfolgreichere Ära. Unter Lattek brachte der FC Bayern die Saison 1969/70 als Zweiter zu Ende. Meister wurde erstmals Borussia Mönchengladbach. Gerd Müller wurde zum dritten Mal Torschützenkönig der Bundesliga mit der damaligen Rekordtorzahl von 38 Toren in einer Saison. Zudem wurde er Torschützenkönig bei der Fußball-WM 1970 in Mexiko. In jenem Jahr 1970 gab es außer auf der Trainerposition auch in der Mannschaft einen personellen Umbruch. Der langjährige Kapitän Werner Olk, mittlerweile 32 Jahre alt, verließ den FC Bayern und ließ seine aktive Karriere beim FC Aarau in der Schweiz ausklingen. Auch Rainer Ohlhauser, der in den vergangenen neun Jahren insgesamt 186 Ligatore für Bayern erzielt hatte, ging in die Schweiz, während es Gustl Starek zurück in seine österreichische Heimat zog, nachdem er zuletzt nur noch sporadisch zum Einsatz gekommen war. Vor Beginn der neuen Spielzeit verpflichtete der Verein mit Uli Hoeneß aus Ulm und Paul Breitner aus Freilassing zwei neue 18-jährige Talente, die später noch die Zukunft des FC Bayern maßgebend bestimmen sollten.
Auch in der Saison 1970/71 war Bayern in der Bundesliga vorne mit dabei und war vor dem letzten Spieltag sogar Tabellenführer, verlor das letzte Saisonspiel jedoch mit 0:2 in Duisburg, während Gladbach als amtierender Meister seinen Titel durch ein 4:1 in Frankfurt erfolgreich verteidigen konnte. Nachdem die Mannschaft 1970 im DFB-Pokal als Titelverteidiger am mittlerweile zweitklassigen 1. FC Nürnberg gescheitert war und auch in der neuen Saison gegen Hessen Kassel und den 1. FC Kaiserslautern jeweils ins Wiederholungsspiel musste, wurde nun nach Siegen gegen Duisburg und in Düsseldorf wie zuletzt 1966, 1967 und 1969 abermals das Finale erreicht. Dort lagen die Bayern gegen den 1. FC Köln schon nach 13 Minuten mit 0:1 zurück, ehe Beckenbauer in der 53. Minute ausgleichen konnte. Dem für Franz Roth eingewechselten Edgar Schneider gelang in der 118. Minute das Siegtor. Die Bayern hatten damit bereits zum fünften Mal das Pokalfinale erreicht und jeweils den DFB-Pokal gewonnen, es war jedoch der letzte Triumph im DFB-Pokal für eine ganze Dekade.
Spieldaten des Endspiels um den DFB-Pokal 1971
Die Saison 1971/72 wurde für den Verein zum Jahr der Rekorde. Vom ersten Spieltag an blieben die Roten 14 Spiele in Folge ohne Niederlage. Am 28. Juni 1972 bestritt der FC Bayern München sein erstes Heimspiel im neuen Olympiastadion. Es war gleichzeitig das letzte Spiel der Saison, in einem „Endspiel“ um die Meisterschaft wurde der Tabellenzweite Schalke 04 mit 5:1 geschlagen. Die Meisterschaft wurde bei 24 Siegen, 3 Niederlagen und 7 Unentschieden mit 55 Punkten erreicht. Dabei erzielten die Bayern 101 Tore, 40 davon erzielte alleine Gerd Müller – der Mannschaftsrekord hat bis heute Bestand, die Bestmarke von Gerd Müller wurde erst fast ein halbes Jahrhundert später, in der Saison 2020/21 von Robert Lewandowski, ebenfalls in Diensten des FC Bayern München, um ein Tor überboten. Das 11:1 im Heimspiel gegen Borussia Dortmund war einer der höchsten Bundesligasiege. Die Münchner machten auch in der nächsten Saison da weiter, wo sie aufgehört hatten. Vom ersten bis zum letzten Spieltag hieß der Tabellenführer FC Bayern München, der mit elf Punkten Vorsprung Meister vor dem 1. FC Köln wurde. Auch 1974 war kein Vorbeikommen an den Bayern, der Titel wurde zum zweiten Mal hintereinander verteidigt, Gerd Müller wurde zum dritten Mal in Folge Torschützenkönig der Bundesliga und der FC Bayern München bestieg nun zum ersten Mal „Europas Thron“.
In der ersten Runde des Europapokals der Landesmeister kamen die Bayern dabei erst durch ein Elfmeterschießen im Rückspiel beim schwedischen Meister Åtvidabergs FF eine Runde weiter. Danach kam es zur Achtelfinalbegegnung mit Dynamo Dresden, die das erste deutsch-deutsche Aufeinandertreffen im UEFA-Europapokal war. Zur Halbzeit führte Dynamo Dresden mit 3:2 in München, die Münchner konnten das Spiel noch drehen und mit 4:3 gewinnen. Somit hatte Dresden eine gute Ausgangssituation für das Rückspiel. Doch die Roten gingen bereits nach zwölf Minuten durch zwei Tore von Hoeneß mit 2:0 in Führung. Kurz nach der Halbzeitpause gelang den Sachsen in der 52. Minute der Ausgleich und vier Minuten später der Führungstreffer zum 3:2. Gerd Müller glich in der 58. Minute zum 3:3-Endstand aus. Die nächsten beiden Runden wurden relativ leicht gegen ZSKA Sofia und Újpest Budapest überstanden. Somit erreichten die Bayern das Finale in Brüssel. Gegner war Atlético Madrid und nach 90 Minuten stand es 0:0. Sechs Minuten vor Ende der Verlängerung gelang Luis Aragonés das 1:0 für Madrid durch einen Freistoß. Unmittelbar vor Abpfiff bekam Georg „Katsche“ Schwarzenbeck den Ball von Beckenbauer zugespielt. Er sah keine Anspielstation im Mittelfeld, Beckenbauer rief nur „Schieß einfach!“, was er aus 30 Metern auch tat und zum 1:1 in der 120. Minute traf. Schwarzenbeck ging mit diesem Tor in die Geschichte des Fußballs ein. Das 1:1 bedeutete nach damaligen Regeln ein Wiederholungsspiel, welches nur zwei Tage später an gleicher Stelle stattfand. Durch jeweils zwei Hoeneß- und Müller-Tore wurde Atlético mit 4:0 geschlagen. Zum ersten Mal gewann eine deutsche Mannschaft den Pokal der Landesmeister. Am nächsten Tag ging es noch zum Bundesligaausklang nach Mönchengladbach. Der FC Bayern ging mit 0:5 unter und Gladbachs Stürmer Jupp Heynckes zog mit zwei Treffern mit Gerd Müllers 30 Saisontoren gleich und sicherte sich damit seine erste von zwei Torjägerkanonen. Sieben Wochen später wurden sieben Bayern im Münchner Olympiastadion Weltmeister.

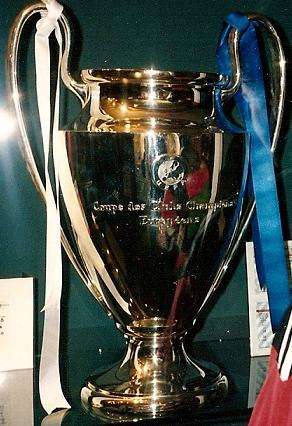
Der Europapokal der Landesmeister

Spieldaten der Endspiele um den Pokal der Landesmeister 1974
Zur Saison 1974/75 folgte Paul Breitner für eine Ablösesumme von drei Millionen Mark nach einem Jahr dem Ex-Gladbacher Günter Netzer zu Real Madrid. 20.000 Mark davon gingen an Borussia Lippstadt für das 18-jährige Stürmertalent Karl-Heinz Rummenigge. Zum Saisonauftakt gab es bei den Kickers Offenbach im Frankfurter Waldstadion, wo wegen der Sanierung des Bieberer Bergs gespielt wurde, eine 0:6-Niederlage. Nach der Hinserie waren die Bayern 14. und aufgrund der schlechten Ligaposition kam es zu einem Krisengespräch zwischen Lattek und Präsident Neudecker. Lattek schilderte das Gespräch später so: „Herr Neudecker, wir müssen etwas ändern“, worauf Neudecker mit „Sie haben recht. Sie sind gefeuert“, antwortete. Neuer Trainer wurde Beckenbauers Trauzeuge, der DFB-Trainer Dettmar Cramer. Cramer konnte die Bundesligasaison nicht retten: Die Bayern wurden Zehnte. Passend zum 75-jährigen Vereinsjubiläum konnten sie jedoch den Pokal der Landesmeister verteidigen. Der Weg ins Finale führte über den Sparwasser-Verein 1. FC Magdeburg mit dem ersten Auswärtssieg im Landesmeistercup, Ararat Eriwan und den AS Saint-Étienne. Da sich die Bayern und der Gewinner des Pokals der Pokalsieger 1974, der 1. FC Magdeburg, offiziell nicht über einen Termin für die Austragung des europäischen Supercups einigen konnten, waren diese Spiele entfallen. Das Aufeinandertreffen im Pokal der Landesmeister der beiden Mannschaften wurde dadurch zu einer Ersatzentscheidung verklärt, welche für die Bayern ausfiel. In Paris, wo das Finale zur Wiedereröffnung des renovierten Prinzenparkstadions stattfand, setzten sich die Münchner – nicht unbedingt dem Spielverlauf entsprechend – durch zwei späte Tore von Franz „Bulle“ Roth und Müller 2:0 gegen Leeds United durch. Die enttäuschten Fans von Leeds randalierten schon während des Spiels, was Leeds eine fünfjährige Sperre für Europapokalspiele eintrug. Bayern stellte einen Rekord auf: kein Verein war jemals schlechter in der nationalen Liga, als er den Europacup holte.
Spieldaten des Endspiels um den Pokal der Landesmeister 1975
Die Saison 1975/76 verlief in der Liga wieder nicht zufriedenstellend; zur Winterpause belegte der FC Bayern München nur Platz zehn. Die Spiele um den UEFA Super Cup gegen Dynamo Kiew verlor er beide. Nach der Winterpause lief es besser und der Verein belegte am Ende den dritten Tabellenplatz. Im DFB-Pokal kamen die Bayern bis ins Halbfinale, wo sie am Hamburger SV scheiterten. Nach Jeunesse Esch, Malmö FF und Benfica Lissabon standen die Bayern im Halbfinale des Pokals der Landesmeister Real Madrid gegenüber. Das Rückspiel im Olympiastadion war restlos ausverkauft und mit Günter Netzer und dem ehemaligen Roten Paul Breitner standen zwei deutsche Nationalspieler in Diensten von Real. Nach einem 1:1 im Hinspiel wurde Real mit zwei Toren von Gerd Müller besiegt und die Bayern zogen zum dritten Mal in Folge ins Finale ein. Dort trafen sie auf den AS Saint-Étienne. Franz Roth zeichnete sich schon wie im Vorjahr als Torschütze im Finale aus, diesmal jedoch gleich als Goldtorschütze: Sein 1:0 in der 57. Minute war das einzige Tor des Spiels und zum dritten Mal war der FC Bayern Gewinner des Landesmeisterpokals. Dieses war zuvor nur den Königlichen aus Madrid (fünfmal in Folge) und Ajax Amsterdam von 1971 bis 1973 gelungen.
Spieldaten des Endspiels um den Pokal der Landesmeister 1976 und Spieldaten des Endspiels um den UEFA Super Cup 1975

### 1976 bis 1979 – Der FC Bayern im Umbruch
| Saison  | Platz | Tore  | Punkte | Zuschauerschnitt |
| ------- | ----- | ----- | ------ | ---------------- |
| 1976/77 | 07    | 74:65 | 37-31  | 31.550           |
| 1977/78 | 12    | 62:64 | 32-36  | 30.910           |
| 1978/79 | 04    | 69:46 | 40-28  | 34.153           |

Nach den Jahren der internationalen Triumphe befand sich die Mannschaft im Umbruch. Einer der letzten großen Höhepunkte war als erste deutsche Mannschaft der Gewinn des Weltpokals im Dezember 1976 gegen Cruzeiro Belo Horizonte, während der Supercup gegen den RSC Anderlecht erneut nicht gewonnen werden konnte. Die Siegesserie im Europapokal der Landesmeister endete im Viertelfinale gegen Dynamo Kiew. In der Liga wurde nur der siebte Platz erreicht, der mit viel Glück jedoch die UEFA-Pokal-Qualifikation bedeutete, da der 1. FC Köln als Fünfter den DFB-Pokal gewann und der HSV als Sechster den Europapokal der Pokalsieger. 65 Gegentore in jener Spielzeit bedeuten den bis dato absoluten Negativrekord für die Münchner, lediglich die Torhüter der drei Absteiger hatten häufiger hinter sich greifen müssen. 12 der 65 Gegentore waren in zwei denkwürdigen Partien innerhalb weniger Wochen gefallen: Zum einen bei einem 6:5-Sieg beim VfL Bochum, bei dem es der Bayern-Mannschaft als bislang einzigem Bundesliga-Team gelungen war, nach einem 0:4-Rückstand das Spiel noch zu gewinnen, zum anderen bei einer 0:7-Heimniederlage gegen den FC Schalke 04, der höchsten des FC Bayern überhaupt. Mit der Saison endete auch eine Ära, denn Kapitän Franz Beckenbauer, wenige Monate zuvor nochmals mit dem Ballon d’Or als bester Fußballer Europas ausgezeichnet, brach seine Zelte in München ab und wechselte über den Atlantik zu Cosmos New York.
Spieldaten des Endspiels um den Weltpokal 1976 und Spieldaten des Endspiels um den UEFA Super Cup 1976
Im Dezember 1977 machte der Verein ein Tauschgeschäft mit Eintracht Frankfurt: Cramer wechselte an den Main, im Gegenzug kam Gyula Lóránt an die Isar. Bayern wurde nur Tabellenzwölfter, die schlechteste Platzierung der Bundesligageschichte des Vereins. Zum Ende der Saison kehrte Paul Breitner für 1,75 Millionen Mark von Eintracht Braunschweig zurück nach München. Gyula Lóránt wurde bereits im Dezember 1978 beurlaubt und sein bisheriger Co-Trainer Pál Csernai übernahm dessen Posten. Als Nachfolger war Max Merkel bereits engagiert, die Mannschaft sprach sich jedoch gegen ihn aus, weswegen Csernai Trainer blieb und Präsident Neudecker nach 17 Jahren Amtszeit zurücktrat. Neuer Präsident wurde Willi O. Hoffmann. Gerd Müller folgte Franz Beckenbauer 1979 in die USA. Einziger Lichtblick in den unruhigen Zeiten war das neugeschaffene Duo Rummenigge und Breitner, Breitnigge genannt. Alleine 26 der erzielten 69 Tore gingen auf das Konto der beiden. Im April 1979 kehrte Uli Hoeneß nach einem mehrmonatigen Intermezzo beim 1. FC Nürnberg zum FC Bayern zurück und wurde, da er verletzungsbedingt seine Spielerlaufbahn beenden musste, mit gerade erst 27 Jahren Manager des Vereins.

### 1979 bis 1991 – Der Erfolg kommt zurück
| Saison                                             | Platz | Tore  | Punkte | Zuschauerschnitt |
| -------------------------------------------------- | ----- | ----- | ------ | ---------------- |
| 1979/80                                            | 1     | 84:33 | 50-18  | 39.579           |
| 1980/81                                            | 1     | 89:41 | 53-15  | 36.412           |
| 1981/82                                            | 3     | 77:56 | 43-25  | 33.372           |
| 1982/83                                            | 4     | 74:33 | 44-24  | 31.324           |
| 1983/84                                            | 4     | 84:41 | 47-21  | 30.794           |
| 1984/85                                            | 1     | 79:38 | 50-18  | 32.765           |
| 1985/86                                            | 1     | 82:31 | 49-19  | 27.265           |
| 1986/87                                            | 1     | 67:31 | 53-15  | 37.471           |
| 1987/88                                            | 2     | 83:45 | 48-20  | 28.034           |
| 1988/89                                            | 1     | 67:26 | 50-18  | 30.353           |
| 1989/90                                            | 1     | 64:28 | 49-19  | 36.235           |
| 1990/91                                            | 2     | 74:41 | 45-23  | 35.833           |
| Grün unterlegt: Gewinn der deutschen Meisterschaft |       |       |        |                  |

Im Juli 1979 erreichte den Verein die nächste Hiobsbotschaft: Sepp Maier verletzte sich bei einem Autounfall so schwer, dass die Katze von Anzing, wie er auch genannt wurde, seine Karriere vorzeitig beenden musste. Mit 35 Jahren hatte er 473 Bundesligaspiele bestritten, alle für den FC Bayern, davon 442 Spiele in Folge. Maiers Nachfolger wurden der zwei Jahre zuvor von Victoria Hamburg verpflichtete Nachwuchstorhüter Walter Junghans und zusätzlich der erfahrene Zweitligatorhüter Manfred Müller. Auch der letzte Große der 70er-Ära musste seine Karriere frühzeitig beenden: Katsche Schwarzenbeck bestritt am 18. August 1979 sein letztes Bundesligaspiel gegen den FC Schalke 04. Er zog sich eine Achillessehnenverletzung zu, die ihn zwang, seine Karriere zu beenden. Schwarzenbeck bestritt 416 Bundesligaspiele für die Bayern, in denen er 16 Tore erzielte. Andere Spieler rückten dafür ins Rampenlicht: Klaus Augenthaler, inzwischen Stammspieler, Dieter Hoeneß, der vom VfB Stuttgart an die Isar kam, und Karl-Heinz Rummenigge. Letzterer wurde 1979 zum Fußballer Europas gewählt.
Im DFB-Pokal schieden die Roten blamabel gegen die SpVgg Bayreuth schon in der dritten Hauptrunde aus. Im UEFA-Pokal wurde das Halbfinale erreicht und unterlag dort abermals im deutsch-deutschen Duell der Eintracht aus Frankfurt trotz eines 2:0 im Hinspiel. Bereits im Jahr zuvor waren die Bayern im Achtelfinale des UEFA-Pokals gegen Eintracht Frankfurt ausgeschieden. In der Rückrunde der Bundesliga lieferten sich die Bayern ein Kopf-an-Kopf-Rennen mit dem HSV. Erst am letzten Spieltag kam es zur Entscheidung über die Meisterschaft. Bayern München gewann zu Hause im Olympiastadion gegen Eintracht Braunschweig mit 2:1 durch Tore von Breitner und Rummenigge. Seit dem Gewinn des Weltpokals 1976 konnte der erste Titel für die Bayern und zugleich die erste Meisterschaft seit sechs Jahren gefeiert werden. Der 1977/78 eingeleitete Umbruch war abgeschlossen und die Bayern fanden in die Erfolgsspur zurück.
1980/81 konnte der FC Bayern München seinen Meistertitel erfolgreich verteidigen, wobei das Duo Breitnigge insgesamt 46 Tore erzielte. Im Pokal der Landesmeister gelangte er bis ins Halbfinale und bezwang dabei unter anderem Ajax Amsterdam. Auch im Halbfinale verlor er kein Spiel gegen den FC Liverpool, musste aber wegen der Auswärtstorregel nach dem 1:1 im Rückspiel in München die Segel streichen. Die Reds aus Liverpool holten im Finale ihren dritten Pokal der Landesmeister. In der dritten Hauptrunde des DFB-Pokals war erneut Endstation gegen den 1. FC Kaiserslautern.
Doch im folgenden Jahr holte der Verein elf Jahre nach dem letzten Sieg zum sechsten Mal den Pokal an die Isar. Das Finale im Frankfurter Waldstadion war eines der außergewöhnlichsten in der Geschichte dieses Wettbewerbs, denn Dieter Hoeneß spielte es trotz einer Kopfverletzung, die er sich im Spiel zuzog, mit Kopfverband zu Ende. Die Bayern lagen zur Halbzeit bereits mit 0:2 gegen den 1. FC Nürnberg zurück. Nach einem Kopfballduell mit Alois Reinhardt zog sich Hoeneß die schwere Kopfverletzung zu, die zunächst nur notdürftig verbunden wurde. In der Halbzeitpause redete sein Bruder Uli ihm zu, er solle die Zähne zusammenbeißen, denn man würde ihn brauchen. Daraufhin ließ Dieter Hoeneß die Wunde ohne Narkose nähen und erschien zur zweiten Halbzeit wieder auf dem Rasen. Der FC Bayern drehte das Spiel noch und Dieter Hoeneß gelang dabei sogar in der 89. Minute das entscheidende Tor zum 4:2 per Kopf. Auch im Europapokal war der FC Bayern München wieder erfolgreicher und gelangte ins Finale des Pokals der Landesmeister, unterlag dort jedoch Aston Villa mit 0:1 trotz einer klaren Dominanz im Spielverlauf. In der Meisterschaft machten der HSV und der 1. FC Köln den Titel unter sich aus. Es blieb nur der 3. Platz für die Münchner, nachdem sie am Bökelberg gegen Gladbach mit 0:3 unterlegen waren.
Spieldaten des Endspiels um den DFB-Pokal 1982 und des Endspiels um den Europapokal der Landesmeister 1982
Zur Saison 1982/83 wurde der belgische Nationaltorhüter Jean-Marie Pfaff vom SK Beveren verpflichtet. Dieser war zwar gleich am ersten Spieltag maßgeblich an der 0:1-Niederlage bei Werder Bremen beteiligt, als er einen Einwurf von Uwe Reinders ins eigene Tor lenkte, war jedoch in den folgenden sechs Jahren sowohl Stammtorwart als auch Publikumsliebling. Seine erste Saison verlief jedoch eher mäßig erfolgreich und Trainer Pal Csernai wurde drei Spieltage vor Ablauf der Saison entlassen. In der Bundesliga reichte es nur zu Platz vier, die Mannschaft scheiterte im Viertelfinale des Pokals der Pokalsieger am FC Aberdeen, der später auch den Titel gewann, und im DFB-Pokal schied sie frühzeitig bei Eintracht Braunschweig aus. Zum Saisonende beendete mit Paul Breitner erneut einer der „Großen“ seine Karriere. Am 33. Spieltag gegen Schalke gab Michael Rummenigge, der rund acht Jahre jüngere Bruder von Karl-Heinz, seinen Einstand bei den Bayern. Im Juli 1983 kehrte Udo Lattek als Trainer nach München zurück. Unter ihm folgten erneut sehr erfolgreiche Jahre. Die Mannschaft erreichte unter seiner Leitung dreimal hintereinander das Pokalfinale. Das Finale 1984 gegen Borussia Mönchengladbach musste im Elfmeterschießen entschieden werden. Lothar Matthäus, dessen Wechsel zur folgenden Spielzeit an die Isar bereits feststand, verschoss den ersten Elfmeter für Gladbach. Im Jahr darauf verloren die Bayern nach 1:0-Führung mit 1:2 gegen Bayer 05 Uerdingen, 1986 folgte ein ungefährdeter 5:2-Finalsieg gegen den VfB Stuttgart.
Spieldaten des Endspiels um den DFB-Pokal 1984; Spieldaten des Endspiels um den DFB-Pokal 1985 und Spieldaten des Endspiels um den DFB-Pokal 1986
Karl-Heinz Rummenigge wurde 1984 für die damalige Weltrekord-Ablösesumme von 11,4 Millionen Mark an Inter Mailand verkauft, womit sich die Bayern ihrer Schulden entledigten und noch mehrere Millionen Wechselgeld in der Kasse behielten und sich die finanzielle Vormacht in Deutschland sicherten, die nie mehr verloren ging.
Erreichten die Bayern 1985 nur das Halbfinale des Europapokals der Pokalsieger, so standen sie 1987 wieder im Finale des Pokals der Landesmeister. In Wien trafen sie auf den Außenseiter FC Porto. Bis zur 78. Minute führten die Bayern mit 1:0 durch ein frühes Tor von Ludwig Kögl, ehe Rabah Madjer durch ein Hackentricktor der Ausgleich gelang. Nur zwei Minuten später folgte das 2:1 des FC Porto und der FC Bayern verpasste erneut die Chance auf den Gewinn des Europapokals der Landesmeister. Die Meisterschaft wurde in den Jahren 1985 bis 1987 gleich dreimal in Folge gewonnen. Mit dem Gewinn der Meisterschaft 1986 löste der FC Bayern den 1. FC Nürnberg als Rekordmeister Deutschlands ab, wobei dem FC Bayern in der Saison 1984/85 das seltene Kunststück gelang, vom ersten bis zum letzten Spieltag Tabellenführer der Bundesliga zu sein. Udo Lattek nahm zum Ende der Saison 1986/87 seinen Hut und verabschiedete sich zum letzten Male von den Bayern. In seinen zwei Amtszeiten als Trainer des FC Bayern München gewann er insgesamt sechs Meisterschaften, dreimal den DFB-Pokal und einmal den Landesmeisterpokal.
Spieldaten des Endspiels um den Europapokal der Landesmeister 1987
Auf Udo Lattek folgte Jupp Heynckes als Trainer bei den Bayern. In seiner ersten Saison als verantwortlicher Trainer sprang am Ende Platz zwei hinter Werder Bremen heraus. Es folgte erneut ein Umbruch in der Mannschaft, wobei fünf Nationalspieler den Verein verließen. Matthäus und Brehme gingen zu Inter Mailand, und Jean-Marie Pfaff verließ den Verein in Richtung Lierse SK. Pfaff hatte 156 Bundesligaspiele für die Bayern absolviert. Nachfolger von Pfaff wurde der damals 25-jährige Raimond Aumann. Neu verpflichtet wurden unter anderem Stefan Reuter, Olaf Thon und Roland Grahammer. So klappte es für Heynckes mit der Meisterschaft im zweiten Anlauf und Roland Wohlfarth wurde mit 17 Treffern Torschützenkönig der Bundesliga. Im DFB-Pokal war Heynckes dagegen nicht so erfolgreich und schied mit den Bayern bereits in der dritten Runde gegen den Karlsruher SC aus. Im UEFA-Pokal wurde das Halbfinale erreicht. Dort scheiterten die Münchner am späteren Titelgewinner SSC Neapel mit dem damaligen Weltstar Diego Armando Maradona. In besserer Erinnerung aus jener Europapokalsaison 1988/89 dürfte jedoch das Achtelfinalrückspiel bei Inter Mailand sein. Nach einem 0:2 im Hinspiel schafften die Bayern das „Wunder von Mailand“ und gewannen das Rückspiel mit 3:1. Ebenfalls legendär war das Streitgespräch zwischen Christoph Daum, dem Trainer des Titelkonkurrenten 1. FC Köln, mit Uli Hoeneß und Jupp Heynckes im ZDF-Sportstudio, bei dem es vor allem um die von den Münchnern als beleidigend empfundenen Äußerungen von Daum ging, z. B. dass eine Wetterkarte interessanter sei als ein Gespräch mit Heynckes.
Für die Saison 1989/90, die ähnlich verlief wie die vorherige Saison, kamen sieben neue Spieler hinzu. Der Meistertitel wurde erfolgreich verteidigt, im DFB-Pokal schied der FC Bayern im Achtelfinale beim VfB Stuttgart aus und im Europapokal der Landesmeister wurde das Halbfinale erreicht, wo die AC Mailand zu stark war. Das „Tor des Jahrzehnts“ gelang Klaus Augenthaler als er im Pokalspiel bei Eintracht Frankfurt aus 48,90 Metern das entscheidende 1:0 erzielte. Mit Augenthaler, Kohler, Pflügler, Reuter, Thon und Aumann fuhren gleich sechs Bayernspieler zur WM 1990 und kamen als Weltmeister zurück.
Die 1990er Jahre begannen für die Bayern wie die 80er Jahre endeten. Mit dem Halbfinale im Pokal der Landesmeister erreichte der Verein zum dritten Mal in Folge die Runde der letzten Vier in einem Europapokalwettbewerb. Dies gelang zuletzt fast zehn Jahre zuvor, von 1980 bis 1982. Nach der SSC Neapel und der AC Mailand in den Jahren zuvor war diesmal Roter Stern Belgrad Endstation. Dabei schied die Mannschaft knapp und unglücklich aus. Bis zur 90. Minute des Rückspiels führte der FC Bayern mit 2:1 und wäre somit in der Verlängerung gewesen. Doch einen Flatterball von Klaus Augenthaler auf das eigene Tor vermochte Raimond Aumann nicht festzuhalten und mit einem 2:2 zog Roter Stern ins Finale ein. Im DFB-Pokal setzte es ein peinliches 0:1 in der ersten Runde bei den Amateuren vom FV 09 Weinheim, in der Liga wurden die Roten Vizemeister hinter dem 1. FC Kaiserslautern.

### 1991 bis 1998 – Lange Suche nach dem richtigen Trainer mit vereinzelten Erfolgen
| Saison                                             | Platz | Tore  | Punkte | Zuschauerschnitt |
| -------------------------------------------------- | ----- | ----- | ------ | ---------------- |
| 1991/92                                            | 100   | 59:61 | 36-40  | 32.526           |
| 1992/93                                            | 2     | 74:45 | 47-21  | 46.059           |
| 1993/94                                            | 1     | 68:37 | 44-24  | 48.176           |
| 1994/95                                            | 6     | 55:41 | 43-25  | 54.176           |
| 1995/96                                            | 2     | 66:46 | 62     | 59.353           |
| 1996/97                                            | 1     | 68:34 | 71     | 58.059           |
| 1997/98                                            | 2     | 69:37 | 66     | 54.412           |
| Grün unterlegt: Gewinn der deutschen Meisterschaft |       |       |        |                  |

Zur Saison 1991/92 wechselten Kohler und Reuter zu Juventus Turin. Zwar erhielten die Bayern allein für Kohler rund 15 Millionen Mark an Ablöse, doch der sportliche Verlust wog schwer; der von der AS Rom verpflichtete Thomas Berthold erwies sich nicht als gleichwertiger Ersatz. Klaus Augenthaler hatte zudem seine Karriere beendet, in der er 404 Bundesligaspiele für den FC Bayern absolvierte und siebenmal Meister und dreimal Pokalsieger wurde. Raimond Aumann und Brian Laudrup erlitten beide einen Kreuzbandriss. Für Aumann und den ebenfalls ausgefallenen Ersatztorwart Sven Scheuer kam Gerald Hillringhaus ins Tor, konnte aber nur bedingt überzeugen, sodass kurzfristig der ehemalige Nationaltorhüter Toni Schumacher reaktiviert wurde und in acht Bundesligaspielen vor der Winterpause 1991/92 das Bayerntor hütete.
Nach einer 1:4-Heimniederlage gegen die Stuttgarter Kickers, somit vier sieglosen Ligaspielen in Folge und dem Abrutschen auf Tabellenplatz 12, war der Druck der Öffentlichkeit so groß, dass der Verein Trainer Jupp Heynckes am 8. Oktober 1991 entließ. Laut Aumann hatten die Spieler Tränen in den Augen, als sich Heynckes von ihnen verabschiedete. Uli Hoeneß, der mit Jupp Heynckes befreundet war und die Entscheidung der Entlassung mitgetragen hatte, sagte Jahre später mehrmals, dass es seine größte Fehlentscheidung gewesen sei. Nachfolger von Heynckes wurde Søren Lerby, der von 1983 bis 1986 selbst 89 Spiele für den FC Bayern absolviert hatte. Bessere Ergebnisse stellten sich dennoch nicht ein, im Gegenteil, denn in der 2. Runde des UEFA-Pokals wurden die Bayern von B 1903 Kopenhagen mit 6:2 deklassiert. Im März 1992 wurde Erich Ribbeck als neuer Trainer und Nachfolger Lerbys verpflichtet. Am Ende der Saison belegten die Münchner Platz zehn in der Bundesliga und qualifizierten sich das erste Mal seit 1979 nicht für einen internationalen Wettbewerb. Nach der Saison investierte der Verein im Sommer insgesamt 23,5 Millionen Mark in neue Spieler, für damalige Verhältnisse eine hohe Summe. Allerdings verließen Stefan Effenberg und Brian Laudrup den Verein für 17 Millionen gemeinsam zur AC Florenz. Lothar Matthäus kehrte im Gegenzug nach vier Jahren in Italien nach Bayern zurück. Hinzu kamen Spieler wie Thomas Helmer, Mehmet Scholl und Jorginho. 32 Spieltage blieb der FC Bayern auf Platz eins der Tabelle, wurde aber am Ende nach einem 3:3 bei Schalke 04 Zweiter hinter Werder Bremen, das einen Zähler mehr gesammelt hatte.
1994 gewann Bayern München seinen 13. Meistertitel. Zuvor wechselte beispielsweise mit Roland Wohlfarth der bis dahin drittbeste Bundesligatorschütze des Vereins nach Frankreich, da Coach Ribbeck nicht mehr mit ihm plante und der kolumbianische Angreifer Adolfo Valencia schon als Ersatz verpflichtet worden war. Die erste Wahl war Valencia aber nicht gewesen, ursprünglich sollte Anthony Yeboah, Ruud Gullit oder Kalle Riedle nach München wechseln. In der Winterpause einigten sich Ribbeck und der FC Bayern auf eine Auflösung seines Vertrags, Vizepräsident Franz Beckenbauer übernahm daraufhin zum ersten Mal den Trainerposten bei „seinem“ FC Bayern. Der Trennung waren vier sieglose Ligaspiele sowie das jeweils frühe Ausscheiden im UEFA-Cup und im DFB-Pokal vorangegangen. Auch wagte Ribbeck zu Saisonbeginn ein Experiment, als er von einer bis dahin häufig aufgestellten Dreierabwehrkette mit Libero auf eine Viererkette umstellte. „Auf vielfachen Wunsch“ stellte der Trainer jedoch im September 1993 nach interner wie externer Kritik wieder auf eine Dreierkette um. Schon vor der Winterpause trat hingegen Kapitän Aumann von seinem Amt zurück, nachdem die Verhandlungen Bayerns mit dem Karlsruher Torwart Oliver Kahn zunehmend an die Öffentlichkeit gerieten. Während der scheidende Ribbeck daraufhin für die restliche Hinserie Thomas Helmer zum neuen Spielführer ernannte, übertrug der Interimstrainer Beckenbauer dieses Amt zu Beginn der Rückrunde dem Libero Lothar Matthäus, der seinerseits Gerüchte über einen Wechsel in die Schweiz schürte. Am 32. Spieltag wurde dem FC Bayern das zu diesem Zeitpunkt dritte Phantomtor der Bundesligageschichte zuerkannt, der vermeintliche Torschütze war Thomas Helmer. Nachdem das DFB-Sportgericht dem Einspruch des Gegners 1. FC Nürnberg stattgab, gewannen die Münchener statt ursprünglich mit 2:1 das Nachholspiel mit 5:0. Die Meisterschaft wurde erst am letzten Spieltag entschieden, als der FC Bayern zuhause gegen Schalke 04 siegte und somit einen Punkt mehr als der Vizemeister 1. FC Kaiserslautern hatte.
Zur Spielzeit 1994/95 wurde mit Giovanni Trapattoni von Juventus Turin einer der bis dahin erfolgreichsten Trainer der Fußballgeschichte verpflichtet, da weder Arsène Wenger noch Johan Cruyff oder Sven-Göran Eriksson von ihren jeweiligen Vereinen freigegeben wurden. Der Italiener Trapattoni hatte zuvor beispielsweise den Münchner Vizepräsidenten Karl-Heinz Rummenigge zu dessen aktiver Zeit trainiert, blieb aber zunächst nur für ein Jahr, da die Sprachprobleme zu groß waren. Als neuer Torhüter stieß Oliver Kahn zu den Bayern, der später zu einem der großen Spieler des Vereins werden sollte. Kahn verdrängte den bisherigen Stammtorwart Aumann, der noch im April 1994, als Kahns Verpflichtung bereits feststand, zur neuen Saison bei Fenerbahçe Istanbul unterschrieb. Außerdem wurde vor der Saison als neuer Stürmer der französische Nationalspieler Jean-Pierre Papin vom AC Mailand verpflichtet, Adolfo Valencia verließ daraufhin den Verein wieder. Zudem wurde in der Winterpause der bulgarische Nationalstürmer Emil Kostadinow von Deportivo La Coruña engagiert. Im Herbst 1994 löste Franz Beckenbauer den seit 1985 amtierenden Fritz Scherer als Präsidenten des Gesamtvereins ab. In der Meisterschaft wurde der FC Bayern nur Sechster, doch konnte er unter dem „Mister“ Trapattoni immerhin das Halbfinale des zwischenzeitlich in UEFA Champions League umbenannten Landesmeisterpokals erreichen, wo er gegen den späteren Turniersieger Ajax Amsterdam allerdings chancenlos war. Wie schon 1990 bereite ein unterklassiger Verein den Bayern eine Blamage in der 1. Runde des DFB-Pokals. Diesmal hieß der Gegner TSV Vestenbergsgreuth. Der Regionalligist gewann im Nürnberger Frankenstadion mit 1:0. Durch den späteren Pokalsieg von Borussia Mönchengladbach gelangte der FC Bayern trotz des sechsten Tabellenplatzes aber doch noch ins internationale Geschäft und konnte somit in der Folgesaison am UEFA-Pokal teilnehmen. Entscheidende Faktoren für den Verlauf dieser Spielzeit waren aber auch die Ausfälle mehrerer Führungsspieler. Die Hälfte der Saison verpasste beispielsweise Lothar Matthäus in Folge eines Achillessehnenrisses, während der neue Keeper Kahn fünf Monate aufgrund eines Kreuzbandrisses aussetzen musste.
Mit Otto Rehhagel gelang es dem Verein in der Folgesaison, nicht nur einen weiteren renommierten Trainer zu verpflichten, sondern auch den Vertreter des direkten Rivalen Werder Bremen, in dessen Diensten dieser zuvor 14 Jahre lang gestanden und mit Bayern München häufig um die Meisterschaft konkurriert hatte. Trotz Platz zwei in der Liga, dem noch möglichen Gewinn der Meisterschaft und des Einzugs in die Endspiele des UEFA-Pokals musste Rehhagel am 27. April 1996 nach einer 0:1-Heimniederlage gegen Hansa Rostock seinen Posten räumen. Franz Beckenbauer nahm erneut Platz auf der Bank, doch es blieb in der Bundesliga beim zweiten Platz hinter Borussia Dortmund. Unter ihm gewann die Mannschaft aber dann die beiden UEFA-Pokal-Endspiele gegen Girondins Bordeaux. Obwohl Beckenbauer damit den Europapokal der Pokalsieger, den Pokal der Landesmeister, den Weltpokal, die Europa- und die Weltmeisterschaft als Spieler und die WM und den UEFA-Pokal als Trainer gewonnen hatte und ihm in seiner Laufbahn einzig der europäische Supercup fehlte, wollte er persönlich als Interimstrainer sich nicht mit dem Titel identifizieren und sah sich selbst nicht als UEFA-Pokalsieger an. Beckenbauer nannte den UEFA-Pokal den „Cup der Enttäuschten“, da um ihn nur Mannschaften spielten, die „nichts erreicht“ und zuvor weder eine Meisterschaft noch einen nationalen Pokal gewonnen hatten. Jürgen Klinsmann, der vor der Saison von Tottenham Hotspur nach München gewechselt war, stellte in dieser UEFA-Pokal-Saison mit 15 Turniertreffern einen neuen Rekord auf. Dieser wurde erst 2011, als der Wettbewerb bereits UEFA Europa League hieß, vom Kolumbianer Falcao eingestellt.
Spieldaten des Endspiels um den UEFA-Pokal 1996
Zur neuen Saison 1996/97 wählte man eine praktische Lösung und holte Giovanni Trapattoni an die Isar zurück, diesmal mit etwas mehr Erfolg: Er wurde mit dem FC Bayern, der sieben Europameister von 1996 in seinen Reihen wusste, deutscher Meister, womit er erstmals einen Titel außerhalb Italiens gewann. Schon in der 1. Runde des UEFA-Cups schied der Titelträger trotz eines 1:0 im Rückspiel aufgrund einer 0:3-Niederlage im Hinspiel gegen den FC Valencia aus dem Turnier aus. Im Viertelfinale des DFB-Pokals unterlagen die Münchner dem Karlsruher SC mit 0:1. Bestimmt wurde die Saison auch durch vereinsinterne Streitigkeiten zwischen Spielführer Matthäus und Stürmer Jürgen Klinsmann. Bereits im Vorfeld der Spielzeit 1997/98 wurde Lothar Matthäus dann als Mannschaftskapitän abgesetzt. Der hauptsächliche Grund hierfür war sein Anfang 1997 veröffentlichtes Buch, das er Mein Tagebuch nannte, aus welchem die Bild noch vor der Veröffentlichung Auszüge druckte. Matthäus erzählte hier beispielsweise von der schwierigen Vorsaison, erwähnte aber auch seinen Mitspieler Klinsmann. Über Letzteren schrieb er: „Jürgen Klinsmann wird nie mein Freund werden“ und bezeichnete diesen ferner als „geldgierig und egoistisch“. Sowohl Vizepräsident Karl-Heinz Rummenigge als auch Teamkollegen wie Thomas Helmer, Markus Babbel und Thomas Strunz stellten sich daraufhin gegen den Spielführer des FC Bayern. Auf diesen folgte dann im Amt Thomas Helmer. Klinsmann, dessen Laufbahn als Profi dem Ende zuging, wechselte hingegen ablösefrei nach Italien. Die Führungsriege um Präsident Beckenbauer, Manager Hoeneß und Trainer Trapattoni stellte sich geschlossen vor die Mannschaft, die eingeschworen wurde, Interna in der Kabine zu lassen und sich ganz auf den sportlichen Erfolg zu konzentrieren. Für den Großteil der insgesamt 30 Mio. investierten Mark, nämlich 12,5 Mio., holte der FC Bayern als Ersatz für seinen mit Abstand besten Torschützen der Vorsaison (Klinsmann) den Brasilianer Giovane Élber vom VfB Stuttgart. Die Meisterschaft verlief jedoch für die Mannschaft, die auch durch den Verteidiger Bixente Lizarazu sowie die beiden ehemaligen Karlsruher Thorsten Fink und Michael Tarnat verstärkt wurde, eher enttäuschend: Ausgerechnet mit dem von Ex-Trainer Rehhagel trainierten Aufsteiger 1. FC Kaiserslautern lieferte sie sich einen spannenden Titelkampf, verblieb jedoch praktisch die gesamte Saison über auf Platz 2. In der Champions League traf sie im Viertelfinale auf den Ligakonkurrenten und Titelverteidiger Dortmund, den Stéphane Chapuisat nach einem torlosen Hinspiel in der 109. Minute des Rückspiels eine Runde weiterbrachte. Zumindest gelang es dem FC Bayern nach 12 Jahren wieder, den DFB-Pokal zu gewinnen, durch einen 2:1-Sieg gegen den MSV Duisburg. Nach Saisonende verließ Trainer Trapattoni Bayern München zum zweiten Mal. Unvergessen blieb dabei seine Wutrede nach einem 0:1 bei Schalke am 10. März 1998 in einer Pressekonferenz.
Spieldaten des DFB-Pokal-Endspiels 1998

### 1998 bis 2004 – Die Ära Hitzfeld mit dem Champions-League-Sieg 2001
| Saison                                             | Platz | Tore  | Punkte | Zuschauerschnitt |
| -------------------------------------------------- | ----- | ----- | ------ | ---------------- |
| 1998/99                                            | 1     | 76:28 | 78     | 53.765           |
| 1999/2000                                          | 1     | 73:28 | 73     | 52.588           |
| 2000/01                                            | 1     | 62:37 | 63     | 48.471           |
| 2001/02                                            | 3     | 65:25 | 68     | 52.765           |
| 2002/03                                            | 1     | 70:25 | 75     | 51.588           |
| 2003/04                                            | 2     | 70:39 | 68     | 55.471           |
| Grün unterlegt: Gewinn der deutschen Meisterschaft |       |       |        |                  |

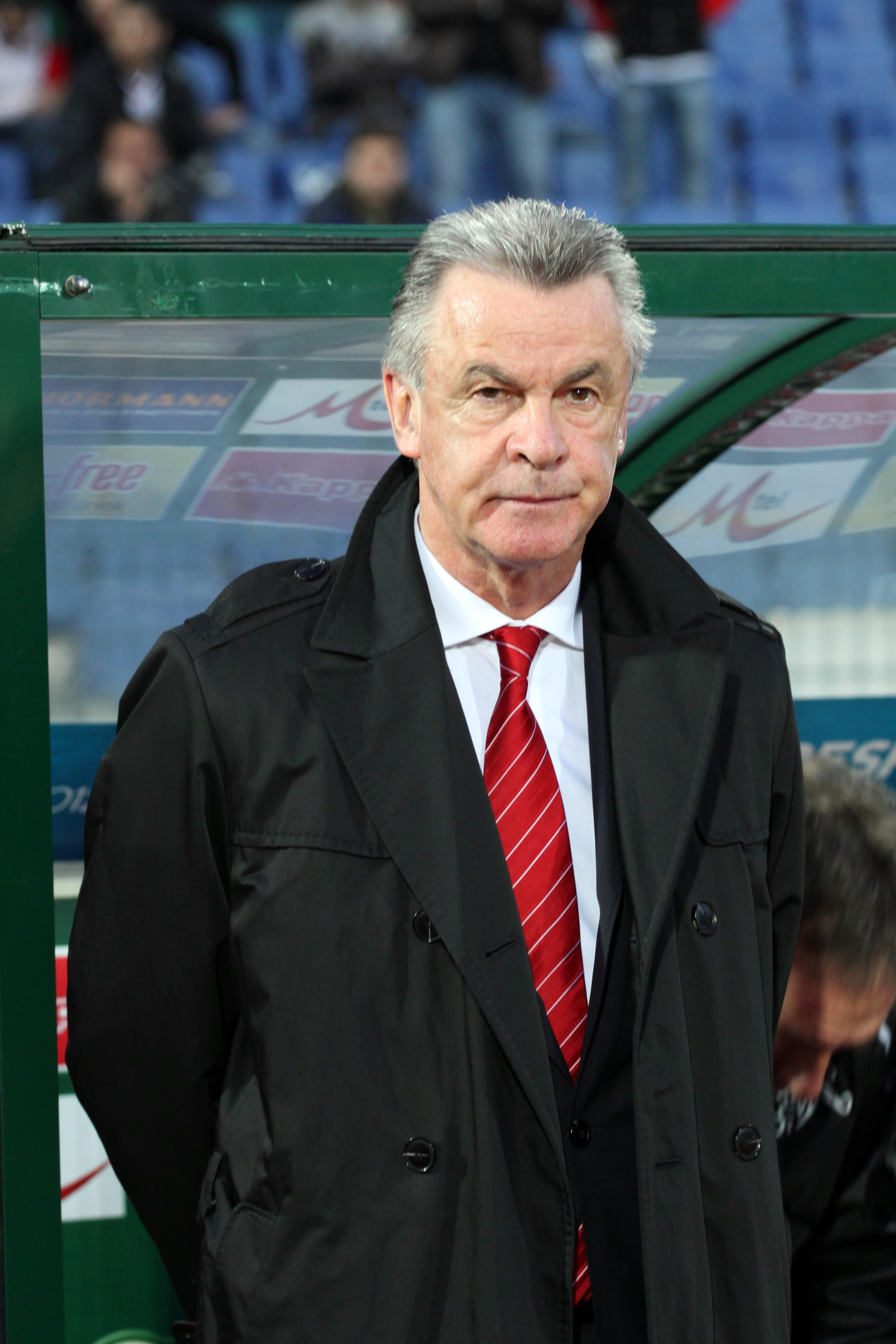
In Hitzfelds erster Amtszeit als Cheftrainer wurde der FC Bayern u. a. 4-mal deutscher Meister, 2-mal Pokalsieger sowie Champions-League- und Weltpokal-Sieger

Zur Saison 1998/99 kam der „Meistermacher“ der Dortmunder Borussia, Ottmar Hitzfeld, der im Vorjahr noch als Sportdirektor der Dortmunder gearbeitet hatte, als Trapattoni-Nachfolger nach München. Mit Hitzfeld kehrte Stefan Effenberg an die Isar zurück, der bereits von 1990 bis 1992 für den FC Bayern gespielt hatte. Er wurde in den nächsten Jahren zu Hitzfelds verlängertem Arm innerhalb der Mannschaft. Unter dem neuen Trainer wurden die Bayern auf Anhieb Meister mit 15 Punkten Vorsprung auf den Vizemeister Bayer Leverkusen und das Triple schien möglich.
Die Meisterschaft bereits gesichert, standen die Bayern am 26. Mai 1999 im Champions-League-Finale in Barcelona der Mannschaft von Manchester United gegenüber, gegen die sie in der Gruppenphase zweimal unentschieden gespielt hatte. Bereits in der 6. Minute gingen die Münchner durch ein Tor von Mario Basler mit 1:0 in Führung. Der FC Bayern war auch im weiteren Verlauf des Spiels überlegen und hätte sowohl durch Mehmet Scholl als auch durch Carsten Jancker die Führung weiter ausbauen können. Beide trafen jedoch nur den Torpfosten beziehungsweise die Latte. In der 80. Minute ließ sich Lothar Matthäus, bis dahin einer der besten Spieler auf dem Platz, auf eigenen Wunsch auswechseln. Die Mannschaft hielt das 1:0 bis zur Nachspielzeit, bis es Manchester durch Tore von Sheringham und Solskjær gelang, das Spiel innerhalb von zwei Minuten zu drehen. Dieses Champions-League-Finale ging als eines der denkwürdigsten in die Geschichte ein, und noch lange wurde über die Auswechslung von Matthäus kontrovers diskutiert.
Zweieinhalb Wochen später war Matthäus erneut die tragische Figur, als es im DFB-Pokal-Endspiel gegen Werder Bremen nach Verlängerung 1:1 stand und das Elfmeterschießen entscheiden musste. Den letzten Elfmeter hielt Werder-Torwart Rost gegen Matthäus und somit ging dieses Elfmeterschießen mit 4:5 verloren. Es war das erste Mal, dass der FC Bayern gleich zwei Endspiele in einer Saison verlor.
Spieldaten des DFB-Pokal-Endspiels 1999 und des Champions-League-Endspiels 1999
Zur Saison 1999/2000 kamen der damals 17-jährige Roque Santa Cruz, Patrik Andersson und Paulo Sérgio neu zum Verein, Thomas Helmer, Ali Daei und später Mario Basler verließen ihn. Die Saison verlief durchaus erfolgreich. Die Bayern wurden zum 16. Mal Meister, gewann in einer Neuauflage des letztjährigen Endspiels zum 10. Mal den DFB-Pokal mit 3:0 gegen Werder Bremen und erreichten das Halbfinale der Champions League, wo sie gegen Real Madrid, zuvor auch einer der Gruppengegner, ausschieden. Zudem feierte der Verein im Frühjahr 2000 sein 100-jähriges Vereinsjubiläum. Zu diesem Anlass wurde ein Einladungsturnier mit Real Madrid, Manchester United und Galatasaray Istanbul ausgetragen, das der FC Bayern gewinnen konnte.
Die Entscheidung in der Meisterschaft fiel erst am letzten Spieltag. Seit dem 30. Spieltag der Saison hatte Leverkusen die Tabelle der Bundesliga angeführt. Nach dem 33. Spieltag betrug der Vorsprung drei Punkte. Ein Unentschieden bei der SpVgg Unterhaching hätte der Elf um Trainer Christoph Daum für den ersten Titelgewinn selbst bei einem Sieg der Bayern gegen Werder Bremen gereicht. Doch es kam anders. Bayern München erledigte seine Aufgabe zu Hause und gewann mit 3:1. Gleichzeitig gelang es nur wenige Kilometer entfernt den Leverkusenern nicht, den einen Punkt unter Dach und Fach zu bringen. Bayer 04 verlor mit 0:2 beim Aufsteiger aus dem Vorort Münchens – Michael Ballack schoss dabei ein Eigentor zum 0:1 – und die Meisterschaft ging an den FC Bayern.
Spieldaten des Endspiels um den DFB-Pokal 2000

Eintrittskarte zum Rückspiel des Champions-League-Halbfinals 2001

In der Saison 2000/01 gelang es dem FC Bayern, den Titel in der Bundesliga erfolgreich zu verteidigen. Der letzte Spieltag war einer der denkwürdigsten in der Geschichte der Bundesliga. Am 33. Spieltag verlor der FC Schalke 04 die Tabellenführung an die Bayern, die dadurch drei Punkte Vorsprung, aber das schlechtere Torverhältnis aufwiesen. Der FC Schalke gewann dann sein letztes Spiel daheim gegen Unterhaching mit 5:3. Zeitgleich blieb die Partie der Bayern in Hamburg lange torlos, doch in der 90. Minute ging der HSV durch einen Kopfball von Sergej Barbarez mit 1:0 in Führung, was die Meisterschaft für die Königsblauen bedeutet hätte. Während die Schalker Anhänger bereits auf den Platz des Parkstadions stürmten und feierten, wurden auf der Leinwand die letzten Minuten aus Hamburg übertragen. Weil Mathias Schober, Torhüter des HSV, in der dritten Minute der Nachspielzeit einen Rückpass aufgenommen hatte, gab es einen indirekten Freistoß für den FC Bayern, den Patrik Andersson zum 1:1-Endstand verwandelte und damit den FC Bayern zum Meister machte.
Nur vier Tage nach dieser dramatischen Meisterschaftsentscheidung gelang es den Bayern 25 Jahre nach dem letzten Sieg im Europapokal der Landesmeister und zwei Jahre nach dem dramatischen Endspiel in Barcelona, diesen Pokal zum vierten Mal zu gewinnen. Nachdem sie den FC Arsenal, Manchester United und Real Madrid ausgeschaltet hatten, standen die Münchner im Finale der Champions League in Mailand dem FC Valencia gegenüber und siegten nach einer knappen Partie mit 5:4 im Elfmeterschießen. Der Held der Partie war Torhüter Oliver Kahn, der insgesamt drei Elfmeter parierte.
Spieldaten des Endspiels um die Champions League 2001
Die Saison 2001/02 verlief zunächst weniger erfolgreich. Schon die ersten Partien konnte der FC Bayern nicht für sich entscheiden. Er verlor im Ligapokal und im europäischen Supercup in Monaco musste er sich mit 2:3 dem FC Liverpool geschlagen geben. Am 27. November 2001 wurde in Tokio mit einem 1:0 nach Verlängerung gegen die Boca Juniors zum zweiten Mal nach 1976 der Weltpokal gewonnen, das Siegtor schoss Samuel Kuffour. Dies sollte jedoch der einzige Titel der Saison bleiben. In der Bundesliga wurde hinter Borussia Dortmund und Bayer Leverkusen Platz drei erreicht, in der Champions League war im Viertelfinale gegen Real Madrid und im DFB-Pokal im Halbfinale bei Schalke 04 Schluss.
Spieldaten des UEFA Super Cups 2001 und Spieldaten des Weltpokals 2001
Für Stefan Effenberg, der die Bayern verließ, wurden zur Saison 2002/03 die Mittelfeldstars Michael Ballack, Zé Roberto und Sebastian Deisler verpflichtet. In der Champions-League-Saison 2002/03 konnten die Bayern aus sechs Spielen nur zwei Punkte erringen und schieden blamabel bereits nach der Vorrunde aus. In der Bundesliga lief es erfolgreicher und Bayern erreichte am Ende mit einem Vorsprung von 16 Punkten auf den zweitplatzierten VfB Stuttgart die erneute Meisterschaft. Zudem gelang der Sieg im DFB-Pokal. Mit 3:1 wurde im Finale der 1. FC Kaiserslautern besiegt und die Bayern gewannen so erneut das Double. In der Saison gab Bastian Schweinsteiger seinen Einstand bei den Profis des FC Bayern beim Champions-League-Heimspiel gegen den RC Lens. Im Frühjahr 2003 kam mit der Kirch-Affäre der wohl größte Skandal der Vereinsgeschichte ans Licht.
Spieldaten des Endspiels um den DFB-Pokal 2003
Im Sommer 2003 wechselte der niederländische Stürmer Roy Makaay für die damalige Rekordsumme von 18,7 Millionen Euro von Deportivo La Coruña zum FC Bayern München. Makaay hatte in der Vorsaison in der Champions League vier Tore gegen den FC Bayern erzielt. Außerdem schloss sich der argentinische Abwehrspieler Martín Demichelis der Mannschaft an. In der Saison 2003/04 waren die Münchner gegen den blendend aufspielenden späteren Meister Werder Bremen mit einem starken Aílton jedoch nicht in der Lage, den Titel erfolgreich zu verteidigen. So blieb am Ende als Zweiter die direkte Qualifikation zur Champions League im darauffolgenden Jahr. 2003/04 reichte es dort zum Achtelfinale, in dem die Münchner wie zwei Jahre zuvor gegen Real Madrid ausschieden. Im DFB-Pokal war im Viertelfinale bei Alemannia Aachen Endstation. Zum Ende der Saison löste der FC Bayern den Vertrag mit Trainer Hitzfeld, der noch bis Mitte 2005 datiert war, vorzeitig auf. Beim Fernsehsender Sport1 gab Hitzfeld 2011 bekannt, dass er den Verein von sich aus verlassen hatte, da er kurz vor einem Burnout gestanden habe.

### 2004 bis 2012 – Umzug in die Arena, wechselnde Trainer und dasFinale dahoam
| Saison                                             | Platz | Tore  | Punkte | Zuschauerschnitt |
| -------------------------------------------------- | ----- | ----- | ------ | ---------------- |
| 2004/05                                            | 1     | 75:33 | 77     | 53.294           |
| Umzug in die Allianz Arena                         |       |       |        |                  |
| 2005/06                                            | 1     | 67:32 | 75     | 67.641           |
| 2006/07                                            | 4     | 55:40 | 60     | 68.647           |
| 2007/08                                            | 1     | 68:21 | 76     | 69.000           |
| 2008/09                                            | 2     | 71:42 | 67     | 69.000           |
| 2009/10                                            | 1     | 72:31 | 70     | 69.000           |
| 2010/11                                            | 3     | 81:40 | 65     | 69.000           |
| 2011/12                                            | 2     | 77:22 | 73     | 69.000           |
| Grün unterlegt: Gewinn der deutschen Meisterschaft |       |       |        |                  |

Der Nachfolger von Ottmar Hitzfeld wurde zur Saison 2004/05 Felix Magath vom VfB Stuttgart. Mit dem brasilianischen Weltmeister Lúcio von Bayer Leverkusen kam eine Verstärkung für die Innenverteidigung. Der neue Trainer hatte auf Anhieb Erfolg. So gelang es 2004/05 erneut, das Double zu holen. In der Bundesliga zog die Mannschaft zum Ende der zweiten Saisonhälfte einsam ihre Kreise und hatte zum Schluss 77 Punkte auf dem Konto und 14 Punkte Vorsprung auf den Tabellenzweiten, den FC Schalke 04, der die Bayern in der Bundesligasaison zweimal schlagen konnte. Beide Mannschaften standen sich im Finale des DFB-Pokals gegenüber, das die Münchner etwas glücklich mit 2:1 für sich entscheiden konnten. In der Champions League musste der FC Bayern im Viertelfinale gegen den FC Chelsea die Segel streichen. Zum Ende der Saison bestritten die Bayern das letzte Bundesligaspiel im Olympiastadion. Die Begegnung wurde 6:3 gegen den 1. FC Nürnberg gewonnen und so endete die Ära in diesem Stadion mit der deutschen Meisterschaft, wie sie schon 1971/72 begonnen hatte.
Spieldaten des Endspiels um den DFB-Pokal 2005
Mit der neuen Saison zogen die Bayern in die neu gebaute Allianz Arena um. In seiner zweiten Saison beim FC Bayern schaffte Magath ein Novum. Unter ihm gelang es dem FC Bayern, als erste deutsche Mannschaft im Fußball der Männer das Double erfolgreich zu verteidigen. Dabei setzten sie sich in der Bundesliga am Ende vor Werder Bremen und dem HSV durch. Im Endspiel um den DFB-Pokal wurde Eintracht Frankfurt mit 1:0 durch ein Tor von Claudio Pizarro bezwungen. In der Champions League war im Achtelfinale Schluss. Dabei waren die Bayern nach einem 1:1 im Hinspiel gegen die AC Mailand im Rückspiel in Italien chancenlos und verloren mit 1:4. Ende der Saison lief der Vertrag von Michael Ballack aus. Bayern machte ihm ein Angebot über 36 Millionen Euro für einen neuen vier Jahre laufenden Vertrag, doch nach langer Überlegung lehnte der Nationalspieler ab und wechselte ablösefrei zum FC Chelsea. Nach der Saison beendete Bixente Lizarazu seine Karriere beim FC Bayern.
Spieldaten des Endspiels um den DFB-Pokal 2006
Für die Saison 2006/07 wurden Lukas Podolski und Mark van Bommel verpflichtet. Die dritte Saison beim FC Bayern verlief für Magath weniger erfolgreich. Wie drei Jahre zuvor scheiterten die Bayern im Pokal-Achtelfinale an Alemannia Aachen. Zudem drohten sie in der Bundesliga, nur auf Platz vier liegend, die Qualifikation zur Champions League zu verpassen. Deshalb wurde am 31. Januar 2007 Felix Magath nach zwei Double-Gewinnen in Folge durch seinen Vorgänger Ottmar Hitzfeld ersetzt. Doch auch er konnte die Qualifikation zur Champions League nicht erreichen und belegte den vierten Platz, die schlechteste Platzierung der Bayern der letzten zwölf Jahre. In der Champions League selbst war erneut gegen die AC Mailand Endstation, diesmal im Viertelfinale. Durch dieses Ausscheiden und Platz vier in der Liga waren die Bayern für die nächste Saison erstmals seit der Saison 1996/97 nicht für die Champions League qualifiziert und mussten mit dem UEFA-Pokal vorliebnehmen. Nach dieser Saison beendete Mehmet Scholl seine lange Karriere beim FC Bayern. Zuvor hatte Sebastian Deisler im Januar sein Karriereende bekanntgegeben.
Um eine Saison wie die des Vorjahres nicht erneut zu erleben, investierten die Bayern in der Vorbereitung zur neuen Saison eine Rekordsumme von rund 70 Millionen Euro. Dabei wurden alleine 25 Millionen Euro für Franck Ribéry von Olympique Marseille und 12,5 Millionen Euro für Luca Toni von der AC Florenz ausgegeben. Als neben der Verpflichtung von Jan Schlaudraff mit Miroslav Klose ein dritter neuer Stürmer eingekauft wurde, erbat Roy Makaay seine Freigabe und wechselte zu Feyenoord Rotterdam. Zudem wechselte Hasan Salihamidžić zu Juventus Turin. Vereinseigengewächs Owen Hargreaves, der schon lange Ambitionen für die Premier League geäußert hatte, wechselte für eine Ablösesumme von 25 Millionen Euro zu Manchester United. Die hohen Investitionen lohnten sich und Bayern gelang in dieser Saison der fünfte Double-Gewinn in einem Jahrzehnt und der siebte Double-Gewinn überhaupt. Dabei wurde den Zuschauern spielerisch ein erfrischender Fußball geboten, bei dem vor allem Ribéry seine ausgezeichnete Technik unter Beweis stellte. Die Saison selbst verlief recht einseitig. Mit einem Start-Ziel-Sieg erreichte der FC Bayern am Ende einen Vorsprung von zehn Punkten auf Werder Bremen. Im DFB-Pokalfinale wurde Borussia Dortmund mit 2:1 nach Verlängerung besiegt. Im UEFA-Pokal schafften es die Bayern es bis ins Halbfinale und mussten sich dort nach einem 1:1 im Hinspiel in München dem späteren Gewinner Zenit Sankt Petersburg auswärts mit 0:4 geschlagen geben. Mit dem Rekord von acht gewonnenen Meisterschaften und sechs gewonnenen DFB-Pokalen beendete Oliver Kahn am Ende der Saison seine Karriere. Kahn gelang es in seiner letzten Saison, den Rekord von Oliver Reck (22 Gegentore in 34 Spielen aus der Saison 1987/88) mit 21 Gegentoren in 34 Spielen zu unterbieten. Nach der Saison wurde er zum Ehrenspielführer des FC Bayern München ernannt.
Spieldaten des Endspiels um den DFB-Pokal 2008
Bereits in der Winterpause der Vorsaison kündigte Ottmar Hitzfeld an, seinen zum Saisonende auslaufenden Vertrag bei Bayern nicht zu verlängern. Um ihn zu ersetzen, wurde für die neue Saison der ehemalige Spieler und deutsche Nationaltrainer Jürgen Klinsmann als neuer Trainer verpflichtet. Zu Beginn der Saison 2008/09 stand Michael Rensing als die neue Nummer 1 im Tor der Bayern, verlor seinen Platz jedoch im April 2009 an Hans Jörg Butt. Nach anfänglichen Schwierigkeiten in der Bundesliga gelang es zwar, punktgleich mit dem Spitzenreiter TSG 1899 Hoffenheim in die Winterpause zu gehen; nachdem die Leistungen in der zweiten Hälfte der Saison nicht stabilisiert worden waren, musste Jürgen Klinsmann fünf Spieltage vor Schluss seinen Platz räumen und wurde durch Jupp Heynckes als Cheftrainer und dessen Co-Trainer Hermann Gerland ersetzt. Unter dem neuen Trainer konnte sich die Mannschaft mit vier Siegen und einem Unentschieden hinter dem neuen Meister VfL Wolfsburg den zweiten Platz und somit die direkte Qualifikation für die Champions League der Folgesaison sichern. Im DFB-Pokal waren die Bayern zuvor im Viertelfinale gegen Bayer Leverkusen ausgeschieden. In der Champions League konnten sie sich im Achtelfinal-Hinspiel noch bei Sporting Lissabon mit 5:0 durchsetzen und zog nach einem 7:1 im Rückspiel in das Viertelfinale ein; das Gesamtergebnis von 12:1 gegen Sporting bedeutete Champions-League-Rekord. Im Viertelfinale erlebten sie vier Tage nach einem 1:5 in der Bundesliga beim VfL Wolfsburg ein weiteres Debakel beim FC Barcelona mit 0:4. Im Rückspiel schieden die Bayern nach einem 1:1 aus.
Am 1. Juli 2009 übernahm der Niederländer Louis van Gaal den Posten als Chef-Trainer des FC Bayern. Neuer Sportdirektor wurde Christian Nerlinger, der Uli Hoeneß ablöste. Hoeneß übernahm nach 30 Jahren als Manager des FC Bayern im November das Präsidentenamt, das seit 1994 Franz Beckenbauer innehatte. Zur Saison 2009/10 investierten die Bayern erneut groß und verpflichteten zahlreiche neue Spieler, darunter Mario Gómez vom VfB Stuttgart, der mit einer Ablösesumme von über 30 Millionen Euro der bis dato teuerste Transfer der Bundesligageschichte wurde. Aus der zweiten Mannschaft rückten die späteren Nationalspieler Thomas Müller und Holger Badstuber in den Profikader auf. Im August 2009 wurde schließlich der niederländische Nationalspieler Arjen Robben für 25 Millionen Euro von Real Madrid verpflichtet. Das erste Saison-Drittel verlief wenig erfolgreich für den FC Bayern. In der Bundesliga rutschten sie zwischenzeitlich bis auf Rang 14 ab und das Weiterkommen in der Champions League war gefährdet. Im letzten Spiel der Champions-League-Gruppenphase besiegten die Bayern Juventus Turin auswärts mit 4:1, wodurch sie die Endrunde der Champions League erreichen konnten. Auch in der Bundesliga gelang eine Aufholjagd und am 24. Spieltag übernahmen die Bayern schließlich die Tabellenführung in der Bundesliga, die sie bis Saisonende nur einmal abgaben. Am letzten Spieltag wurde durch einen 3:1-Sieg bei Hertha BSC die 22. deutsche Meisterschaft perfekt gemacht. Zudem wurde das Finale des DFB-Pokals gegen Werder Bremen mit 4:0 gewonnen, was den 15. Pokalsieg, gleichzeitig das achte Double, darstellte. Mit dem Einzug ins Finale der Champions League eröffnete sich die Chance für die Bayern, als erste deutsche Männer-Mannschaft das Triple aus Meisterschaft, nationalem sowie internationalem Pokal zu gewinnen. Zuvor war dies im Frauenfußball dem 1. FFC Frankfurt zweimal gelungen. Das Finale am 22. Mai 2010 im Estadio Santiago Bernabéu in Madrid gegen Inter Mailand verloren die Bayern mit 0:2 und verpassten damit den historischen Triumph.
Die von van Gaal eingeführte 4-2-3-1-Grundordnung sollte Bayern bis zum Triple 2013 begleiten, der von ihm eingeführte Ballbesitzfußball wurde von seinem Nachfolger Jupp Heynckes jedoch weniger extrem betrieben.
Spieldaten des Endspiels um den DFB-Pokal 2010 und des Endspiels um die Champions League 2010
Zu Beginn der Saison 2010/11 konnte der Verein mit einem 2:0 gegen Schalke 04 den von der DFL wieder eingeführten Supercup gewinnen. In der Champions League erreichten die Münchner das Achtelfinale, wo sie gegen Inter Mailand nach einem 1:0-Auswärtssieg durch eine 2:3-Heimniederlage ausschieden. Im DFB-Pokal schieden sie im Halbfinale nach einer 0:1-Heimniederlage gegen Schalke aus. Am 10. April 2011 gab der Verein aufgrund der sportlichen Talfahrt in der Liga die sofortige Beurlaubung Louis van Gaals bekannt und ernannte den bisherigen Co-Trainer Andries Jonker zum Cheftrainer bis zum Saisonende. Nach 5 Spielen und 13 von 15 möglichen Punkten unter Jonker schloss die Mannschaft die Saison 2010/11 als Dritter ab und sicherte sich damit zumindest die Teilnahme an der Qualifikation zur Champions League.
Nachfolger von Jonker wurde zur Saison 2011/12 Jupp Heynckes, der einen Zweijahresvertrag erhielt. Die Verpflichtung des Nationaltorhüters Manuel Neuer vom FC Schalke 04 hatte vor allem in Fanteilen, die den Ultras zuzurechnen sind, zu Ablehnungsbekundungen geführt, aufgrund Neuers Jugend in der Schalker Fanszene. In dieser Bundesliga-Saison wurde erneut Borussia Dortmund Meister, die Bayern Vizemeister. Zudem wurde das Pokalfinale in Berlin erreicht, welches mit 2:5 gegen Dortmund verloren wurde. In der Champions-League-Qualifikation besiegten die Bayern den FC Zürich und erreichte somit die Gruppenphase. Über den FC Basel, Olympique Marseille und Real Madrid zogen sie in das Finale der Champions League ein, welches in der heimischen Allianz Arena stattfand. Trotz einer starken Leistung verloren die Bayern am 19. Mai 2012 im sogenannten Finale dahoam (bairisch für Finale daheim) mit 3:4 im Elfmeterschießen gegen den FC Chelsea. Mit den drei zweiten Plätzen ging die Saison als ein Jahr verpasster Chancen in die Vereinsgeschichte ein.
Spieldaten des Endspiels um den DFB-Pokal 2012 und des Endspiels um die Champions League 2012

### 2012 bis 2021 – Meisterschaften in Serie, Triple und Sextuple
| Saison | Platz | Tore   | Punkte | Zuschauerschnitt | BL-Kader |
| --- | ----- | ------ | ------ | ---------------- | -------- |
| 2012/13 | 1     | 098:18 | 91     | 71.000           |          |
| 2013/14 | 1     | 094:23 | 90     | 71.131           | BL-Kader |
| 2014/15 | 1     | 080:18 | 79     | 72.966           | BL-Kader |
| 2015/16 | 1     | 080:17 | 88     | 75.006           | BL-Kader |
| 2016/17 | 1     | 089:22 | 82     | 75.000           | BL-Kader |
| 2017/18 | 1     | 092:28 | 84     | 75.000           | BL-Kader |
| 2018/19 | 1     | 088:32 | 78     | 75.000           | BL-Kader |
| 2019/20 | 1     | 100:32 | 82     | A 175.000 A 1    | BL-Kader |
| 2020/21 | 1     | 099:44 | 78     | A 2– A 2         | BL-Kader |
| Grün unterlegt: Gewinn der deutschen Meisterschaft A 1 Nur Spiele ohne Zuschauerbeschränkung, inklusive Geisterspiele: 57.353A 2 16 Geisterspiele, lediglich beim letzten Heimspiel waren 250 Zuschauer anwesend |       |        |        |                  |          |

Die Saison 2012/13 begann mit der überraschenden Entlassung des Sportdirektors Nerlinger und der gleichzeitigen Verpflichtung seines Nachfolgers Matthias Sammer als Sportvorstand. Kurz vor Ende der Transferphase konnte nach langen Verhandlungen der spanische Nationalspieler Javi Martínez von Athletic Bilbao verpflichtet werden; die Ablösesumme von 40 Millionen Euro war die bis dato höchste in der Bundesliga-Geschichte. In der Folge entwickelte sich die Spielzeit zur erfolgreichsten der Vereinsgeschichte, in der die Münchner alle vier Wettbewerbe, in denen sie antraten, gewinnen konnten: Im ersten Pflichtspiel der neuen Saison konnte mit einem 2:1 gegen Borussia Dortmund in der Allianz Arena zum vierten Mal der Supercup gewonnen werden. In der Bundesliga sicherte die Mannschaft bereits am 28. Spieltag den Meistertitel und hatte am Saisonende mit 91 Punkten einen Vorsprung von 25 Punkten auf den Meister der Vorsaison aus Dortmund. Alle drei Werte stellten, ebenso wie die 29 Siege, die Tordifferenz von +80 und 18 Gegentore, einen neuen Bundesligarekord dar. In der Champions League schlossen die Bayern die Vorrunde als Gruppenerster ab und trafen im Achtelfinale auf den FC Arsenal. Das Hinspiel wurde auswärts mit 3:1 gewonnen, das Rückspiel in München wurde mit 0:2 verloren und somit kamen sie nur aufgrund der Auswärtstorregel weiter. Im Viertelfinale wurden beide Spiele gegen den italienischen Meister Juventus Turin mit 2:0 gewonnen, ehe sie im Halbfinale auf den FC Barcelona trafen. Ein 4:0 im Hinspiel zuhause und ein 3:0-Sieg in Barcelona bedeuteten die souveräne Qualifikation für das Finale am 25. Mai 2013 im Londoner Wembley-Stadion, das der FC Bayern durch einen Treffer von Arjen Robben in der 89. Minute mit 2:1 gegen den Ligarivalen aus Dortmund gewinnen konnte. Im DFB-Pokal gelang die Revanche gegen den Vorjahressieger: Nach einem 1:0-Heimsieg gegen Borussia Dortmund im Viertelfinale und einem 6:1 gegen den VfL Wolfsburg im Halbfinale gewann der FC Bayern am 1. Juni 2013 im Berliner Olympiastadion das Finale gegen den VfB Stuttgart mit 3:2 und wurde damit im Männerfußball der siebte europäische und erste deutsche Verein, der das große Triple gewann. Aufgrund dieser Erfolge wurde der FC Bayern zur deutschen Mannschaft des Jahres gewählt. Die Wahl erfolgte durch die deutschen Sportjournalistinnen und Sportjournalisten. Die Auszeichnung fand im Rahmen der Gala zur Wahl des Sportler des Jahres in Baden-Baden statt.
Spieldaten des Endspiels um den DFB-Pokal 2013 und des Endspiels um die Champions League 2013
Zur Saison 2013/14 konnte der spanische Erfolgstrainer und zweimalige Champions-League-Sieger Pep Guardiola, der sich bis dahin nach seinem Weggang vom FC Barcelona ein Jahr Auszeit vom Fußball genommen hatte, als Nachfolger von Jupp Heynckes für drei Jahre verpflichtet werden. Für eine kolportierte Ablösesumme von 37 Millionen Euro wurde zudem der Jungnationalspieler Mario Götze von Borussia Dortmund verpflichtet. Außerdem wechselte Guardiolas Wunschspieler Thiago für 25 Millionen Euro von Guardiolas ehemaligem Verein, dem FC Barcelona, nach München. Das erste Pflichtspiel der Saison um den DFL-Supercup verlor der Verein mit 2:4 bei Borussia Dortmund. Den UEFA Super Cup gewann der FC Bayern als erster deutscher Verein am 30. August 2013 in der Prager Eden Aréna im Elfmeterschießen gegen den FC Chelsea; die Partie wurde von den Medien im Vorfeld als abgeschwächte Neuauflage des Champions-League-Finals von 2012 aufbereitet, die diesmal die Münchner für sich entschieden. Das Kalenderjahr 2013 beendete der Verein am 21. Dezember mit dem Gewinn der FIFA-Klub-Weltmeisterschaft in Marrakesch durch einen 2:0-Finalsieg gegen den Vertreter des Gastgeberverbandes, den marokkanischen Meister Raja Casablanca, und gewann damit fünf von sechs möglichen Titeln innerhalb eines Kalenderjahres. In der Bundesliga sicherte sich der FC Bayern trotz eines aufgrund der Klub-WM verschobenen weniger absolvierten Spiels mit sieben Punkten Vorsprung die Herbstmeisterschaft.
Spieldaten des Spiels um den UEFA Super Cup 2013 und des Endspiels um die FIFA-Klub-Weltmeisterschaft 2013
Als Konsequenz aus seiner Verurteilung zu dreieinhalb Jahren Haft wegen Steuerhinterziehung erklärte Uli Hoeneß am 14. März 2014 seinen Rücktritt als Präsident des FC Bayern München e. V. und Aufsichtsratsvorsitzender der FC Bayern München AG.
Bereits am 27. Spieltag der Saison 2013/14 stand der FC Bayern als Sieger der deutschen Meisterschaft fest und übertraf mit 19 Punkten Vorsprung seinen eigenen Rekord aus der Vorsaison. Mit der längsten Serie ohne Niederlage (53 Spiele) und der längsten Siegesserie (19 Spiele) wurden zwei Bundesligarekorde aufgestellt. In der Champions League schied die Mannschaft im Halbfinale gegen Real Madrid aus, verlor dabei das Hinspiel mit 0:1 in Madrid und das Rückspiel mit 0:4 in München, was die höchste Heimniederlage in Bayerns Europapokalgeschichte darstellt. Am 17. Mai 2014 sicherte sich der FC Bayern im Finale des DFB-Pokals mit einem 2:0 nach Verlängerung gegen Borussia Dortmund das zehnte Double der Vereinsgeschichte.
Spieldaten des Endspiels um den DFB-Pokal 2014
Zur Saison 2014/15 wurden unter anderem Robert Lewandowski von Borussia Dortmund und Xabi Alonso von Real Madrid verpflichtet. Die Nationalspieler Toni Kroos, Mario Mandžukić und Daniel Van Buyten verließen hingegen den FC Bayern. Zur Winterpause wurde der FC Bayern in der Bundesliga mit elf Punkten Vorsprung auf den VfL Wolfsburg zum vierten Mal in Folge Herbstmeister, wobei mit lediglich vier Gegentoren in der Hinrunde ein neuer Rekord aufgestellt wurde. Im Viertelfinale der Champions League kam die Mannschaft nach einer 1:3-Hinspiel-Niederlage beim FC Porto mit einem 6:1-Sieg im Rückspiel am 21. April 2015 weiter, womit der Verein erstmals viermal in Folge das Halbfinale eines europäischen Wettbewerbs erreichte. Am 26. April 2015 wurde der Verein vier Spieltage vor Saisonende vorzeitig zum 25. Mal deutscher Meister. In beiden Pokalwettbewerben schied die Mannschaft im Halbfinale aus. Im DFB-Pokal wurde das Heimspiel gegen Borussia Dortmund (1:1 nach Verlängerung) mit 0:2 im Elfmeterschießen verloren. In der Champions League verpassten die Bayern durch eine 0:3-Niederlage im Hinspiel beim FC Barcelona nach drei Gegentoren in der Schlussphase, trotz eines 3:2-Sieges im Rückspiel, das Finale.
In der Saison 2015/16 stießen unter anderem Arturo Vidal und Kingsley Coman vom Champions-League-Finalisten Juventus Turin sowie der Brasilianer Douglas Costa als Neuzugänge zur Mannschaft. Dafür verließ Bastian Schweinsteiger nach 17 Jahren im Verein den FC Bayern und wechselte zu Manchester United. Am 22. September erzielte Robert Lewandowski gegen den VfL Wolfsburg als erster Einwechselspieler in der Bundesliga innerhalb von neun Minuten fünf Tore und drehte das Spiel der Bayern nach Führung der Wolfsburger zu einem 5:1-Heimsieg. Lewandowski gelang damit der schnellste Fünferpack, Viererpack sowie der schnellste Hattrick der Bundesligageschichte. Die Mannschaft stellte mit zehn Siegen in den ersten zehn Bundesligaspielen einen neuen Startrekord auf. Nachdem die Hinrunde mit 15 Siegen und 46 Punkten mit der fünften Herbstmeisterschaft in Folge und acht Punkten Vorsprung auf Borussia Dortmund abgeschlossen worden war, gab der Verein bekannt, dass Trainer Pep Guardiola seinen zum Saisonende auslaufenden Vertrag nicht verlängern und der Italiener Carlo Ancelotti die Nachfolge antreten werde. In der Champions League schied die Mannschaft – zum dritten Mal in Folge im Halbfinale – nach einer 0:1-Auswärtsniederlage und einem 2:1-Heimsieg aufgrund der Auswärtstorregel gegen Atlético Madrid aus. Am vorletzten Spieltag wurde durch einen 2:1-Auswärtssieg in Ingolstadt die deutsche Meisterschaft entschieden und damit gewann zum ersten Mal in der Geschichte der Bundesliga ein Verein viermal hintereinander die Meisterschaft. Mit nur 17 Gegentoren in einer Bundesliga-Saison und insgesamt 21 Bundesligaspielen ohne Gegentor konnten erneut die eigenen Rekorde verbessert werden. Am 21. Mai 2016 gewann der FC Bayern den DFB-Pokal in Berlin gegen Borussia Dortmund mit 4:3 i. E. (0:0 n. V.) und damit das nationale Double. Für Pep Guardiola war es das letzte Spiel als Trainer der Münchner. Mit dem DFB-Pokal konnte er in drei Jahren seinen siebten Titelgewinn in München feiern.
Spieldaten des Endspiels um den DFB-Pokal 2016
Am 10. Juli 2016 gab der FC Bayern bekannt, dass der Verein dem Wunsch von Matthias Sammer nachkomme, ihn von seinem Amt als Sportvorstand zu entbinden und seinen bis 2018 laufenden Vertrag aufzulösen. Am 11. Juli 2016 wurde der neue Trainer Carlo Ancelotti in einer Pressekonferenz vorgestellt. Zur neuen Saison kehrte Innenverteidiger Mats Hummels nach acht Jahren von Borussia Dortmund zurück. Mitte August 2016 gewann die Mannschaft durch einen 2:0-Sieg bei Borussia Dortmund den DFL-Supercup. Am 31. Bundesligaspieltag konnte vorzeitig zum fünften Mal in Folge die deutsche Meisterschaft errungen werden. In den beiden Pokalwettbewerben scheiterte der FC Bayern dagegen vorzeitig. Im Champions-League-Viertelfinale erwies sich Titelverteidiger Real Madrid mit Weltfußballer Cristiano Ronaldo als fünffachem Torschützen als zu stark, wodurch man zum vierten Mal in Folge gegen einen spanischen Verein aus dem Wettbewerb ausschied. Im DFB-Pokal-Halbfinale unterlag die Mannschaft – wie bereits zwei Jahre zuvor – daheim Borussia Dortmund. Zum Ende der Saison beendeten Kapitän Philipp Lahm und Xabi Alonso ihre Spielerkarrieren.
Am 31. Juli 2017 wurde Hasan Salihamidžić als neuer Sportdirektor beim FC Bayern vorgestellt. Der ehemalige Mittelfeldspieler, der von 1998 bis 2007 für den FC Bayern München auflief, übernahm damit den Posten, der seit dem Rücktritt von Matthias Sammer über ein Jahr vakant war. Am 5. August 2017 gewann der FC Bayern im Elfmeterschießen gegen Borussia Dortmund zum sechsten Mal den DFL-Supercup.
Am 28. September 2017 wurde Trainer Carlo Ancelotti entlassen. Vorausgegangen waren eine 0:3-Niederlage in der Champions-League-Gruppenphase bei Paris Saint-Germain, ein insgesamt unbefriedigender Saisonauftakt und Spannungen zwischen Ancelotti und seiner Mannschaft. Nach einer zehntägigen Interimslösung mit dem bisherigen Co-Trainer Willy Sagnol wurde bis Saisonende erneut Jupp Heynckes Cheftrainer des FC Bayern, insgesamt zum vierten Mal. Am 29. Spieltag stand die sechste Meisterschaft in Folge fest, in der Champions League scheiterte die Mannschaft wie im Vorjahr an Titelverteidiger Real Madrid, diesmal im Halbfinale. Die Saison beendete sie mit 84 Punkten mit 21 Punkten Vorsprung vor dem FC Schalke 04. Im letzten Spiel unter Heynckes verlor der FC Bayern das DFB-Pokal-Finale mit 1:3 gegen Eintracht Frankfurt.
Spieldaten des Endspiels um den DFB-Pokal 2018
Zur Saison 2018/19 übernahm Niko Kovač die Mannschaft, dessen Verpflichtung bereits seit April 2018 festgestanden und der in seinem letzten Spiel mit Eintracht Frankfurt den FC Bayern im Pokalfinale geschlagen hatte. Während unter anderem Arturo Vidal (FC Barcelona), Sebastian Rudy (FC Schalke 04) und Juan Bernat (Paris Saint-Germain) den Verein verließen, wurde der Kader unter anderem mit dem ablösefreien Leon Goretzka (FC Schalke 04) sowie dem Leihrückkehrer Serge Gnabry, der unmittelbar nach seiner Verpflichtung im Vorjahr an die TSG Hoffenheim verliehen worden war, verstärkt. Im ersten Pflichtspiel unter Kovač gewann er mit 5:0 gegen dessen Ex-Club Eintracht Frankfurt den Supercup. Mit vier Siegen in Folge gelang zwar ein zufriedenstellender Start in die Bundesligasaison, nach mehreren sieglosen Spielen und einer Niederlage im direkten Duell hatte der FC Bayern im Herbst zwischenzeitlich jedoch neun Punkte Rückstand auf Tabellenführer Borussia Dortmund. Niko Kovač wurde nun als Bayern-Trainer in Frage gestellt, doch die Leistungen der Mannschaft stabilisierten sich. Für ein großes Medienecho sorgte zudem im Oktober eine Pressekonferenz, auf der die Vereinsführung die Medien für ihre Berichterstattung kritisierte und ankündigte, künftig gegen respektlose Berichterstattung vorzugehen. In Erinnerung blieben hier vor allem der Verweis auf Artikel 1 des Grundgesetzes seitens Rummenigge in Bezug auf den Umgang der Medien mit den Bayern-Spielern sowie Hoeneß’ Aussage, der ehemalige Spieler Juan Bernat habe in der Vorsaison beim Champions-League-Auswärtsspiel in Sevilla einen „Scheißdreck“ gespielt. Bei einem Auftritt in der Fußball-Talkshow Doppelpass im Februar 2019 äußerte Hoeneß, man habe bei der Pressekonferenz „eindeutig Fehler gemacht“.
Zur Winterpause der Spielzeit wurde der erst 18-jährige kanadische Nationalspieler Alphonso Davies von den Vancouver Whitecaps aus der nordamerikanischen Profiliga Major League Soccer verpflichtet. Nachdem Dortmund im Verlauf der Rückrunde einige Punktverluste zu verzeichnen hatte, konnte der FC Bayern am 25. Spieltag aufgrund der besseren Tordifferenz die Tabellenführung übernehmen. Der Aufholjagd in der Bundesliga stand jedoch das frühzeitige Aus in der Champions League gegenüber. Im Achtelfinale gegen den späteren Titelgewinner FC Liverpool mit Trainer Jürgen Klopp wurde an der Anfield Road zwar ein 0:0 erkämpft, das Rückspiel in München jedoch mit 1:3 verloren. So früh war der FC Bayern München im Europapokal zuletzt 2011 gegen Inter Mailand ausgeschieden. In der Liga büßte er zwischenzeitlich die Tabellenführung zwar wieder ein, konnte sie durch einen 5:0-Heimsieg im direkten Duell mit Dortmund jedoch zurückerobern. Nach dem 32. Spieltag hatte der FC Bayern München vier Punkte Vorsprung vor Dortmund, kam jedoch in Leipzig nicht über ein 0:0 hinaus, während der BVB Fortuna Düsseldorf besiegte. Somit fiel erstmals seit 2010 die Entscheidung über die deutsche Meisterschaft am letzten Spieltag. Bayern lag zwei Punkte in Front und empfing Eintracht Frankfurt, Dortmund spielte in Mönchengladbach. Zur Halbzeit führten beide Titelanwärter mit 1:0. Kurz nach der Halbzeit gelang der Eintracht zwar der Ausgleich, bereits acht Minuten später stand es nach Toren von David Alaba und Renato Sanches jedoch 3:1 für den FC Bayern und die beiden eingewechselten Routiniers Franck Ribéry und Arjen Robben sorgten bei ihrem letzten Heimspiel für den 5:1-Endstand. Somit war der FC Bayern erstmals seit 2000 wieder im eigenen Stadion Meister geworden, nachdem die folgenden zwölf Meisterschaften allesamt auswärts bzw. einmal durch die Niederlage eines Konkurrenten am Folgetag errungen worden waren. Eine Woche nach der Meisterschaft wurde auch der DFB-Pokal gewonnen. Gegner im Berliner Olympiastadion war RB Leipzig, der FC Bayern gewann mit 3:0. Niko Kovač war damit die erste Person im deutschen Fußball, die als Spieler und als Trainer das Double gewann.
Spieldaten des Endspiels um den DFB-Pokal 2019
Vor der Saison 2019/20 verließen mit Arjen Robben (Karriereende), Franck Ribéry (AC Florenz) und Rafinha (Flamengo Rio de Janeiro) drei Stützen die Mannschaft, die 2013 das Triple gewonnen hatten. Neu zum FC Bayern München kamen die französischen Weltmeister Lucas Hernández von Atlético Madrid und Benjamin Pavard vom VfB Stuttgart, wobei ersterer mit 80 Millionen Euro Ablösesumme Corentin Tolisso als Rekordtransfer ablöste. Zudem wurden Philippe Coutinho vom FC Barcelona und Ivan Perišić von Inter Mailand für je ein Jahr ausgeliehen. Die Mannschaft startete mit einer 0:2-Niederlage bei Borussia Dortmund im Spiel um den DFL-Supercup in die Saison. Auch in der Liga war der Saisonstart durchwachsen. Nach dem 10. Spieltag trennte sich der Verein von Niko Kovač und ersetzte ihn zunächst übergangsweise durch dessen bisherigen Co-Trainer Hansi Flick. Zu diesem Zeitpunkt stand der FC Bayern mit 18 Punkten auf dem vierten Platz, wobei der Rückstand auf die Tabellenspitze vier Punkte betrug. Unter Flick fand die Mannschaft zu alter Stärke, schloss die Hinrunde mit 33 Punkten auf dem dritten Platz ab und drang in der Champions League als Gruppenerster ins Achtelfinale vor. Im Laufe der Rückrunde, die aufgrund der COVID-19-Pandemie zwischen dem 25. und 26. Spieltag für über zwei Monate unterbrochen war und schließlich mit Geisterspielen fortgesetzt wurde, enteilten die Bayern der Konkurrenz und der Vertrag von Flick wurde langfristig verlängert. Am 32. Spieltag sicherte sich die Mannschaft die achte Meisterschaft in Folge. Der FC Bayern schloss die Saison schließlich mit 13 Punkten Vorsprung vor Borussia Dortmund ab. Dabei erzielte er mit 100 Saisontoren nach der Saison 1971/72 mit 101 Toren den besten Wert. Mit 49 von 51 möglichen Punkten spielte die Mannschaft die beste Rückrunde in der Historie (2013 gab es ebenfalls 49 Punkte, aber eine um ein Tor schlechtere Tordifferenz). Den DFB-Pokal gewann der FC Bayern Anfang Juli durch ein 4:2 im Endspiel gegen Bayer Leverkusen zum insgesamt 20. Mal. Eine kurze Sommerpause folgte, ehe der im Frühjahr unterbrochene Champions-League-Wettbewerb im August fortgesetzt wurde. Ab dem Viertelfinale wurde der Wettbewerb in verkürzter Form im Rahmen eines ohne Zuschauer ausgetragenen Finalturniers in Lissabon abgeschlossen. Im Viertelfinale gelang dem Team ein 8:2-Kantersieg gegen den FC Barcelona, im Halbfinale wurde Olympique Lyon mit 3:0 bezwungen, im Endspiel gegen Paris Saint-Germain erzielte Kingsley Coman das entscheidende Tor zum 1:0-Sieg und damit zum zweiten Triple nach 2013. Als erster Verein hatte der FC Bayern alle Spiele in einem Champions-League-Wettbewerb gewonnen.
Spieldaten des Endspiels um den DFB-Pokal 2020 und des Endspiels um die Champions League 2020
Zur Mitte September begonnenen Bundesliga-Saison 2020/21 wurde u. a. der bereits längere Zeit umworbene Leroy Sané von Manchester City verpflichtet. Dagegen verließ Thiago den Verein nach sieben Jahren zum FC Liverpool. Im selben Monat gewann der FC Bayern beide Supercup-Wettbewerbe. Im UEFA Super Cup wurde der Europa-League-Sieger FC Sevilla in Budapest mit 2:1 nach Verlängerung besiegt, kurz darauf folgte der Gewinn des DFL-Supercups mit einem 3:2 gegen Borussia Dortmund. Die Saison war geprägt durch die fortdauernde Coronavirus-Pandemie, fast alle Spiele fanden ohne Zuschauer statt und auch mehrere Bayern-Spieler waren von einer Infektion mit dem Virus betroffen. Aufgrund der Pandemie war auch die eigentlich für den Dezember 2020 geplante Klub-Weltmeisterschaft in Katar in den Februar 2021 verschoben worden; der FC Bayern gewann den Wettbewerb durch Siege gegen al Ahly SC aus Ägypten und UANL Tigres aus Mexiko. Damit war dem FC Bayern der Gewinn des Sextuples gelungen, dem Gewinn von sechs Titeln innerhalb eines Sportjahres. Dies war zuvor nur dem FC Barcelona im Jahre 2009 unter Pep Guardiola geglückt.
Die scheinbare Glückseligkeit währte jedoch nicht sehr lange, bereits im Januar war die Mannschaft in der zweiten Runde des DFB-Pokals am Zweitligisten Holstein Kiel gescheitert, im Viertelfinale der Champions League schied das Team ohne den verletzten Torjäger Robert Lewandowski, der 2020 zum Weltfußballer des Jahres gewählt worden war, gegen Paris Saint-Germain aus dem Wettbewerb aus. Im Frühjahr traten zudem interne Machtkämpfe zwischen Hansi Flick und dem Sportvorstand Hasan Salihamidžić zutage. Mitte April gab Flick bekannt, nach der Saison den Verein verlassen zu wollen und den noch bis 2023 gültigen Vertrag aufzulösen.
Die Dominanz des FC Bayern in der Bundesliga setzte sich hingegen fort und so wurde der Verein am 32. Spieltag zum neunten Mal in Folge deutscher Meister. Robert Lewandowski erzielte 41 der 99 Ligatore und überbot damit den Rekord von Gerd Müller mit 40 Toren aus der Saison 1971/72. Mit 44 Gegentoren verzeichnete die Defensive jedoch so viele Gegentore wie seit der Saison 1995/96 nicht mehr. Vizemeister hinter dem FC Bayern mit letztlich 13 Punkten Rückstand wurde RB Leipzig, die im Frühjahr über mehrere Wochen hinweg in der Tabelle nur knapp hinter dem FC Bayern platziert waren, jedoch im direkten Duell am 27. Spieltag unterlegen waren und alsbald den Anschluss an den Rekordmeister verloren hatten.
Der Vorstand des FC Bayern kam Flicks Bitte um Vertragsauflösung nach. Neben Flick, der als Bundestrainer die Nachfolge von Joachim Löw antrat, verließen auch die Co-Trainer Hermann Gerland und Miroslav Klose den Verein. Gleichzeitig verabschiedeten sich mit David Alaba, Jérôme Boateng und Javi Martínez auch drei langjährige Defensivkräfte und Triple-Gewinner von 2013.

### Seit 2021: Gegenwart
| Saison                                             | Platz | Tore  | Punkte | Zuschauerschnitt | BL-Kader |
| -------------------------------------------------- | ----- | ----- | ------ | ---------------- | -------- |
| 2021/22                                            | 1     | 97:37 | 77     | 33.176           | BL-Kader |
| 2022/23                                            | 1     | 92:38 | 71     | 75.000           | BL-Kader |
| 2023/24                                            | 3     | 94:45 | 72     | 75.000           | BL-Kader |
| 2024/25                                            | 1     | 99:32 | 82     | 75.000           | BL-Kader |
| Grün unterlegt: Gewinn der deutschen Meisterschaft |       |       |        |                  |          |

Neuer Cheftrainer wurde zur Saison 2021/22 der 33-jährige Julian Nagelsmann, der zuvor für RB Leipzig tätig gewesen war und mit einem Fünfjahresvertrag ausgestattet wurde. Karl-Heinz Rummenigge, von 1991 bis 2002 Vizepräsident des e. V. und seit Februar 2002 Vorstandsvorsitzender der AG, verließ den FC Bayern und gab den Vorstandsvorsitz an Oliver Kahn ab. Ebenso wie in der Vorsaison schied die Mannschaft auch diesmal bereits frühzeitig aus den Pokalwettbewerben aus. In der zweiten Runde des DFB-Pokals verlor das Team mit 0:5 in Mönchengladbach, dies war die höchste Niederlage der Vereinsgeschichte in diesem Wettbewerb. In der Champions League schied die Mannschaft im Viertelfinale gegen den amtierenden Europa-League-Sieger FC Villarreal aus, zu jenem Zeitpunkt Siebter der spanischen Liga. In der Bundesliga war der FC Bayern weitgehend dominant, sodass am 31. Spieltag die zehnte Meisterschaft in Folge feststand.
Die Saison 2022/23 verlief recht turbulent. Der wechselwillige Robert Lewandowski, mittlerweile knapp 34 Jahre alt, wechselte kurz nach dem Trainingsauftakt in Richtung FC Barcelona, nach acht Jahren in München und 344 Toren in 375 Pflichtspielen. Als Ersatz wurde 31-jährige Senegalese Sadio Mané vom FC Liverpool verpflichtet, der im Saisonverlauf mit insgesamt 12 Pflichtspieltoren eher wenig überzeugen konnte. Von den weiteren vier Neuzugängen wurde lediglich Innenverteidiger Matthijs de Ligt durchweg positiv bewertet. Stammtorhüter Manuel Neuer hatte sich im November beim Skifahren verletzt und fiel für den Rest der Saison aus, Torwarttrainer Toni Tapalović wurde im Januar aufgrund von Differenzen mit Trainer Nagelsmann fristlos entlassen. Im März hatte der FC Bayern nach einer 1:2-Niederlage in Leverkusen die Tabellenführung an Borussia Dortmund abgeben müssen. Wenige Tage später trennte sich der Verein von Julian Nagelsmann, man sah die sportlichen Ziele in Gefahr. Nachfolger wurde Thomas Tuchel, zuvor bis September 2022 beim FC Chelsea tätig. Zum Zeitpunkt des Trainerwechsels hatte der FC Bayern sowohl in der Champions League als auch im DFB-Pokal im Viertelfinale gestanden. Bei Tuchels Debüt auf der Trainerbank holte sich der FC Bayern im direkten Duell gegen Borussia Dortmund die Tabellenführung zurück, schied jedoch kurz darauf zunächst im DFB-Pokal daheim gegen den SC Freiburg und auch auf internationaler Ebene gegen Manchester City aus. Die Meisterschaft blieb ein Kopf-an-Kopf-Rennen. Am vorletzten Spieltag hatten die Münchner nach einer 1:3-Heimniederlage gegen RB Leipzig zwei Punkte Rückstand, da der BVB tags darauf in Augsburg gewinnen konnte. Während man sich in Dortmund bereits für die Feierlichkeiten rüstete, war im Umfeld des FC Bayern eher die Zukunft des Vorstands das beherrschende Thema als der noch mögliche Gewinn der deutschen Meisterschaft. Am entscheidenden letzten Spieltag ging der FC Bayern beim 1. FC Köln durch ein Tor von Coman in der 8. Minute in Führung, während Mainz 05 in Dortmund nach 24 Minuten mit 2:0 führte. In der 81. Spielminute erzielten die Kölner durch einen Handelfmeter den Ausgleich, wenige Minuten später traf Jamal Musiala zur erneuten Führung. Dortmund konnte in der Nachspielzeit gegen Mainz noch zum 2:2 ausgleichen, der Titel ging nach München. Kurz nach Spielende verkündete der FC Bayern dann die Trennung von Kahn und Salihamidžić, Nachfolger von Kahn als Vorstandsvorsitzender der FC Bayern München AG wurde der bisherige Finanzvorstand Jan-Christian Dreesen. Salihamidžić’ Position als Sportvorstand wurde zunächst nicht nachbesetzt; zum 1. September 2023 wurde Christoph Freund, der vom FC Red Bull Salzburg nach München wechselte, als Sportdirektor eingestellt.
In der Saison 2023/24 schied der FC Bayern beim Drittligisten 1. FC Saarbrücken in der zweiten Runde zum vierten Mal in Folge im DFB-Pokal vorzeitig aus. Im Februar 2024 gab er bekannt, die Zusammenarbeit mit Cheftrainer Thomas Tuchel zum Ende der Saison 2023/24 zu beenden. Zu diesem Zeitpunkt lag der FC Bayern mit acht Punkten Rückstand auf Platz 2 der Bundesliga und hatte das Achtelfinal-Hinspiel in der Champions League bei Lazio Rom verloren. Während das Meisterschaftsrennen letztendlich gegen das bis zum Saisonende ungeschlagenen Bayer 04 Leverkusen verloren ging, gelangte man zumindest in der Champions League noch bis ins Halbfinale. Der FC Bayern München blieb so ohne Titel, was ihm zuletzt vor 12 Jahren in der Saison 2011/12 widerfuhr.
Am 26. Februar 2024 gab der Aufsichtsrat der FC Bayern München AG bekannt, dass Max Eberl neuer Sportvorstand wird. Eberl trat am 1. März 2024 seinen Posten an und leitet seitdem gemeinsam mit Christoph Freund die sportlichen Geschicke des Vereins. Die neue Organisationsstruktur besteht seit dem 1. Juli 2024 aus dem Vorstandsvorsitzenden Jan-Christian Dreesen, dem stellvertretenden Vorstandsvorsitzenden Michael Diederich im Bereich Finanzen & Vertrieb sowie Max Eberl.
Zur Saison 2024/25 wurde Vincent Kompany als neuer Cheftrainer verpflichtet. Der Belgier wechselte vom englischen Premier-League-Absteiger FC Burnley zum FC Bayern und unterschrieb einen Vertrag bis zum 30. Juni 2027. Der Verpflichtung Kompanys war eine mehrwöchige Trainersuche vorausgegangen, in deren Zuge mehrere prominente Kandidaten – darunter Xabi Alonso, Julian Nagelsmann, Ralf Rangnick, Oliver Glasner sowie sogar der noch amtierende Übungsleiter Thomas Tuchel – ein Engagement abgelehnt hatten. Die verschiedenen Absagen wurden medial als Zeichen der sportlichen Krise des Vereins sowie einer damit einhergehenden gesunkenen Attraktivität auf dem Trainermarkt gewertet. Die Spielzeit war unter anderem geprägt von entscheidenden Duellen mit Bayer 04 Leverkusen. Während der Meistertitel mit 13 Zählern Vorsprung auf den zweitplatzierten Titelverteidiger wieder gewonnen werden konnte, unterlag man den Leverkusenern im Achtelfinale des Pokals. Im Achtelfinale der Champions League gewann der FC Bayern gegen Bayer 04 mit 3:0 und 2:0, schied aber dann eine Runde später gegen den späteren Finalisten Inter Mailand aus. An statistischen Werten gemessen, konnte zumindest in der abgelaufenen Bundesligasaison von einer wiedererlangten Dominanz der Münchner gesprochen werden. So verloren sie nur zweimal, was zuletzt in der Meistersaison 2016/17 der Fall gewesen war. Ebenfalls 2016/17 hatte eine Mannschaft des FC Bayern einen weiteren vereinsinternen Bestwert aufgestellt, als im Schnitt alle zwei Spiele ohne Gegentor endeten. Darüber hinaus standen am Ende 99 Ligatore zu Buche, der drittbeste Wert innerhalb der Liga, wobei die der Verein selbst auch die anderen beiden Bestmarken (100 und 101 Treffer) aufgestellt hatte. Von den für gut 150 Mio. Euro gekauften Neuzugängen konnte allein Flügelstürmer Michael Olise nachhaltig überzeugen, er war mit 43 Scorerpunkten hinter Harry Kane der zweitbeste Offensivspieler der Mannschaft. Verteidiger Hiroki Itō verpasste in Folge zweier Mittelfußbrüche den Großteil der Saison und auch João Palhinha konnte aufgrund zweier Verletzungen nicht richtig zur Mannschaft finden. Von sich reden machte der im Winter vom 1. FC Köln verpflichtete 21-jährige Torwart Jonas Urbig, der Kapitän Neuer zwischen März und Mai vertrat und mit dem Team nur zweimal verlor.
Bereits vor Saisonende war klar, dass Thomas Müller, der inklusive seiner Ausbildung 25 Jahre Teil des Vereins gewesen war, anschließend keinen neuen Vertrag mehr erhalten würde. Dennoch war Müller noch Teil des Kaders, der an der von Mitte Juni bis Mitte Juli stattfindenden FIFA-Klub-WM teilnahm. In diesem Wettbewerb gelangte Bayern München bis ins Viertelfinale und unterlag hier Paris Saint-Germain. Der Einsatz in dieser Partie war zugleich auch Müllers letzter von 756 im Trikot des FC Bayern München, der durch seine Leistungen bei diesem Wettbewerb 50 Mio. Euro eingenommen haben soll. Besonders schwer wog darüber hinaus der langfristige Verlust des 22-jährigen Nationalstürmers Jamal Musiala, der sich im Spiel gegen Paris einen Wadenbeinbruch zuzog.
Im Vorfeld der Spielzeit 2025/26 scheiterte der FC Bayern gleich mehrmals in seinen Bemühungen, Offensivspieler von internationalem Format zu verpflichten. So ging Florian Wirtz, für dessen Transfer sich vor allem Ehrenpräsident Uli Hoeneß persönlich verstärkt eingesetzt hatte, stattdessen zum FC Liverpool. Einer der Gründe hierfür war eine mögliche Konkurrenzsituation mit einem weiteren „Zehner“, Jamal Musiala. Nico Williams und auch Kaoru Mitoma blieben hingegen bei ihren jeweiligen Stammvereinen. Anfang August 2025 konnte aber dann mit dem Kauf des Liverpoolers Luis Diáz ein Erfolg auf dem Transfermarkt verbucht werden.

### Vereinswappenhistorie

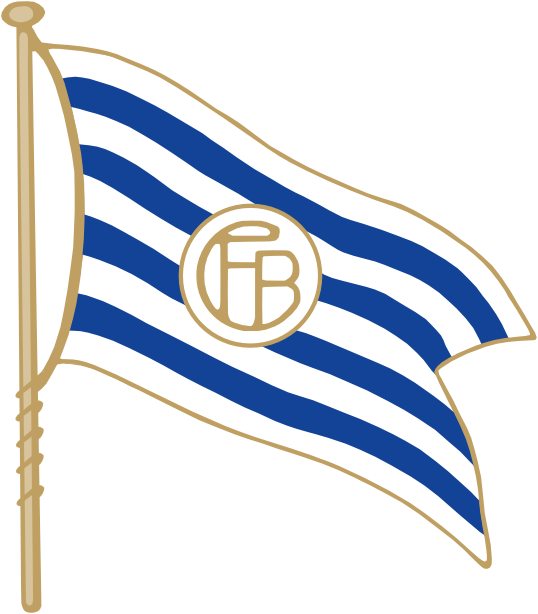
Zweites Wappen des Vereins für kurze Zeit ab 1901
1923 (oder 1931)–1938, 1945–1954
1954–1996
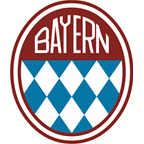
Alternatives Wappen in den 1960er-Jahren
1996–2002
2002–2017
2017–2024
Seit 2024

## Erfolge/Titel

Wappen gekrönt von fünf Meistersternen

Das Abzeichen für den Gewinn der Fifa-Klub-Weltmeisterschaft

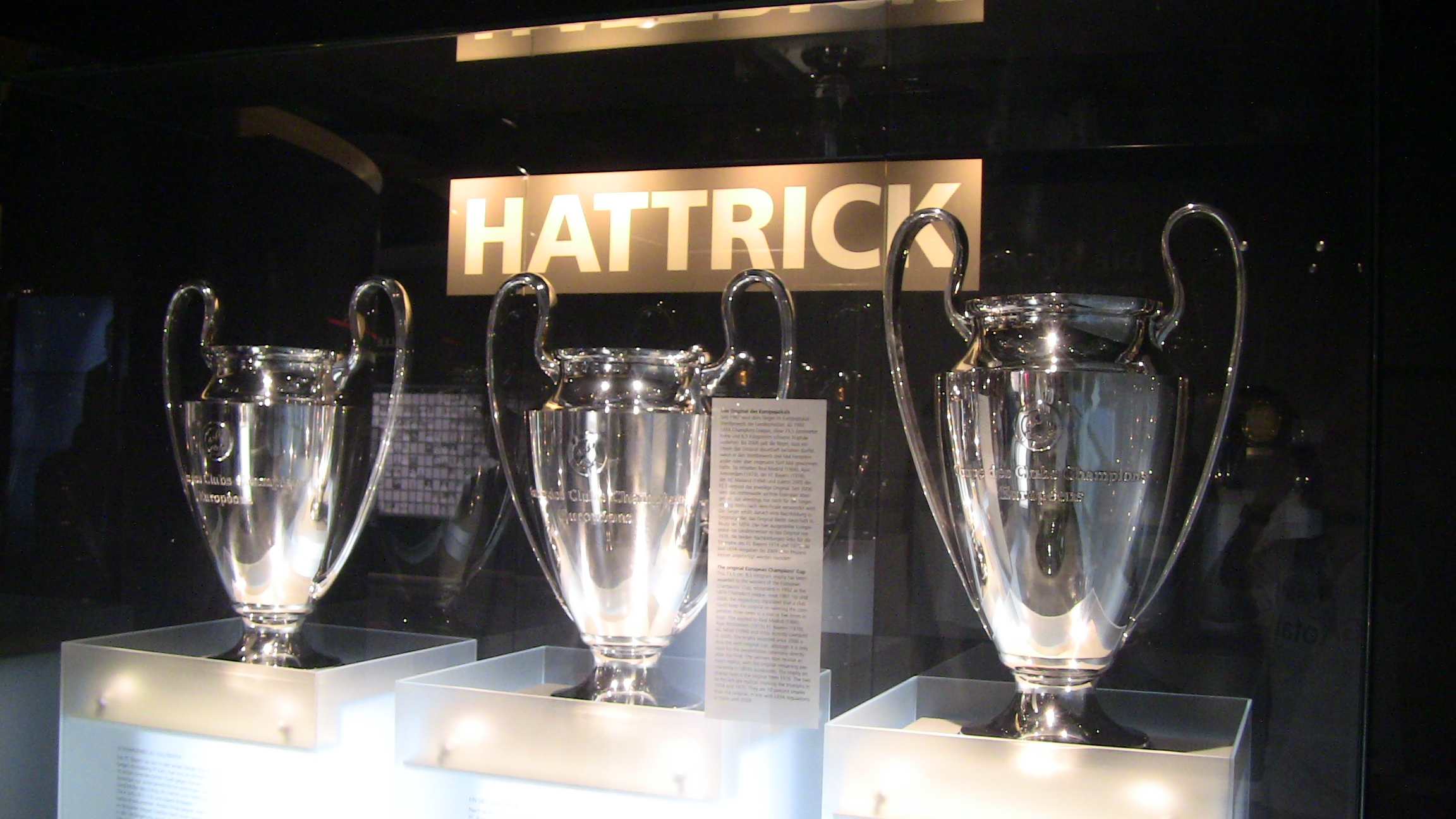
Die drei zwischen 1974 und 1976 hintereinander gewonnenen Pokale des Europapokals der Landesmeister (rechts ein Original, das der Verein dauerhaft behalten darf, links zwei kleinere Replikate).

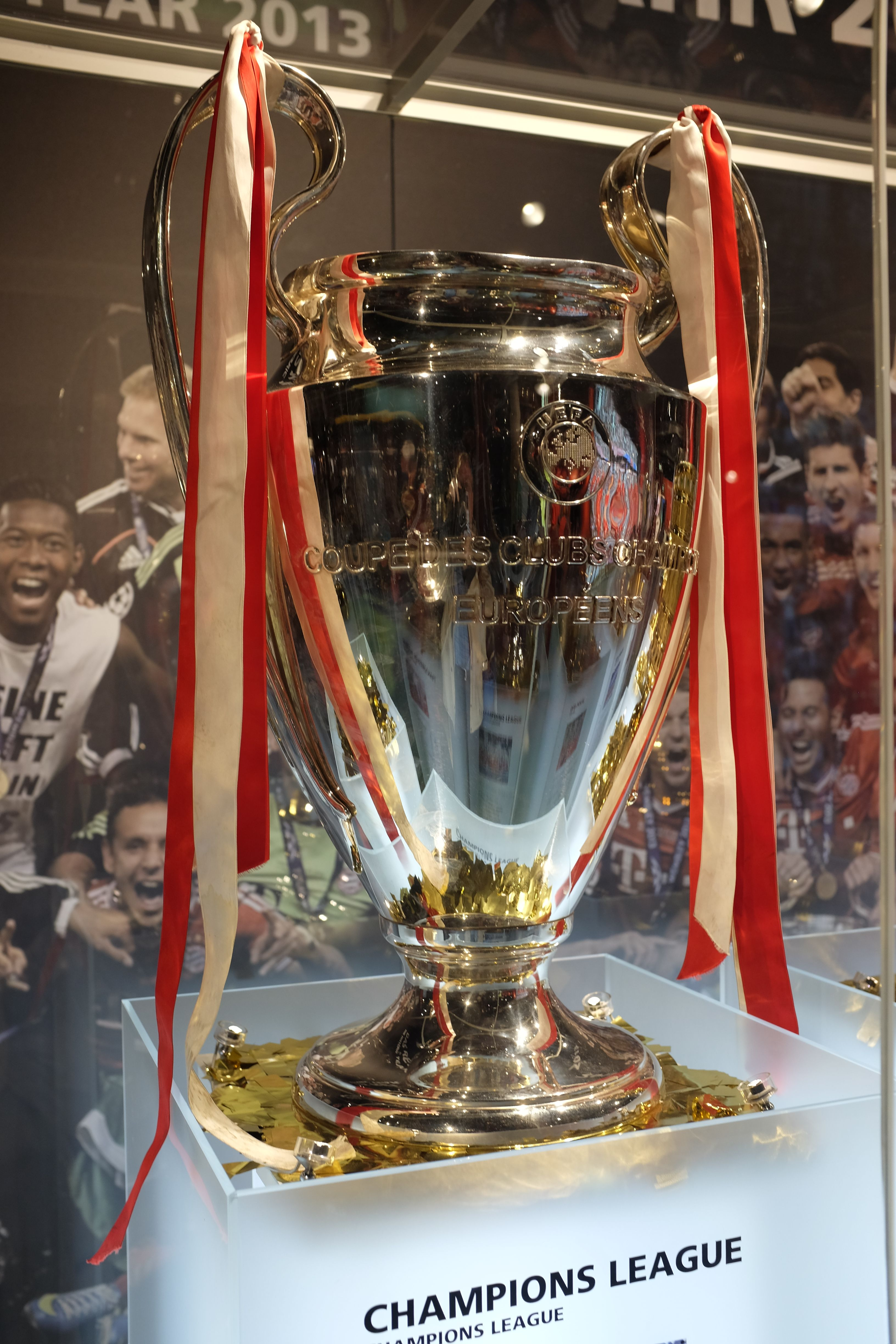
Champions-League-Pokal 2013

Die erste Mannschaft spielt seit der Saison 1965/66 in der Bundesliga. Der FC Bayern München ist der erfolgreichste deutsche Fußballklub und deutscher Rekordmeister. Seit der 30. Meisterschaft nach Einführung der Bundesliga 1963/64 darf er fünf Meistersterne auf dem Trikot tragen. Der FC Bayern ist der erste deutsche Verein, dem es gelang, das Double erfolgreich zu verteidigen. Er ist neben Borussia Dortmund, Borussia Mönchengladbach und dem Hamburger SV einer von vier Vereinen, die den Meistertitel in der Fußball-Bundesliga erfolgreich verteidigen konnten. Mit 912 Spieltagen als Tabellenführer belegt der Verein den 1. Platz in der ewigen Liste der Tabellenführer (Stand: Saisonende 2024/25) und mit 4149 Punkten den 1. Platz in der ewigen Tabelle der Fußball-Bundesliga (Stand: Saisonende 2024/25). Mit dem Gewinn der Meisterschaft in der Saison 2019/20 hat er zu diesem Zeitpunkt mehr deutsche Meisterschaften in der Bundesliga gewonnen (29) als alle anderen Teams zusammen (28). Wie auch Ajax Amsterdam, Juventus Turin und Manchester United hat der FC Bayern alle drei Europapokale sowie UEFA Super Cup und Weltpokal gewonnen. Zudem FIFA-Klub-Weltmeister zu werden, ist ihm als Erstes gelungen, bis Manchester United 2017 mit dem Gewinn der UEFA Europa League gleichziehen konnte. Neben Bayern München konnten bisher nur Real Madrid und Ajax Amsterdam den Europapokal der Landesmeister bzw. die Champions League dreimal in Folge gewinnen. Deswegen erlaubt es die UEFA unter anderem dem FC Bayern, bei Champions-League-Spielen eine spezielle Version des Starball zu tragen, in dem zusätzlich die Zahl „6“ für die gewonnenen Europapokale der Landesmeister bzw. Champions-League-Titel eingetragen ist. Für das Erreichen von 10 Meisterschaften in Folge (2013–2022) erhielt der FC Bayern von der DFL zur einmaligen Nutzung am 33. Spieltag 2021/22 das goldfarbene Sonderabzeichen Serienmeister, welches mittig auf Brusthöhe auf dem Trikot aufgebracht ist. Zur Nutzung in der Saison 2022/23 erhielt der FC Bayern, wie auch schon in der Saison 2016/17 ein Spezial-Logo für den Ärmel.

### Internationale Titel
| Europapokal der Landesmeister/UEFA Champions League (6) | Europapokal der Landesmeister/UEFA Champions League (6) | Europapokal der Landesmeister/UEFA Champions League (6) | Europapokal der Landesmeister/UEFA Champions League (6) | Europapokal der Landesmeister/UEFA Champions League (6) | Europapokal der Landesmeister/UEFA Champions League (6) |
| ------------------------------------------------------- | ------------------------------------------------------- | ------------------------------------------------------- | ------------------------------------------------------- | ------------------------------------------------------- | ------------------------------------------------------- |
| 1974                                                    | 1975                                                    | 1976                                                    | 2001                                                    | 2013                                                    | 2020                                                    |
| Europapokal der Pokalsieger (1)                         |                                                         |                                                         |                                                         |                                                         |                                                         |
| 1967                                                    |                                                         |                                                         |                                                         |                                                         |                                                         |
| UEFA-Pokal (1)                                          |                                                         |                                                         |                                                         |                                                         |                                                         |
| 1996                                                    |                                                         |                                                         |                                                         |                                                         |                                                         |
| UEFA Super Cup (2)                                      |                                                         |                                                         |                                                         |                                                         |                                                         |
| 2013                                                    | 2020                                                    |                                                         |                                                         |                                                         |                                                         |
| Weltpokal (2)                                           |                                                         |                                                         |                                                         |                                                         |                                                         |
| 1976                                                    | 2001                                                    |                                                         |                                                         |                                                         |                                                         |
| FIFA-Klub-Weltmeisterschaft (2)                         |                                                         |                                                         |                                                         |                                                         |                                                         |
| 2013                                                    | 2020                                                    |                                                         |                                                         |                                                         |                                                         |

### Nationale Titel
| Deutsche Fußballmeisterschaft (34)                                                                              | Deutsche Fußballmeisterschaft (34) | Deutsche Fußballmeisterschaft (34) | Deutsche Fußballmeisterschaft (34) | Deutsche Fußballmeisterschaft (34) | Deutsche Fußballmeisterschaft (34) | Deutsche Fußballmeisterschaft (34) | Deutsche Fußballmeisterschaft (34) | Deutsche Fußballmeisterschaft (34) | Deutsche Fußballmeisterschaft (34) |
| --- | ---------------------------------- | ---------------------------------- | ---------------------------------- | ---------------------------------- | ---------------------------------- | ---------------------------------- | ---------------------------------- | ---------------------------------- | ---------------------------------- |
| 1932 | 1969                               | 1972                               | 1973                               | 1974                               | 1980                               | 1981                               | 1985                               | 1986                               | 1987                               |
| 1989 | 1990                               | 1994                               | 1997                               | 1999                               | 2000                               | 2001                               | 2003                               | 2005                               | 2006                               |
| 2008 | 2010                               | 2013                               | 2014                               | 2015                               | 2016                               | 2017                               | 2018                               | 2019                               | 2020                               |
| 2021 | 2022                               | 2023                               | 2025                               |                                    |                                    |                                    |                                    |                                    |                                    |
| DFB-Pokal (20)                                                                                                  |                                    |                                    |                                    |                                    |                                    |                                    |                                    |                                    |                                    |
| 1957 | 1966                               | 1967                               | 1969                               | 1971                               | 1982                               | 1984                               | 1986                               | 1998                               | 2000                               |
| 2003 | 2005                               | 2006                               | 2008                               | 2010                               | 2013                               | 2014                               | 2016                               | 2019                               | 2020                               |
| Ligapokal (6)                                                                                                   |                                    |                                    |                                    |                                    |                                    |                                    |                                    |                                    |                                    |
| 1997 | 1998                               | 1999                               | 2000                               | 2004                               | 2007                               |                                    |                                    |                                    |                                    |
| Supercup (11)                                                                                                   |                                    |                                    |                                    |                                    |                                    |                                    |                                    |                                    |                                    |
| 1987 | 1990                               | 2010                               | 2012                               | 2016                               | 2017                               | 2018                               | 2020                               | 2021                               | 2022                               |
| 2025 |                                    |                                    |                                    |                                    |                                    |                                    |                                    |                                    |                                    |
| Der „Supercup 1982“, den der FC Bayern München im Frühjahr 1983 gewann, war nur inoffiziell ausgetragen worden. |                                    |                                    |                                    |                                    |                                    |                                    |                                    |                                    |                                    |

### Weitere Erfolge, Titel und Auszeichnungen
Dieser ausgelagerte Abschnitt würdigt Mehrfacherfolge wie Double oder Triple, zählt zweite Plätze auf und nennt die regionalen Titel, die der FC Bayern von seiner Frühzeit bis zum Aufstieg in die Bundesliga gewonnen hat. Auch die in Einladungsturnieren gewonnenen Trophäen sowie Auszeichnungen, die dem FC Bayern zuteilgeworden sind, finden dort Erwähnung.

## Die Profimannschaft

### Kader 2025/26
- Stand: 15. August 2025[104]

| Pos.       | Nr. | Nat.        | Spieler                   | Geburtstag         | im Verein seit | Vertrag bis |
| ---------- | --- | ----------- | ------------------------- | ------------------ | -------------- | ----------- |
| Tor        | 01  | Deutschland | Manuel Neuer              | 27. März 1986      | 2011           | 2026        |
| Tor        | 26  | Deutschland | Sven Ulreich              | 3. August 1988     | 2021           | 2026        |
| Tor        | 40  | Deutschland | Jonas Urbig               | 8. August 2003     | 2025           | 2029        |
| Tor        | 48  | Deutschland | Leon Klanac II / U19      | 1. März 2007       | 2021           | 2027        |
| Abwehr     | 02  | Frankreich  | Dayot Upamecano           | 27. Oktober 1998   | 2021           | 2026        |
| Abwehr     | 03  | Korea Sud   | Min-jae Kim               | 13. November 1996  | 2023           | 2028        |
| Abwehr     | 04  | Deutschland | Jonathan Tah              | 11. Februar 1996   | 2025           | 2029        |
| Abwehr     | 19  | Kanada      | Alphonso Davies           | 2. November 2000   | 2019           | 2030        |
| Abwehr     | 21  | Japan       | Hiroki Itō                | 12. Mai 1999       | 2024           | 2028        |
| Abwehr     | 22  | Portugal    | Raphaël Guerreiro         | 22. Dezember 1993  | 2023           | 2026        |
| Abwehr     | 23  | Frankreich  | Sacha Boey                | 13. September 2000 | 2024           | 2028        |
| Abwehr     | 44  | Kroatien    | Josip Stanišić            | 2. April 2000      | 2017           | 2029        |
| Mittelfeld | 06  | Deutschland | Joshua Kimmich            | 8. Februar 1995    | 2015           | 2029        |
| Mittelfeld | 08  | Deutschland | Leon Goretzka             | 6. Februar 1995    | 2018           | 2026        |
| Mittelfeld | 10  | Deutschland | Jamal Musiala             | 26. Februar 2003   | 2019           | 2030        |
| Mittelfeld | 20  | Deutschland | Tom Bischof               | 28. Juni 2005      | 2025           | 2029        |
| Mittelfeld | 24  | Deutschland | Paul Wanner               | 23. Dezember 2005  | 2018           | 2027        |
| Mittelfeld | 27  | Osterreich  | Konrad Laimer             | 27. Mai 1997       | 2023           | 2027        |
| Mittelfeld | 45  | Deutschland | Aleksandar Pavlović       | 3. Mai 2004        | 2011           | 2029        |
| Mittelfeld | 46  | Deutschland | Lennart Karl U19          | 22. Februar 2008   | 2022           | 2026        |
| Angriff    | 07  | Deutschland | Serge Gnabry              | 14. Juli 1995      | 2017           | 2026        |
| Angriff    | 09  | England     | Harry Kane                | 28. Juli 1993      | 2023           | 2027        |
| Angriff    | 14  | Kolumbien   | Luis Díaz                 | 13. Januar 1997    | 2025           | 2029        |
| Angriff    | 17  | Frankreich  | Michael Olise             | 12. Dezember 2001  | 2024           | 2029        |
| Angriff    | 41  | Schweden    | Jonah Kusi-Asare II / U19 | 4. Juli 2007       | 2024           | 2026        |

### Zu- und Abgänge 2025/26
Stand: 15. August 2025
| Zugänge | Abgänge |
| Vor der Klub-WM 2025 | Vor der Klub-WM 2025 |
| --- | --- |
| - Adam Aznou (Real Valladolid; Leihende) - Tom Bischof (TSG 1899 Hoffenheim) - Maurice Krattenmacher (SSV Ulm 1846; Leihende) * - Jonathan Tah (Bayer 04 Leverkusen) | - Eric Dier (AS Monaco) - Frans Krätzig (FC Red Bull Salzburg) * - Mathys Tel (Tottenham Hotspur) - Gabriel Vidović (Dinamo Zagreb) |
| Während der Klub-WM | |
| | - Maurice Krattenmacher (Hertha BSC; Leihe) - Leroy Sané (Galatasaray Istanbul) |
| Sommerpause | |
| - Luis Díaz (FC Liverpool) | - Adam Aznou (FC Everton) - Tarek Buchmann (1. FC Nürnberg; Leihe) - Kingsley Coman (al-Nassr FC) - Arijon Ibrahimović (1. FC Heidenheim; Leihe) *** - Thomas Müller (Vancouver Whitecaps) - João Palhinha (Tottenham Hotspur; Leihe) - Daniel Peretz (Hamburger SV; Leihe) - Bryan Zaragoza (Celta Vigo; Leihe) - Lovro Zvonarek (Grasshopper Club Zürich; Leihe) **** |

### Trainer- und Funktionsteam 2025/26 (Auswahl)

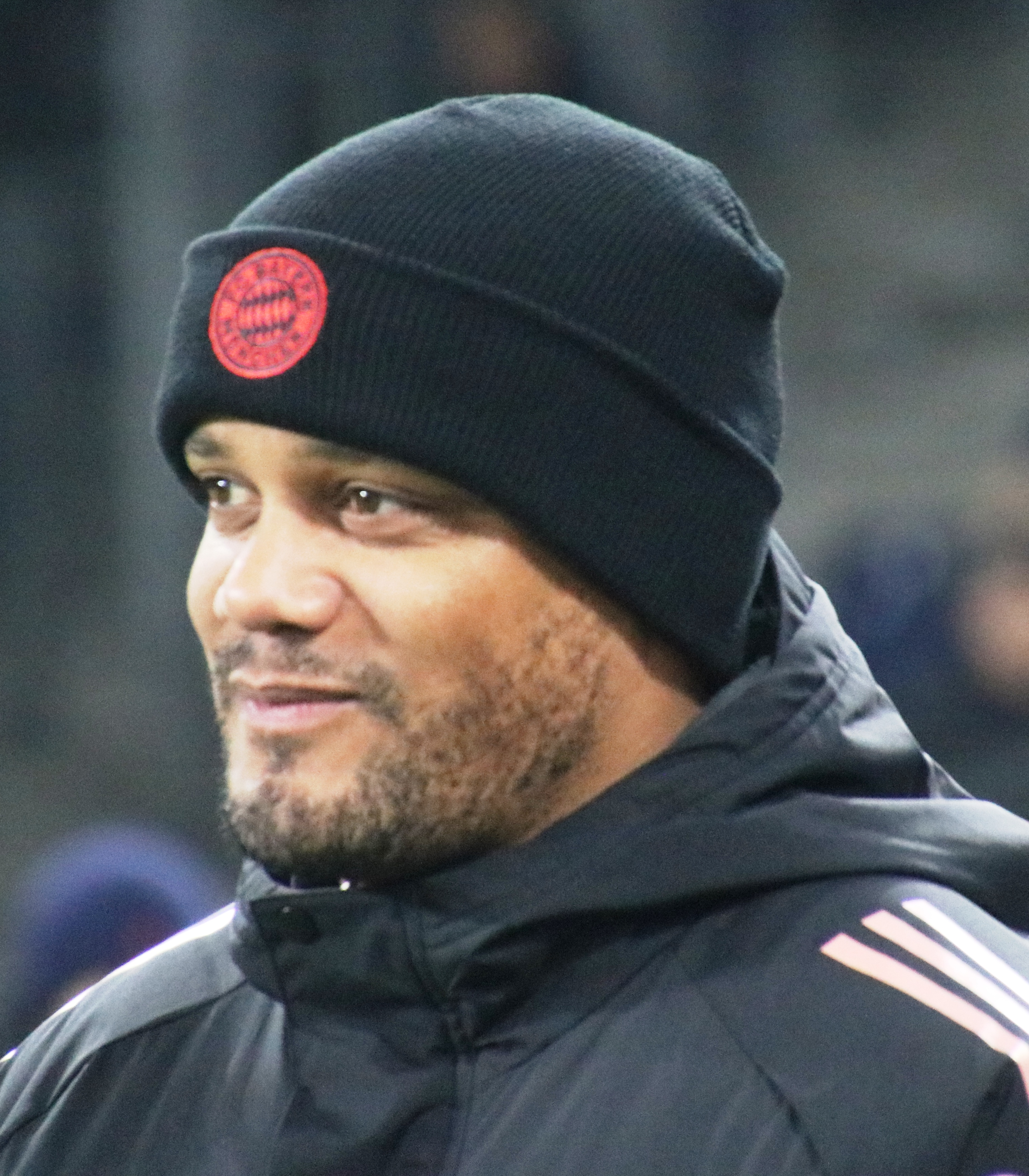
Vincent Kompany ist seit 2024 Cheftrainer der Profis

| Nat.                   | Name               | Funktion                  |
| ---------------------- | ------------------ | ------------------------- |
| Trainerstab            |                    |                           |
| Belgien                | Vincent Kompany    | Cheftrainer               |
| England                | Aaron Danks        | Co-Trainer                |
| Osterreich             | René Marić         | Co-Trainer                |
| Belgien                | Floribert N’Galula | Co-Trainer                |
| Deutschland            | Michael Rechner    | Torwarttrainer            |
| Medizinische Abteilung |                    |                           |
| Deutschland            | Peter Ueblacker    | Leitender Arzt            |
| Deutschland            | Jochen Hahne       | Arzt                      |
| Deutschland            | Roland Schmidt     | Internist, Kardiologe     |
| Deutschland            | Helmut Erhard      | Leitender Physiotherapeut |

### Bedeutende ehemalige Spieler
Im Folgenden sind (alphabetisch nach dem Nachnamen) die ehemaligen Spieler der ersten Mannschaft aufgelistet, die in der offiziellen Hall of Fame des FC Bayern München sind.
- Klaus Augenthaler (1976–1991, Libero)
 Absolvierte 404 Spiele für die Bayern in der Bundesliga. Dabei wurde er siebenmal Deutscher Meister, dreimal gewann er mit der Mannschaft den DFB-Pokal. Er wurde zudem 1990 mit der Nationalmannschaft Weltmeister. Unvergessen ist sein „Tor des Jahrzehnts“ gegen Uli Stein vom Mittelkreis aus.
- Franz Beckenbauer (1964–1977, Libero)
 „Der Kaiser“. Mit ihm als Spielführer wurde Bayern zu einer der erfolgreichsten Mannschaften Europas. 1974 führte er die deutsche Nationalmannschaft zum WM-Sieg im eigenen Lande. 1990 konnte er den Erfolg als deutscher Teamchef bei der WM in Italien wiederholen. Anfang März 2025 wurde ihm zu Ehren ein aus Glasgewebe gefertigtes überdimensionales Trikot mit der Aufschrift „Beckenbauer“ und dessen Rückennummer „5“ unters Dach der Allianz Arena gezogen. Darüber hinaus wird „seine“ Rückennummer „5“ beim FC Bayern seit Dezember 2024 nicht mehr vergeben.[106][107]
- Paul Breitner (1970–1974, 1978–1983, Verteidigung, Mittelfeld)
 Der große Regisseur der Bayern Ende der 1970er und Anfang der 1980er Jahre. Mit den Münchnern wurde er fünfmal Meister. Zudem wurde er 1974 Weltmeister im eigenen Lande und schoss im Endspiel gegen die Niederlande den wichtigen Elfmeter zum 1:1.
- Stefan Effenberg (1990–1992, 1998–2002, Mittelfeld)
 „Der Tiger“ spielte zweimal bei den Bayern. Bei seinem zweiten Engagement war er als Kopf der Mannschaft maßgeblich daran beteiligt, 25 Jahre nach dem letzten Sieg im Europapokal der Landesmeister die Champions League zu gewinnen.
- Giovane Élber (1997–2003, Sturm)
 Nach seiner Zeit beim VfB Stuttgart wurde Giovane Elber bei Bayern zum erfolgreichsten ausländischen Torschützen der Bundesliga-Geschichte. In 252 Spielen für Stuttgart und Bayern erzielte er 133 Tore. Erst am 23. Oktober 2010 wurde dieser Rekord durch Claudio Pizarro übertroffen.
- Konrad Heidkamp (1928–1937, Verteidigung)
 „Conny“ Heidkamp war der Kapitän der ersten Meistermannschaft im Jahre 1932. Auch neben dem Platz war er ein Vorbild.
- Uli Hoeneß (1970–1978, Sturm)
 Erfolgreich als Spieler, unersetzlich als Macher. In 30 Jahren als Manager und langjähriger Präsident war er maßgeblich am Erfolg der Mannschaft beteiligt. Als erster Manager eines Fußballvereins wurde Hoeneß 1999 zum Manager des Jahres gewählt. Seine Präsidentschaft war durch eine Haftstrafe wegen Steuerhinterziehung von 2014 bis 2016 unterbrochen.
- Oliver Kahn (1994–2008, Torwart)
 „Weiter, immer weiter!“[108] Keiner verkörperte als Spieler die Philosophie des FC Bayern München wie der „Titan“. Seine Paraden brachten Titel und Erfolge: Acht Meisterschaften und sechs DFB-Pokalsiege, Champions-League-Sieg und Weltpokalsieg 2001 sowie den UEFA-Pokal-Sieg 1996.
- Philipp Lahm (1995–2003, 2005–2017, Verteidigung)
 Lahm kam im Alter von elf Jahren zum FC Bayern und gewann insgesamt 21 Titel, darunter das Triple 2013. Der gebürtige Münchner war zudem von 2011 bis zu seinem Karriereende 2017 Kapitän der Mannschaft. Auch war er Kapitän der Weltmeister-Mannschaft 2014.
- Bixente Lizarazu (1997–2004, 2005–2006, Verteidigung)
 Der kleine Franzose spielte zweimal für die Bayern. Dabei war er wichtiger Bestandteil beim Gewinn der Champions League 2001. Mit Frankreich wurde er Welt- und Europameister. Zudem errang er zahlreiche weitere Titel bei Bayern.
- Sepp Maier (1962–1979, Torwart)
 Die „Katze von Anzing“ hält bis heute den Rekord in ununterbrochenen Spielen für den FC Bayern in der Bundesliga. 442-mal stand er in Folge zwischen den Pfosten des Rekordmeisters. Bei der WM 1974 stand er im Tor der deutschen Nationalmannschaft und hielt im Finale der WM 1974 nach der frühen Führung der Niederländer den Kasten für den Rest des Spieles sauber.
- Lothar Matthäus (1984–1988, 1992–2000, Mittelfeld, Abwehr)
 Von Gladbach kam er nach München und erlebte dort einige erfolgreiche Jahre. Dann wechselte er nach Italien. Später kam er zurück zu den Bayern. 1990 war er die Schlüsselfigur für den Sieg der deutschen Nationalelf bei der WM in Italien.
- Gerd Müller (1964–1979, Sturm)
 Über den „Bomber“ meinte Franz Beckenbauer einst: „Ohne ihn wären wir vielleicht heute noch in dem alten Holzhäusl“. Er ist der Rekordtorschütze der Bundesliga mit 365 Toren in 427 Spielen und hielt den Rekord von 40 Toren in einer Saison bis zum Jahr 2021, als ihn Robert Lewandowski mit 41 Toren ablöste. Auch in der Nationalmannschaft hielt er lange Zeit mit 68 Treffern in 62 Spielen den Torrekord, bevor er 2014 von Miroslav Klose abgelöst wurde – dieser benötigte für seine 71 Tore jedoch 137 Spiele.
- Franz „Bulle“ Roth (1966–1978, Mittelfeld)
 Er schoss den FC Bayern 1967 zum ersten Europapokalsieg und erzielte in vier Europacup-Endspielen des Rekordmeisters dreimal das 1:0 – zweimal war es das einzige Tor des Spiels und damit entscheidend für den Titelgewinn.
- Karl-Heinz Rummenigge (1974–1984, Sturm)
 Erfolge feierte er schon als Spieler mit den Bayern. Dann ging er nach Italien. Die Ablösesumme sanierte den damals verschuldeten Verein. Nach seiner aktiven Laufbahn kam er zurück und schaffte es gemeinsam mit Franz Beckenbauer und Uli Hoeneß, die Bayern Anfang der 1990er Jahre wieder auf die Erfolgsspur zu bringen.
- Mehmet Scholl (1992–2007, Mittelfeld)
 Als junger Spieler kam er vom Karlsruher SC und blieb danach den Bayern treu. Seine Karriere war durch viele Verletzungen geprägt. In beiden Finalspielen des UEFA-Pokals 1995/96 gegen Bordeaux traf er je einmal. Mit dem FC Bayern errang er acht Meistertitel.
- Georg „Katsche“ Schwarzenbeck (1966–1981, Verteidigung)
 Seine große Stunde hatte er im Endspiel um den Europapokal der Landesmeister 1974. Als es in der Verlängerung kurz vor Schluss 1:0 für Atletico Madrid stand, zog er aus 25 Metern ab und erzielte den wichtigen 1:1-Ausgleichstreffer. Das Wiederholungsspiel gewann Bayern mit 4:0 und den Pokal damit zum ersten Mal.
- Bastian Schweinsteiger (2002–2015, Mittelfeld)
 Er kam im Alter von 13 Jahren zum FC Bayern und debütierte fünf Jahre später bei den Profis. In 500 Pflichtspielen erzielte er 68 Tore und errang 22 Titel. Nachdem er im „Finale dahoam“ 2012 den entscheidenden Elfmeter verschossen hatte, gewann er ein Jahr später das Triple und war maßgeblich am Weltmeistertitel 2014 beteiligt.

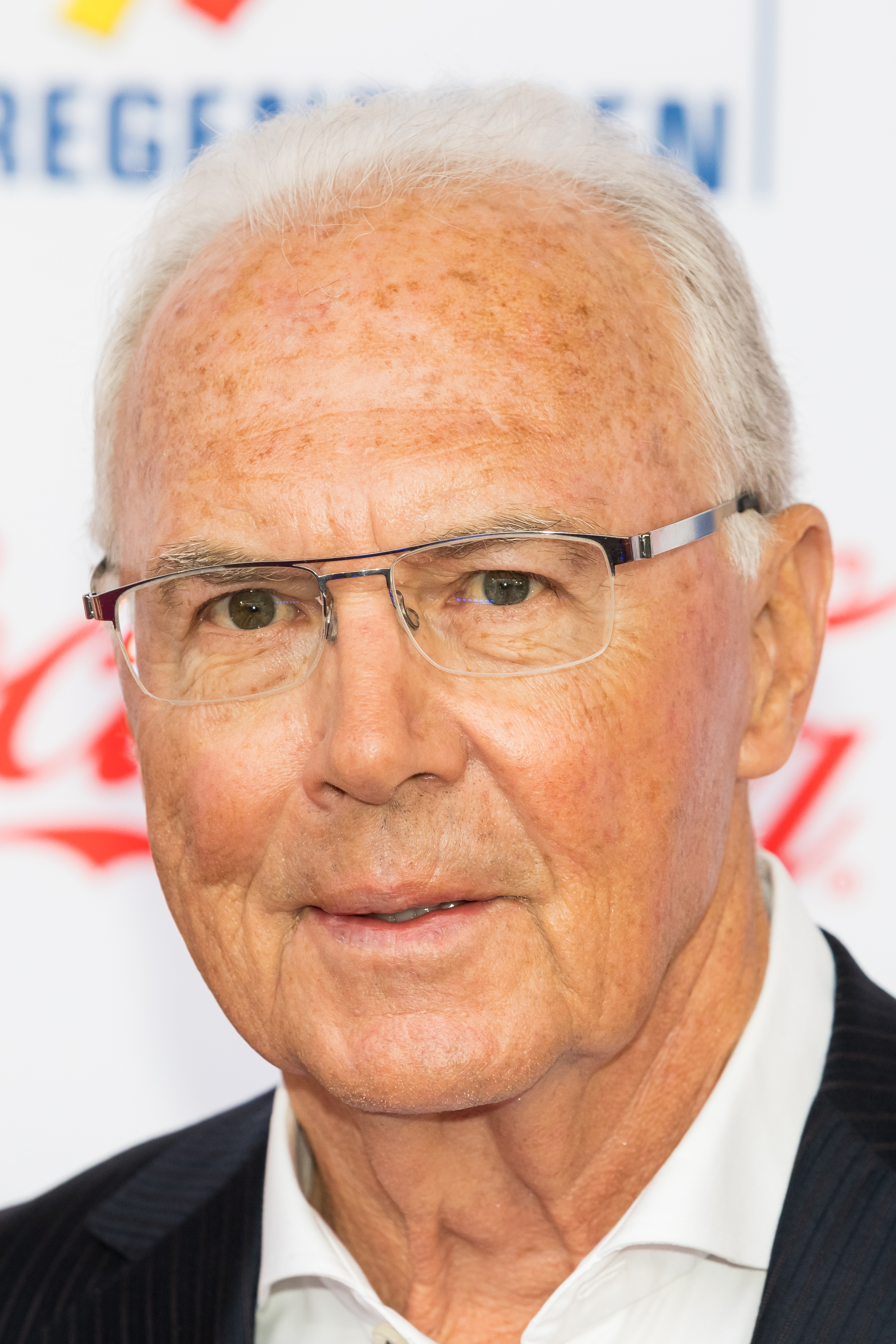
„Der Kaiser“ Franz Beckenbauer
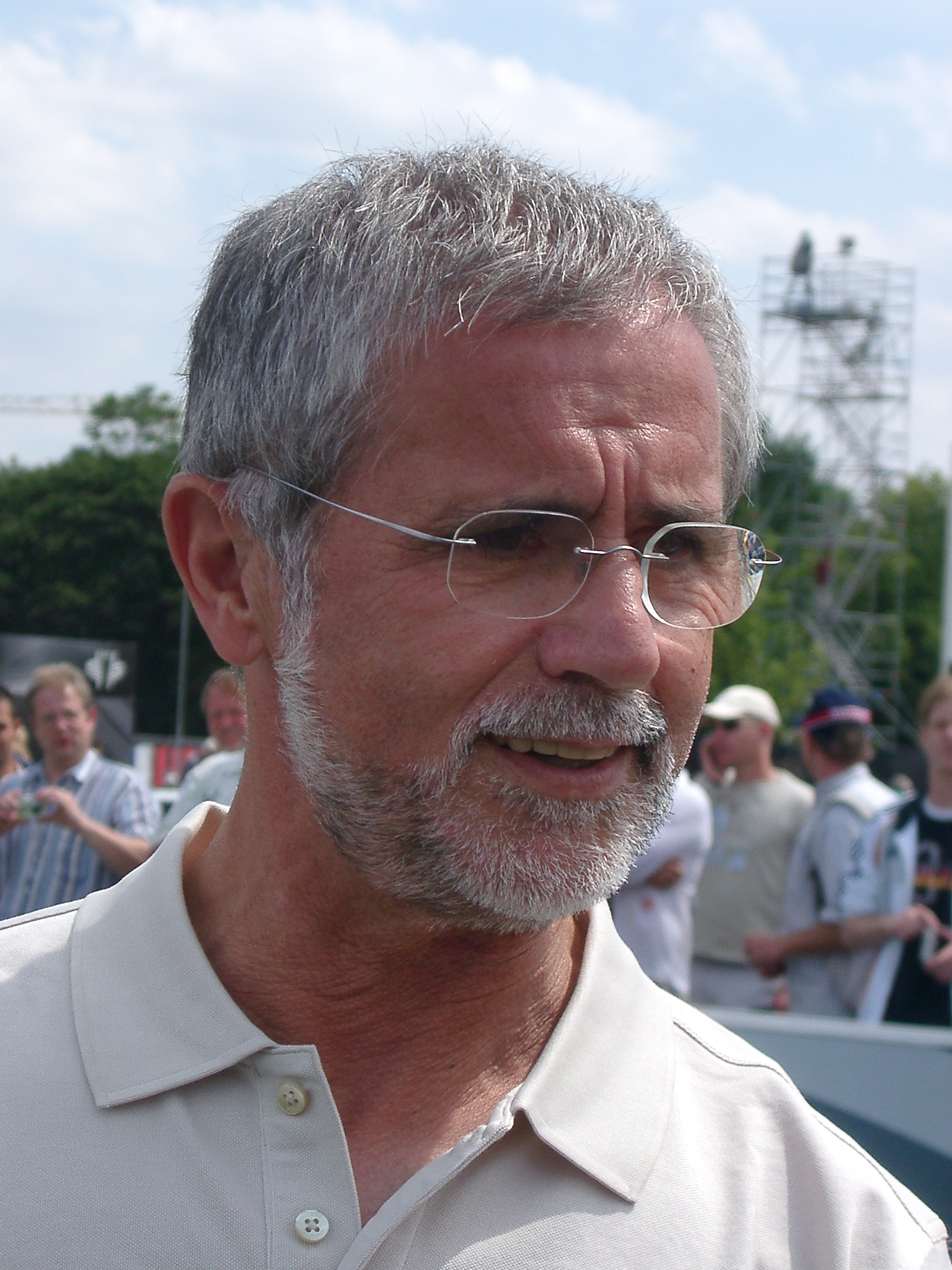
„Der Bomber“ Gerd Müller
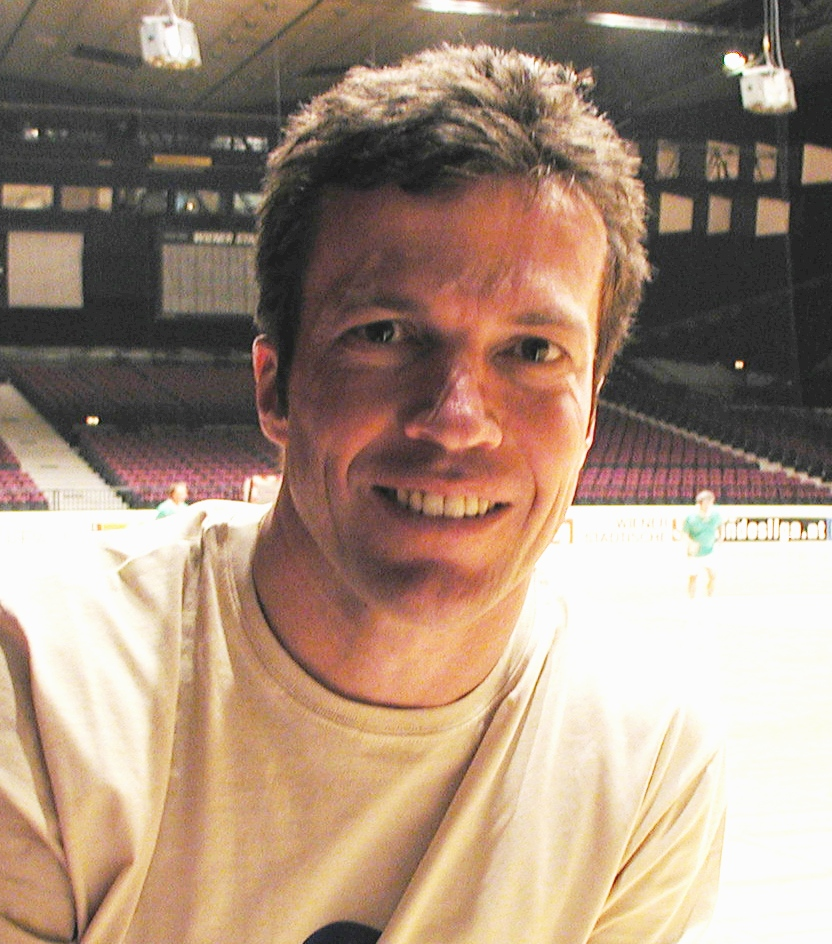
Rekordnationalspieler Lothar Matthäus

### Spieler mit den meisten Einsätzen und Toren
In der folgenden Tabelle sind alle Pflichtspiele und Pflichtspieltore für die erste Mannschaft des FC Bayern München angegeben. Dies umfasst neben den Ligaspielen alle Spiele in nationalen und internationalen Pokalwettbewerben.
(Stand: 5. Juli 2025)
| Einsätze                   | Einsätze               | Einsätze            | Einsätze |
| -------------------------- | ---------------------- | ------------------- | -------- |
| 1                          | Thomas Müller          | 2008–2025           | 756      |
| 2                          | Sepp Maier             | 1962–1979           | 709      |
| 3                          | Oliver Kahn            | 1994–2008           | 632      |
| 4                          | Gerd Müller            | 1964–1979           | 613      |
| 5                          | Franz Beckenbauer      | 1964–1977           | 584      |
| 6                          | Manuel Neuer           | 2011–2025           | 561      |
| 7                          | Georg Schwarzenbeck    | 1966–1981           | 554      |
| 8                          | Klaus Augenthaler      | 1976–1991           | 551      |
| 9                          | Philipp Lahm           | 2002–2003 2005–2017 | 517      |
| 10                         | Bernd Dürnberger       | 1972–1985           | 511      |
| 11                         | Bastian Schweinsteiger | 2002–2015           | 500      |
| 12                         | Mehmet Scholl          | 1992–2007           | 469      |
| 13                         | Joshua Kimmich         | 2015–2025           | 445      |
| 14                         | Franz Roth             | 1966–1978           | 440      |
| 15                         | David Alaba            | 2010–2021           | 431      |
| fett = noch beim FCB aktiv |                        |                     |          |

| Tore                       | Tore                  | Tore                | Tore |
| -------------------------- | --------------------- | ------------------- | ---- |
| 1                          | Gerd Müller           | 1964–1979           | 568  |
| 2                          | Robert Lewandowski    | 2014–2022           | 344  |
| 3                          | Thomas Müller         | 2008–2025           | 250  |
| 4                          | Karl-Heinz Rummenigge | 1974–1984           | 217  |
| 5                          | Roland Wohlfarth      | 1984–1993           | 155  |
| 6                          | Dieter Hoeneß         | 1979–1987           | 145  |
| 7                          | Arjen Robben          | 2009–2019           | 144  |
| 8                          | Giovane Élber         | 1997–2003           | 138  |
| 9                          | Claudio Pizarro       | 2001–2007 2012–2015 | 125  |
| 10                         | Franck Ribéry         | 2007–2019           | 124  |
| 11                         | Mehmet Scholl         | 1992–2007           | 117  |
| 12                         | Mario Gómez           | 2009–2013           | 113  |
| 13                         | Uli Hoeneß            | 1970–1978           | 111  |
| 14                         | Paul Breitner         | 1970–1974 1978–1983 | 110  |
| 15                         | Roy Makaay            | 2003–2007           | 103  |
| fett = noch beim FCB aktiv |                       |                     |      |

## Die Bayern-Amateure
Die Bayern-Amateure sind die zweite Herrenmannschaft des FC Bayern München und trotz des Namens ebenfalls eine Profimannschaft. Im Liga-Betrieb wird die Mannschaft seit 2005 als FC Bayern München II geführt. Das Team ist eine U23-Mannschaft, es dürfen also grundsätzlich nur Spieler eingesetzt werden, die zu Beginn des Spieljahres (1. Juli) noch keine 23 Jahre alt sind. Darüber hinaus dürfen sich drei ältere Spieler gleichzeitig im Spiel befinden. Der primäre Zweck der Bayern-Amateure ist, Talente aus dem Jugendbereich an die Bundesligamannschaft heranzuführen.
Von 1973 bis 2011 spielte die Mannschaft stets drittklassig. Nach acht Jahren in der viertklassigen Regionalliga war die Mannschaft zur Saison 2019/20 wieder in die 3. Liga aufgestiegen, der sie bereits von 2008 bis 2011 angehört hatte, wurde dort direkt Meister, stieg aber in der Folgesaison wieder in die Regionalliga Bayern ab.
Die Heimspiele werden im Stadion an der Grünwalder Straße ausgetragen.

### Geschichte
Der erste Nachweis einer zweiten Herrenmannschaft des FC Bayern München stammt aus dem Mai 1901, als sie der ersten Mannschaft des FC Bayern mit 2:12 unterlegen war.
1983 und 1987 erreichten die Bayern-Amateure jeweils das Endspiel um die deutsche Amateurmeisterschaft. Auch für den DFB-Pokal waren die Bayern-Amateure mehrmals qualifiziert, erreichten 1976/77 und 1993/94 das Achtelfinale sowie 1994/95 und 2004/05 das Viertelfinale, wobei unter anderem im Vorfeld die Bundesligisten Werder Bremen, VfB Stuttgart, 1. FC Köln und Borussia Mönchengladbach besiegt werden konnten.
Bei der Einführung der Regionalligen als dritthöchste Spielklasse 1994 waren sie direkt für die Regionalliga Süd qualifiziert und spielte in dieser Liga bis 2008. In der Saison 2003/04 gewannen die Bayern-Amateure mit Spielern wie Zvjezdan Misimović, Piotr Trochowski und Paolo Guerrero unter Trainer Hermann Gerland die Meisterschaft in der Regionalliga Süd. Im Jahr 2005 wurde im indischen Kalkutta der IFA Shield gewonnen, eines der ältesten Fußballturniere der Welt, das bereits seit 1893 von der Indian Football Association ausgetragen wird.
In der Saison 2007/08 gelang durch einen achten Platz die Qualifikation für die neugegründete 3. Liga, deren Premierensaison 2008/09 mit dem Nachfolger von Gerland, Mehmet Scholl, als Fünfter beendet wurde. Nach einem achten Platz in der Folgesaison übernahm 2010/11 erneut Gerland die Mannschaft, doch der Abstieg zurück in die Regionalliga Süd konnte nicht verhindert werden. Dort belegten die Bayern-Amateure nur einen enttäuschenden 14. Platz. Trainer war in jener Saison Andries Jonker, vormals Assistent von Louis van Gaal bei der Profimannschaft und nach dessen Entlassung dort kurzzeitig Interimstrainer.
Ab 2012 spielten die Bayern-Amateure in der neugegründeten Regionalliga Bayern. Trainer wurde erneut Mehmet Scholl. Er erreichte den zweiten Platz hinter der Reserve vom Stadtrivalen 1860 München. Zur neuen Saison übernahm mit Erik ten Hag erneut ein Niederländer. Er wurde in seiner ersten Saison gleich Meister und erreichte somit die Aufstiegsspiele für die 3. Liga. Nach einer 0:1-Niederlage im Hinspiel bei Fortuna Köln führte man im Rückspiel nach einem Tor von Ylli Sallahi in der 88. Minute mit 2:0. Doch in der vierten Minute der Nachspielzeit unterlief Torwart Lukas Raeder ein folgenschwerer Fehler, welcher zum 1:2-Anschlusstreffer für Köln und deren Aufstieg aufgrund der Auswärtstorregelung führte.
Im zweiten Jahr unter ten Hag wurde das Team Vizemeister. Es folgten zwei Jahre unter Heiko Vogel, welcher jedoch den anvisierten Aufstieg in die dritte Liga mit dem sechsten Platz klar verfehlte. Nach seinem Rücktritt im März 2017 übernahm U16-Trainer Danny Schwarz interimsweise und beendete die Saison auf dem 3. Rang, ehe der vormalige U17-Trainer Tim Walter das Team zur neuen Saison übernahm. Auch unter Walter wurden die Bayern Zweiter, hinter der Profimannschaft der Sechz’ger, welche in die Regionalliga zwangsabgestiegen war.
Zur Saison 2018/19 übernahm Holger Seitz, der von 1996 bis 2000 selbst für die Bayern-Amateure gespielt hatte. Seitz gelang mit seiner Mannschaft die Regionalliga-Meisterschaft und nach acht Jahren in der Viertklassigkeit die Rückkehr in die 3. Liga, nachdem man sich in der Aufstiegsrunde gegen den VfL Wolfsburg II hatte durchsetzen können. Einer 1:3-Niederlage in Wolfsburg folgte im Rückspiel nach einem 0:1-Rückstand noch ein 4:1-Sieg. Zuvor konnte in England der Premier League International Cup, ein von der Premier League ausgetragener Wettbewerb für U23-Mannschaften, gewonnen werden.
Nachdem Holger Seitz im Sommer 2019 in den Stab der sportlichen Leitung der Nachwuchsabteilung gewechselt war, wurde Sebastian Hoeneß, Sohn des ehemaligen Bayern-Stürmers Dieter Hoeneß, neuer Trainer der Bayern-Amateure. Hoeneß hatte zuvor zwei Jahre lang die A-Jugend des FC Bayern trainiert. Nachdem die Bayern-Amateure unter seiner Regie zur Winterpause noch auf dem 15. Platz und somit nahe der Abstiegsränge gelegen hatten, spielte die Mannschaft eine starke Rückrunde mit 13 Siegen und nur zwei Niederlagen und belegte am Saisonende knapp vor den Zweitligaaufsteigern Würzburger Kickers und Eintracht Braunschweig den ersten Platz der Tabelle. Da gemäß der DFB-Spielordnung keine zweite Mannschaft eines Erst- oder Zweitligisten in eine dieser Ligen aufsteigen darf, verblieb das Team allerdings in der 3. Liga. Maßgeblich für den Erfolg war die Offensive, mit 76 Toren die beste der Liga, während man mit 60 Gegentoren ebenso viele wie der Absteiger Chemnitzer FC zu verzeichnen hatte. 24 Treffer steuerte Otschi Wriedt bei, der damit Torschützenkönig der 3. Liga wurde und in die erste niederländische Liga zu Willem II Tilburg abwanderte. Trainer Sebastian Hoeneß brach Ende Juli ebenfalls seine Zelte in München ab und ging zum Bundesligisten TSG Hoffenheim.
Nachfolger von Hoeneß wurde für die Saison 2020/21 interimsweise sein Vorgänger Holger Seitz. Bereits Anfang April übernahm dann das zuvor für die U17 bzw. U19 verantwortliche Duo aus Danny Schwarz und Martín Demichelis die Mannschaft, die sie ohnehin ab der Saison 2021/22 trainieren sollten, und Holger Seitz konzentrierte sich wieder auf seine leitenden Aufgaben im Nachwuchsbereich. Zu diesem Zeitpunkt stand die Mannschaft nach dem 30. Spieltag auf dem 16. Platz, wobei sie lediglich aufgrund der besseren Tordifferenz nicht auf einem Abstiegsplatz stand. Schwarz und Demichelis holten in den verbleibenden acht Saisonspielen lediglich vier Punkte und die Mannschaft stieg mit vier Punkten Rückstand auf einen Nichtabstiegsplatz nach zwei Drittligajahren wieder in die Regionalliga Bayern ab.
In der Saison 2021/22 agiert Demichelis als alleiniger Cheftrainer und Schwarz zunächst als einer seiner Assistenten, bevor dieser kurz nach Saisonbeginn eine neue Tätigkeit beim FC Bayern übernahm. Die Mannschaft wurde hinter der SpVgg Bayreuth Zweiter und verpasste somit den Wiederaufstieg. Vor der Saison 2022/23 entschied die Vereinsführung, dass die besonders veranlagten Talente, die in der Profimannschaft nur selten zum Einsatz kommen, nicht mehr in der Regionalliga oder 3. Liga eingesetzt werden sollen. Stattdessen sollen diese Spieler in eine ausländische erste Liga verliehen werden. Mitte November 2022 übernahm erneut Holger Seitz die Mannschaft, da Demichelis zu River Plate wechselte. Am Saisonende wurde die Mannschaft Dritter.

### Personal

#### Kader 2025/26
Laut der Spielordnung des DFB dürfen in zweiten Mannschaften von Lizenzvereinen grundsätzlich nur Spieler eingesetzt werden, die am ersten Tag der Saison (1. Juli) noch nicht 23 Jahre alt sind (U23). Somit sind in der Saison 2025/26 grundsätzlich nur Spieler spielberechtigt, die am oder nach dem 1. Juli 2002 geboren wurden. Darüber hinaus dürfen sich drei ältere Spieler gleichzeitig im Spiel befinden. Deren Geburtstag ist im Kader fett gekennzeichnet. A-Junioren (U19) sind spielberechtigt, wenn sie dem älteren U19-Jahrgang (2007) angehören oder 18 Jahre alt sind. Aus Gründen der Talentförderung sind in Ausnahmefällen auch Spieler des jüngeren U19-Jahrgangs (2008) spielberechtigt.
- Stand: 15. August 2025[124]

| Nat.               | Name                      | Geburtstag        | Im Verein seit |
| ------------------ | ------------------------- | ----------------- | -------------- |
| Tor                |                           |                   |                |
| Deutschland        | Jannis Bärtl U20          | 24. Juni 2006     | 2013           |
| Deutschland        | Hannes Heilmair           | 17. Januar 2004   | 2024           |
| Deutschland        | Leon Klanac U19           | 1. März 2007      | 2021           |
| Abwehr             |                           |                   |                |
| Deutschland        | Steve Breitkreuz          | 18. Januar 1992   | 2023           |
| Osterreich         | Magnus Dalpiaz U19        | 20. Februar 2007  | 2019           |
| Vereinigte Staaten | Grayson Dettoni           | 29. Juni 2005     | 2017           |
| Osterreich         | David Heindl              | 25. Juni 2004     | 2025           |
| Deutschland        | Vincent Manuba            | 1. Juli 2005      | 2016           |
| Kroatien           | Roko Mijatović U19        | 13. Februar 2008  | 2017           |
| Kroatien           | Ljubo Puljić U19          | 31. Mai 2007      | 2023           |
| Deutschland        | Maximilian Schuhbauer U20 | 3. Februar 2006   | 2019           |
| Deutschland        | Julien Yanda U19          | 28. August 2007   | 2025           |
| Mittelfeld         |                           |                   |                |
| Peru               | Felipe Chávez U19         | 10. April 2007    | 2019           |
| Italien            | Guido Della Rovere U19    | 4. Juni 2007      | 2024           |
| Vereinigte Staaten | Robert Deziel             | 30. Juni 2005     | 2020           |
| Spanien            | Javier Fernández U20      | 28. November 2006 | 2023           |
| Deutschland        | Adin Ličina U19           | 6. Januar 2007    | 2015           |
| Deutschland        | Max Mergner U20           | 20. April 2006    | 2014           |
| Deutschland        | Jussef Nasrawe U19        | 22. März 2007     | 2015           |
| Deutschland        | Louis Richter U20         | 25. Februar 2006  | 2014           |
| Deutschland        | Kurt Rüger U20            | 15. Februar 2006  | 2020           |
| Deutschland        | Benno Schmitz             | 17. November 1994 | 2025           |
| Turkei             | Veis Yıldız U20           | 2. März 2006      | 2019           |
| Sturm              |                           |                   |                |
| Deutschland        | Gibson Adu U19            | 14. Februar 2008  | 2024           |
| Algerien           | Younes Aitamer            | 23. April 2003    | 2017           |
| Deutschland        | Tim Binder U19            | 30. Januar 2007   | 2019           |
| Vereinigte Staaten | Bajung Darboe U20         | 7. November 2006  | 2025           |
| Deutschland        | Artur Degraf U20          | 22. Juli 2006     | 2025           |
| Deutschland        | Anton Heinz               | 7. Januar 1998    | 2025           |
| Schweden           | Jonah Kusi-Asare U19/ 1   | 4. Juli 2007      | 2024           |
| Deutschland        | Richard Meier             | 11. Februar 2004  | 2025           |
| Deutschland        | Mudaser Sadat U19         | 17. Februar 2007  | 2018           |
| Deutschland        | Michael Scott U20         | 2. Februar 2006   | 2021           |

- unter Vertrag, aber nicht im Kader: David Jonathans, Luka Parkadse, Yousef Qashi, Lukas Schneller

#### Zu- und Abgänge der Saison 2025/26
- Stand: 15. August 2025

| Zugänge | Abgänge |
| Sommerpause 2025 | Sommerpause 2025 |
| --- | --- |
| - Gibson Adu (SpVgg Unterhaching; Leihende) * - Artur Degraf (SSV Ulm 1846 U19) - Grayson Dettoni (Grasshopper Club Zürich; Leihende) - Robert Deziel (VSG Altglienicke; Leihende) - David Heindl (Kapfenberger SV) - Anton Heinz (Alemannia Aachen) - David Jonathans (FC Den Bosch; Leihende) - Richard Meier (SV Sandhausen) - Luka Parkadse (VSG Altglienicke; Leihende) - Yousef Qashi (Wuppertaler SV; Leihende) - Benno Schmitz (Grasshopper Club Zürich) - Lukas Schneller (1. FC Schweinfurt 05; Leihende) | - Liul Bruke Alemu (Vertragsende; Ziel unbekannt) - Jonathan Asp (Grasshopper Club Zürich; Leihe) - Benjamin Ballis (FC Wacker Innsbruck) - Lennard Becker (Vertragsende; Ziel unbekannt) - Angelo Brückner (Vertragsende; Ziel unbekannt) - Tarek Buchmann (1. FC Nürnberg; Leihe) - Davide Dell’Erba (Novara Calcio) - Emirhan Demircan (FC Utrecht) - Luca Denk (FC Emmen) - Jason Eckl (SpVgg Unterhaching U19; Leihe) - Maximilian Hennig (TSV Hartberg; Leihe) * - Tom Ritzy Hülsmann (TSV Hartberg) *** - Nestory Irankunda (FC Watford) **** - Gabriel Marušić (SV Austria Salzburg) - Moritz Mosandl (Vertragsende; Ziel unbekannt) - Matteo Pérez Vinlöf (Dinamo Zagreb) - Paul Scholl (Karlsruher SC; Leihe) - Max Schmitt (SSV Ulm 1846; Leihe) - Max Scholze (SSV Ulm 1846) - Samuel Unsöld (Vertragsende; Ziel unbekannt) - Maximilian Wagner (SV Sandhausen) - Benedikt Wimmer (SV Sandhausen; Leihe) ***** |
| nach Saisonbeginn | |
| | - Anthony Pavlešić (NK Rudeš) |

#### Trainer- und Betreuerstab 2025/26
| Name                   | Funktion        |
| ---------------------- | --------------- |
| Holger Seitz           | Cheftrainer     |
| Josef Eibl             | Co-Trainer      |
| Dirk Teschke           | Co-Trainer      |
| Jaroslav Drobný        | Torwarttrainer  |
| Jan-Philipp Hestermann | Athletiktrainer |

## Jugendfußball

### Allgemeines

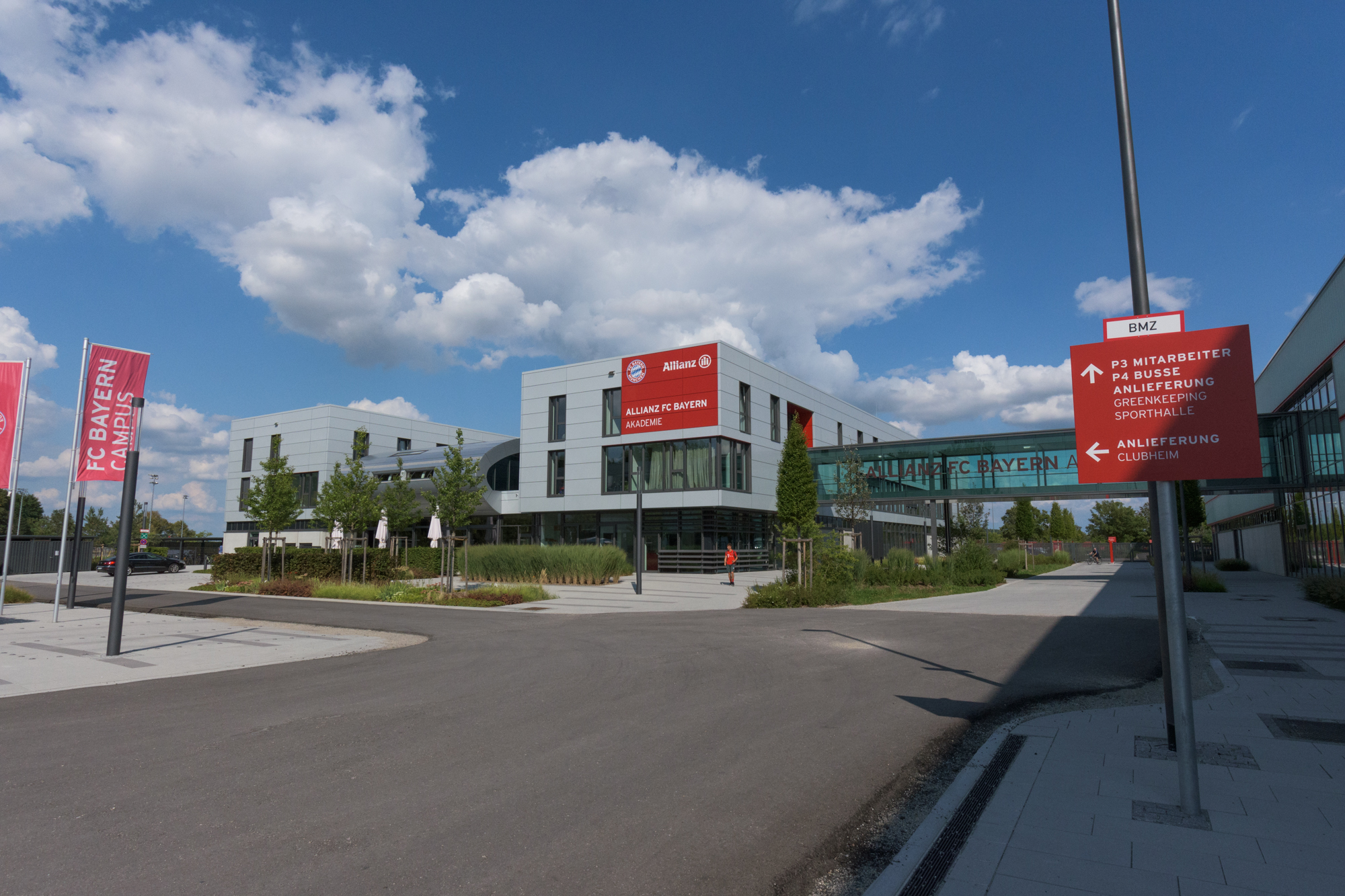
Die FC Bayern Akademie auf dem Campusgelände

Die Jugendfußballabteilung besteht aus acht Jugendmannschaften von der A-Jugend (U19) bis zur E-Jugend (U11), die bis zur älteren C-Jugend (U15) alle in den höchstmöglichen Ligen vertreten sind. Die jüngere C-Jugend (U14) sowie die beiden D-Jugend-Mannschaften (U13 und U12) spielen in speziellen Förderligen ausschließlich gegen die Nachwuchsleistungszentren anderer bayerischer Profivereine. Auch die E-Jugend-Mannschaft (U11) nimmt nicht am regulären Ligaspielbetrieb teil, sondern bestreitet ausschließlich Testspiele und Turniere. Die Mannschaften der U8 bis U10 waren bereits zuvor sukzessive aufgelöst worden. Nun startet die Ausbildung beim FC Bayern erst ab der U11, jüngere Talente sollen stattdessen in ihren Heimatvereinen bleiben und erhalten seitens des FC Bayern gezielte Förderkader-Trainingseinheiten.
Im Trainerstab der Jugendabteilung sind u. a. mit Walter Junghans, Christian Saba, Tom Starke und Halil Altintop mehrere ehemalige Profispieler tätig.
Die A-Junioren wurden in den Jahren 2001, 2002 und 2004 jeweils deutscher Meister, bei den B-Junioren gelang dies in den Jahren 1989, 1997, 2001, 2007 und 2017. Seit Einführung der UEFA Youth League im Jahr 2013 nahmen die A-Junioren des FC Bayern jedes Jahr daran teil, konnten das Finalturnier bislang aber nie erreichen.
Ab 2015 errichtete der Verein auf einem freigewordenen Teil der Fürst-Wrede-Kaserne an der Ingolstädter Straße im äußersten Norden Münchens ein neues Nachwuchsleistungszentrum. Dieses trägt den Namen FC Bayern Campus. Hermann Gerland und Jochen Sauer übernahmen die Leitung des neuen Nachwuchsleistungszentrums. Der Umzug der Jugendfußballabteilung vom Vereinsgelände an der Säbener Straße ins neue Leistungszentrum erfolgte im Sommer 2017. Ein Teil des neuen Areals befindet sich auf dem Gebiet der benachbarten Gemeinde Oberschleißheim. Anstelle von Hermann Gerland, der nur noch als Co-Trainer der Profimannschaft tätig ist, hat inzwischen Holger Seitz die sportliche Leitung des FC Bayern Campus übernommen.
Der FC Bayern Campus hat acht durchnummerierte Spielfelder, teils mit Naturrasen, teils mit Kunstrasen. Spielfeld 1 ist ein als Spielstätte bezeichnetes Stadion mit rund 2500 überdachten Zuschauerplätzen. An den Längsseiten des aus Naturrasen bestehenden Spielfelds befinden sich jeweils Sitzplatztribünen, auf der Südseite sind Stehplätze vorhanden, auf der Nordseite befindet sich der Umkleidetrakt. In der Spielstätte tragen die U19 und die U17 ihre Heimspiele aus, üblicherweise ist dabei nur die Osttribüne für Zuschauer geöffnet. Im Sommer 2018 wurde das ursprünglich innen fast gänzlich in Grau gehaltene Stadion analog zur Allianz Arena mit roter Farbe optisch aufgewertet. Die südlich des Stadions gelegenen Spielfelder 2 und 3 weisen als einzige der sieben weiteren Spielfelder einige unüberdachte Stehstufen für Zuschauer auf. Von den acht Spielfeldern werden lediglich vier für den Spielbetrieb genutzt, die anderen vier dienen ausschließlich als Trainingsstätten. Eine Besonderheit stellt hierbei das Spielfeld 5 dar, durch das die Stadtgrenze verläuft, sodass sich der südliche Teil des Spielfelds in der Stadt München und der nördliche in der Gemeinde Oberschleißheim befindet.
Nördlich des Stadions und mit diesem durch einen Brückendurchgang verbunden befindet sich das Gebäude der Akademie. Neben Büros und einem Athletik- und Reha-Bereich verfügt das Gebäude über 35 Appartements für auswärtige Talente. Auf dem Campus-Gelände befinden sich zudem das sogenannte Clubheim mit einem Bistro, eine Sporthalle, zwei Mini-Fußballfelder sowie Felder für Beachsoccer und Beachvolleyball und ein kleiner Fitnesspark. Im äußersten Nordosten des Geländes befindet sich zudem ein Biotop-Bereich.
Bis zur Eröffnung des FC Bayern Campus war das Vereinsgelände an der Säbener Straße Trainingsstätte aller Jugendmannschaften und meist auch deren Heimspielstätte. Die älteren Jahrgänge (U19 bis U15) trugen aufgrund der beschränkten Kapazität an der Säbener Straße ihre Heimspiele zeitweise in östlichen Umlandgemeinden aus; Spielorte waren hier der Sportpark in Aschheim sowie entsprechende Spielstätten in Heimstetten und Vaterstetten. Von 1996 bis 2011 – mit einem Jahr Unterbrechung in der Saison 2004/05 – trug die U19 ihre Heimspiele im Stadion an der Grünwalder Straße aus. Dort fanden von 2013 bis 2016 auch nahezu alle Heimspiele der U19 in der UEFA Youth League statt sowie einzelne Endrundenspiele um die deutsche Meisterschaft der A- und B-Junioren. Mit der Fertigstellung des FC Bayern Campus hat der FC Bayern eine gemeinsame Spielstätte für alle Jugendmannschaften errichten können.
Immer wieder schafften Spieler aus den Juniorenteams den Sprung in den Kader der Amateur- und später der Profimannschaft. Dort konnten sie sich als Stammkräfte etablieren und Nationalspieler werden, so unter anderem Markus Babbel, Philipp Lahm, Owen Hargreaves, Bastian Schweinsteiger oder später Holger Badstuber, Thomas Müller und David Alaba. In der Startelf der deutschen Nationalmannschaft beim WM-Finale 2014 standen fünf Spieler, die beim FC Bayern ausgebildet wurden.
Unter der Bezeichnung FC Bayern Youth Cup veranstaltet der Verein weltweit eine Serie von nationalen Sichtungsturnieren. Die Siegermannschaft aus jedem Land qualifiziert sich für das jährlich stattfindende FC Bayern Youth Cup World Final in der Allianz Arena. Unter dem Namen FC Bayern Football School betreibt der FC Bayern mehrere Fußballschulen in Asien und ist über seinen Partner Global Premier Soccer auch in Nordamerika diesbezüglich aktiv. Eine weitere Fußballschule entsteht in der äthiopischen Hauptstadt Addis Abeba.
Anfang 2018 ging die Nachwuchsabteilung eine Kooperation mit dem US-amerikanischen MLS-Franchise FC Dallas ein. Sie dient hauptsächlich der Weiterentwicklung von Talenten sowie der Übernahme geeigneter Jugendspieler. Der erste Spieler des FC Dallas, der in München Fuß fassen konnte, war der Verteidiger Chris Richards. Richards gelangte in der Folge über die U23 der Münchner bis in die erste Mannschaft und debütierte für diese in der Bundesliga sowie in der Champions League und spielte auch erstmals für die A-Nationalmannschaft seiner Heimat.
Im Sommer 2020 gelangten über das WDR-Hintergrundmagazin Sport inside Rassismus-Vorwürfe innerhalb der Jugendabteilung an die Öffentlichkeit. Ein langjähriger Jugendtrainer in leitender Funktion habe sich unter anderem in einer internen Chat-Gruppe über einen längeren Zeitraum mehrfach rassistisch über Jugendspieler geäußert und innerhalb des Campus ein „Klima der Angst“ verbreitet. Der Verein trennte sich daraufhin von besagtem Trainer und leitete interne Untersuchungen ein. Nach deren Abschluss teilte der Verein mit, in einem Teilbereich des Campus teils erhebliche Verstöße gegen arbeitsrechtliche Pflichten festgestellt zu haben und kündigte strukturelle Veränderungen und einen personellen Neuanfang im Bereich der U9 bis U15 an.
Im Dezember 2021 wurden Ermittlungen gegen den FC Bayern beziehungsweise seinen Vorstand bekannt wegen Unterschreitung des Mindestlohns bei Jugendtrainern. So haben Trainer gemäß Zeugen nur Stunden zur reinen Spielzeit, aber nicht zur Betreuung der Mannschaft aufschreiben dürfen. Auch haben Trainer mit einer 450-Euro-Stelle anstatt den erlaubten zehn Stunden deutlich mehr geleistet.

### Bekannte ehemalige Jugendspieler
Im Folgenden eine Auswahl von Spielern, die vor ihrem Profidebüt mindestens ein Jahr in der Jugendabteilung des FC Bayern aktiv waren und während ihrer Profilaufbahn mindestens 50 Spiele in einer der fünf „großen“ Ligen Bundesliga (beziehungsweise vor 1963 in der Oberliga), Premier League, Primera División, Serie A und Ligue 1 absolviert haben (in der Klammer ist das Geburtsjahr des Spielers angegeben). Fettgedruckte Spieler stehen im aktuellen Profikader.
Stand: 23. September 2021
- David Alaba (1992)
- Raimond Aumann (1963)
- Markus Babbel (1972)
- Holger Badstuber (1989)
- Franz Beckenbauer (1945–2024)
- Daniel Bierofka (1979)
- Philipp Bönig (1980)
- Alexander Bugera (1978)
- Emre Can (1994)
- Diego Contento (1991)
- Hans Dorfner (1965)
- Max Eberl (1973)
- Mehmet Ekici (1990)
- Markus Feulner (1982)
- Marco Friedl (1998)
- Franz Gerber (1953)
- Uwe Gospodarek (1973)
- Dietmar Hamann (1973)
- Owen Hargreaves (1981)
- Thomas Hitzlsperger (1982)
- Mats Hummels (1988)
- David Jarolím (1979)
- Nils-Eric Johansson (1980)
- Alexander Klitzpera (1977)
- Fritz Kosar (1939)
- Peter Közle (1967)
- Thomas Kraft (1988)
- Toni Kroos (1990)
- Samuel Kuffour (1976)
- Peter Kupferschmidt (1942)
- Alexander Kutschera (1968)
- Philipp Lahm (1983)
- Ludwig Landerer (1937)
- Sebastian Langkamp (1988)
- Christian Lell (1984)
- Sepp Maier (1944)
- Reinhold Mathy (1962)
- Philipp Max (1993)
- Zvjezdan Misimović (1982)
- Thomas Müller (1989)
- Christian Nerlinger (1973)
- Georg Niedermeier (1986)
- Andreas Ottl (1985)
- Hans Pflügler (1960)
- Dominik Reinhardt (1984)
- Michael Rensing (1984)
- Marco Richter (1997)
- Nicola Sansone (1991)
- Helmut Schmidt (1949)
- Benno Schmitz (1994)
- Alessandro Schöpf (1994)
- Manfred Schwabl (1966)
- Georg Schwarzenbeck (1948)
- Bastian Schweinsteiger (1984)
- Markus Steinhöfer (1986)
- Roberto Soriano (1991)
- Gerhard Tremmel (1978)
- Piotr Trochowski (1984)
- Sandro Wagner (1987)

## Mannschaft der Frauen
Die Fußballmannschaft der Frauen besteht seit 1970 und ist seit 2000 wieder erstklassig. 1976, 2015, 2016, 2021, 2023, 2024 und 2025 errang sie die deutsche Meisterschaft, 2012 und 2025 wurde sie deutscher Pokalsieger.

## Stadien

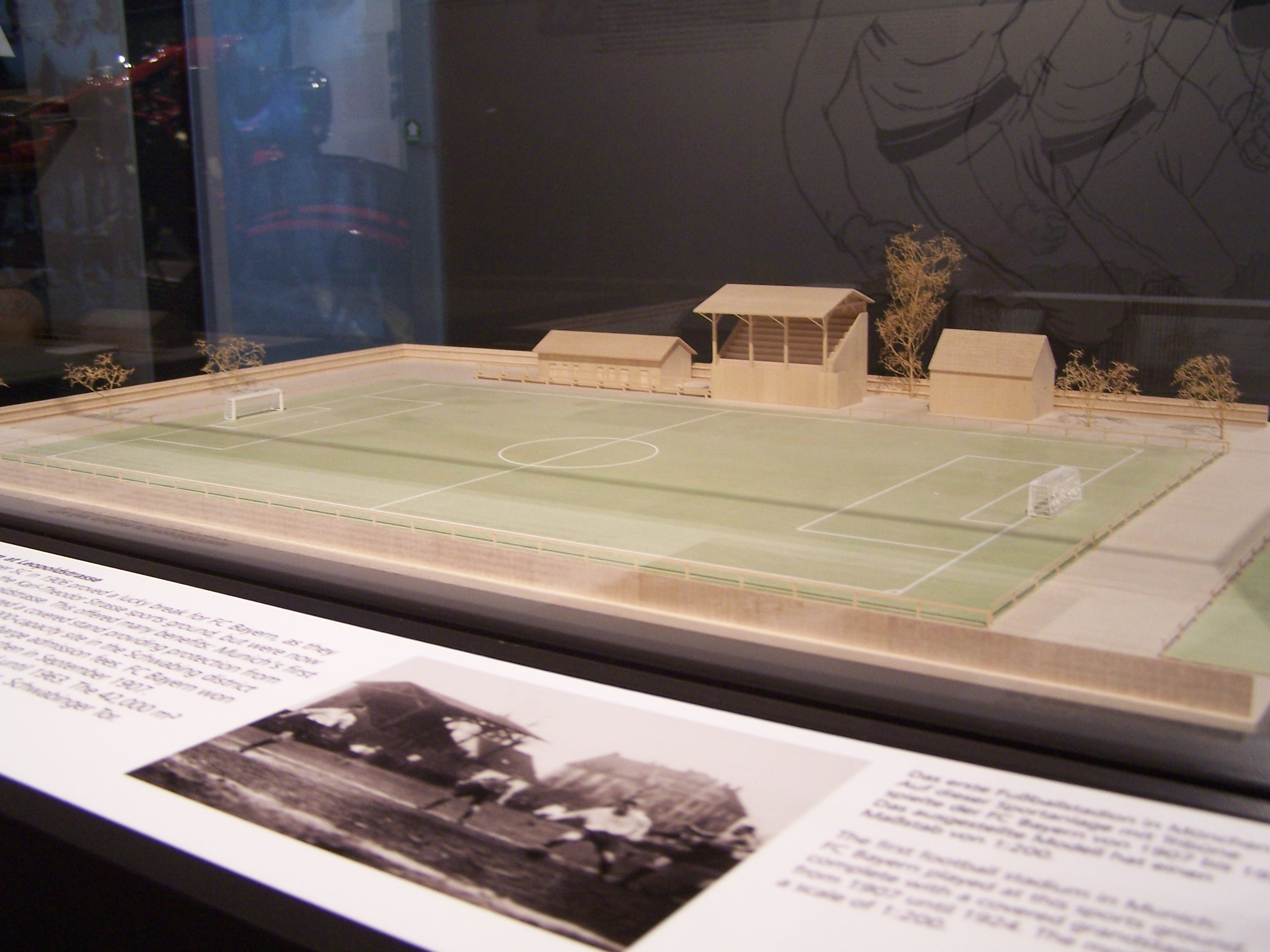
Modell des Fußballplatzes an der Leopoldstraße

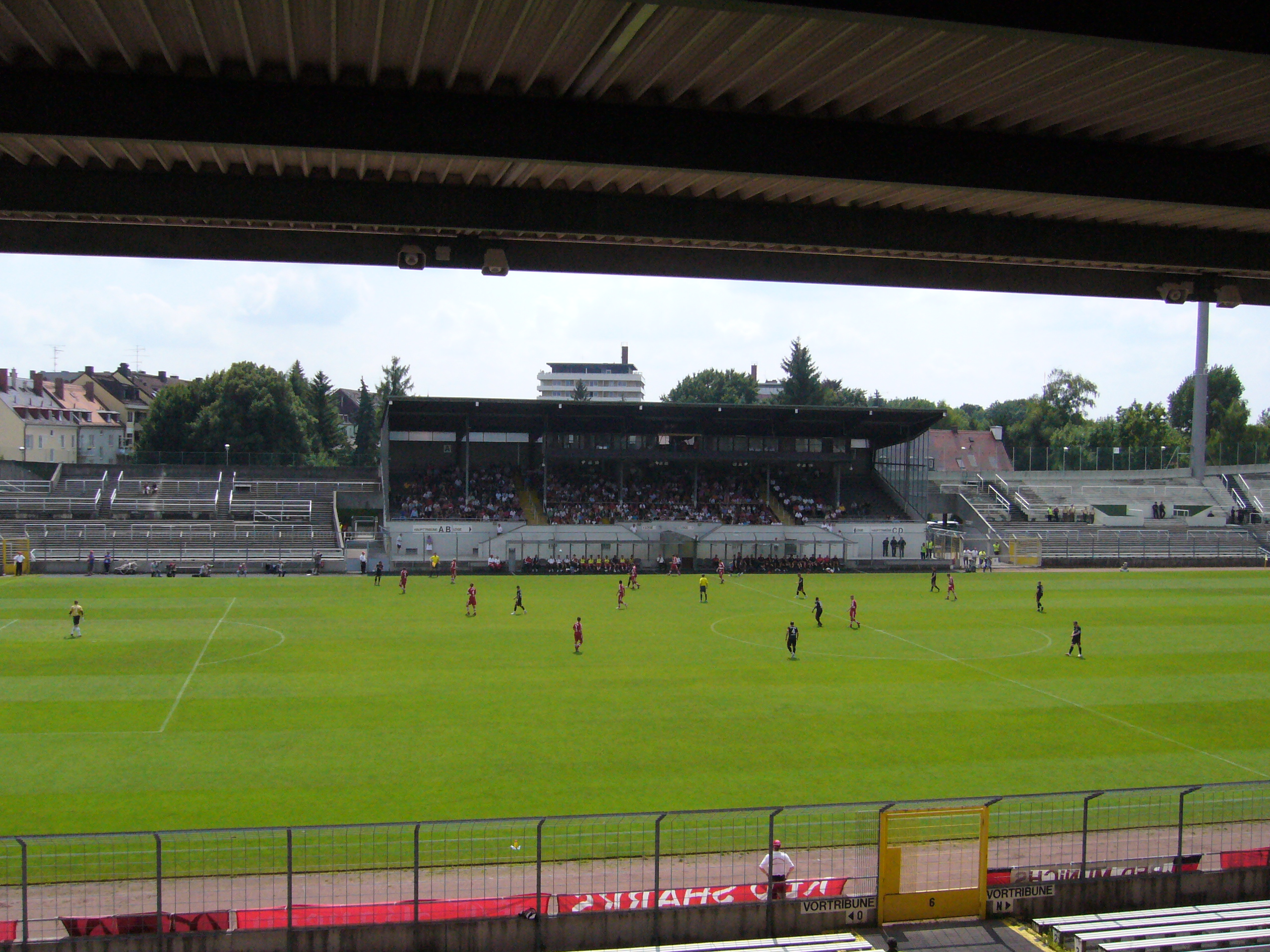
Das Grünwalder Stadion 2008

In den Anfangsjahren des Vereins wechselten die Spielstätten recht häufig. Das erste Spiel der Vereinsgeschichte fand auf dem städtischen Spielplatz an der Schyrenstraße statt. Der 1. Münchner FC wurde damals mit 5:2 bezwungen. 1900 bis 1907 spielten sie dann in Schwabing an der Clemensstraße 50 und wechselten danach an die Leopoldstraße. Da immer mehr Zuschauer zu den Heimspielen des Vereins kamen, wechselten sie ab 1920 erneut den Platz, ohne für eine längere Zeit eine feste Heimstätte zu haben. Für 47 Jahre fanden die „Roten“ ab 1925 im Grünwalder Stadion ihr festes Zuhause, wobei sie bis zum Ende des Zweiten Weltkriegs Untermieter des TSV 1860 München waren. Der TSV musste später aus finanziellen Gründen das Stadion an die Stadt München verkaufen. Bayerns Zuschauerrekord im Grünwalder Stadion beläuft sich auf mehr als 50.000 während der Saison 1961/62 gegen den 1. FC Nürnberg. Mit Beginn der Bundesliga waren nur noch 44.000 Zuschauer zugelassen.
Nach Fertigstellung des Olympiastadions München für die Olympischen Sommerspiele 1972 zogen die Bayern dorthin um. Das erste Spiel der Bayern fand am letzten Spieltag der Saison 1971/72 statt. FC Schalke 04 hieß der Gegner und wurde vor 79.000 Zuschauern mit 5:1 geschlagen. Nach dem Spiel feierte der Verein seine erste von vielen deutschen Meisterschaften im Olympiastadion. Durch eine Reduzierung der Stehplätze und kleinere Anpassungen im Stadion sank die offizielle Stadionkapazität schrittweise auf 69.200 Zuschauer bei nationalen Spielen und 59.000 bei internationalen Spielen. Aus Komfortgründen gab der Verein rund 6.000 Plätze, die keine gute Sicht auf das Spielfeld boten, nicht für den Verkauf frei und ließ zu Bundesliga-Spielen nur 63.000 Zuschauer ins Stadion. Ab 1995, ein Jahr nach dem Wiederaufstieg des TSV 1860 München in die Bundesliga, trug der Stadtrivale ebenso seine Heimspiele im Olympiastadion aus, wobei die Löwen bei Spitzenspielen die zulässige Höchstgrenze von 69.200 Zuschauern nutzten.

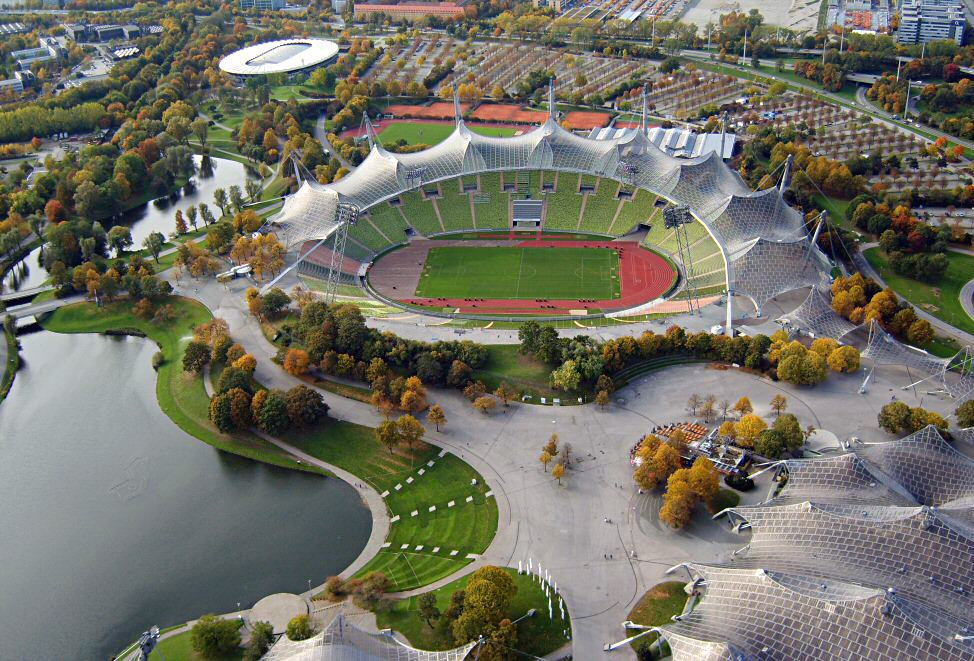
Das Olympiastadion von oben

Das Olympiastadion wurde mit der Zeit immer stärker als nicht mehr zeitgemäß für Fußballspiele auf Spitzenniveau kritisiert. Das Stadion war nur zu einer Seite hin überdacht und in der weiten und offenen Anlage wollte keine rechte „Fußball-Stimmung“ aufkommen. Auch die vorhandene Tartanbahn und die dadurch bedingte große Entfernung zwischen Zuschauern und Spielgeschehen war Fans und Verantwortlichen ein Dorn im Auge. Zudem kam es bisweilen zu Terminkonflikten, wenn andere Veranstaltungen, wie z. B. Leichtathletikwettbewerbe oder Rockkonzerte, im Stadion stattfinden sollten. Viele derartige Veranstaltungen wurden wegen der Beschwerden des FC Bayern als Hauptnutzer (und mit ca. 5 Millionen DM jährlich größten Mietzahlers) an andere Orte verlegt. Prominentestes „Opfer“ war die alljährliche Rockveranstaltung Rock im Park, die schließlich von München nach Nürnberg verlegt wurde. Der Verein machte sich daher schon länger Gedanken über ein eigenes Stadion in München. Doch über Jahre hinweg fanden sie keinen geeigneten Platz und auch die Stadt als Eigentümerin der olympischen Spielstätte sträubte sich gegen derartige Pläne, da die Mietzahlungen des FC Bayern eine lukrative Einnahmequelle darstellten, die diese nicht verlieren wollte. Als sich Deutschland für die Fußball-Weltmeisterschaft 2006 bewarb, kam das Thema Stadion erneut auf den Tisch, denn mit dem veralteten Olympiastadion wäre München als Spielort für das Turnier undenkbar gewesen. Da es hieß, dass es nirgendwo einen geeigneten Platz für einen Neubau in München geben würde, wurde zuerst an eine Renovierung des Olympiastadions gedacht. Auch ein Abriss und Neubau unter dem denkmalgeschützten Zeltdach wurde durchgespielt. All diese Pläne scheiterten letzten Endes aber am Veto des Architekten Günter Behnisch. Um die örtliche Politik unter Zugzwang zu setzen, spekulierte der Verein daraufhin eine Zeitlang öffentlich darüber, das neue Stadion außerhalb der Stadtgrenzen, beispielsweise in Garching oder Poing zu errichten, womit der Stadt München etliches an Steuereinnahmen und Prestige verlorengegangen wäre.

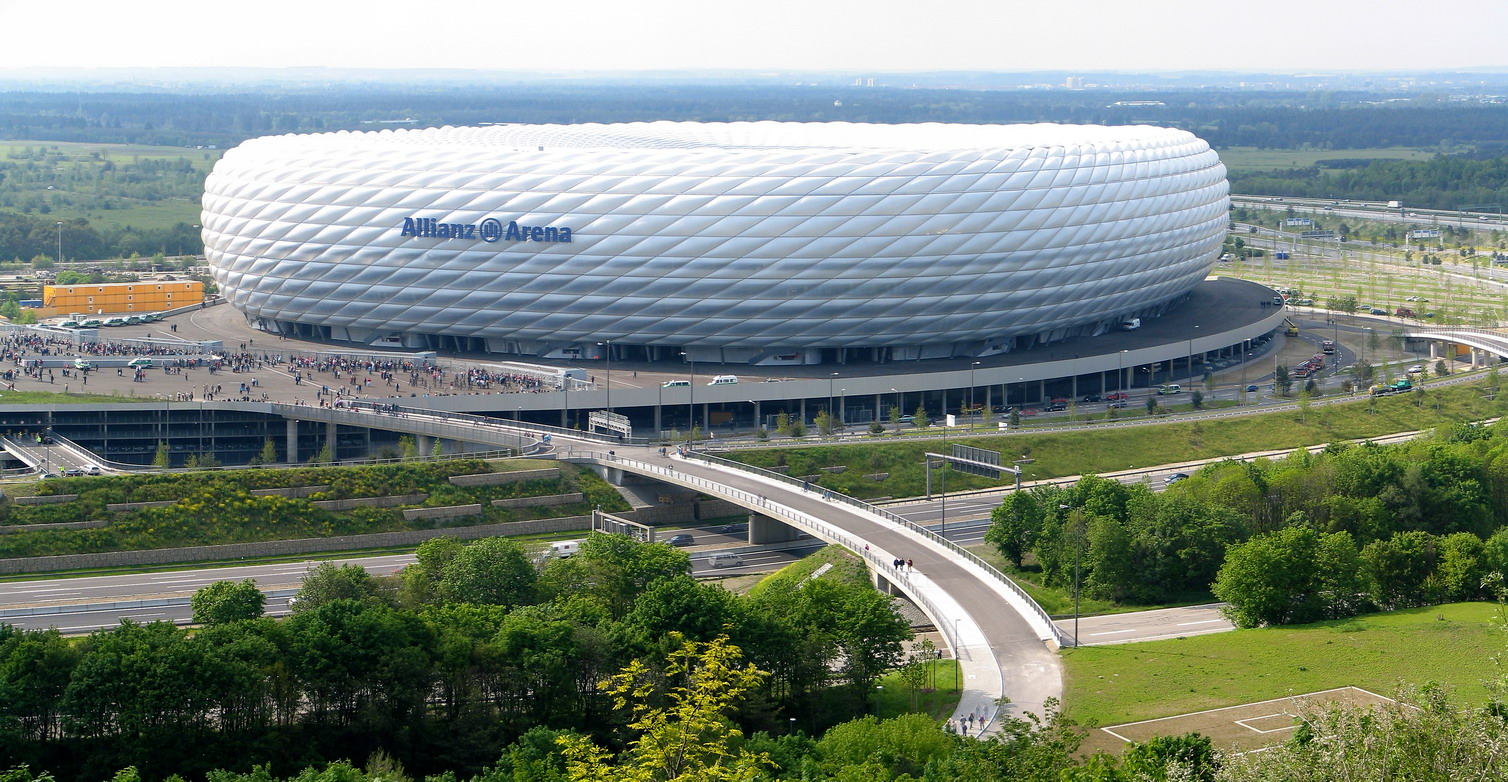
Die Allianz Arena in München

Wollte München also WM-Spielort werden, musste eine Lösung gefunden werden. Verschiedene Standorte wurden auf ihre Tauglichkeit hin geprüft, bis sich letzten Endes Fröttmaning am nördlichen Ende der Stadt als Standort für die neue Allianz Arena herauskristallisierte. Nach zähem Ringen wurde in der Kompromisslösung festgezurrt, dass der FC Bayern und 1860 München die neue Arena gemeinsam errichten und nutzen sollten, wobei jegliche Nutzung außerhalb von Fußball ausgeschlossen wurde, um dem Olympiastadion eine gewisse Grundauslastung bei Veranstaltungen zu sichern. Auch dieser Kompromiss wurde von der Öffentlichkeit kontrovers aufgenommen, sodass es zu einer Volksabstimmung über den Stadionneubau kam, die mit etwa zwei Drittel der Stimmen zu Gunsten des Neubaus ausfiel. Die beiden Vereine trugen die Kosten für den Stadionbau, während die Stadt München und das Land Bayern für die Kosten der Infrastruktur aufkommen sollten. Zu Beginn waren die FC Bayern München AG und die TSV München von 1860 GmbH & Co. KGaA zu je 50 % an der Stadiongesellschaft, der die Arena gehört und die sie betreibt, beteiligt. Beide Vereine müssen zur Nutzung der Arena entsprechende Mietentgelte entrichten, woraus die Stadion GmbH wiederum den Kredit, der den Bau finanzierte, bedient. Als die Löwen jedoch erneut in finanzielle Nöte gerieten, verkauften sie ihren 50-Prozent-Anteil an den Mitgesellschafter. Auch eine zunächst ausgehandelte Rückkaufoption wurde inzwischen an die Bayern verkauft. Somit steht das Stadion unter der alleinigen Kontrolle des FC Bayern München.

Der Schriftzug Mia san mia, wie er im Stadion zu sehen ist und u. a. auf den Trikots geführt wird

Baulich ist das Stadion in drei Ränge unterteilt. Dabei besteht die Haupttribüne mit den Ein- und Ausgängen größtenteils aus VIP-Plätzen und sogenannten Business-Seats. Die Fankurven des FC Bayern befinden sich jeweils hinter den Toren. Die Sitzschalen des Stadions waren zunächst Grau, da wohl weder Rot noch Blau dem einen oder anderen der beiden Vereine zuzumuten gewesen wäre. Dies hatte den Nachteil, dass das Stadion auf Grund des vielen Graus recht kühl wirkte. Nachdem der Mietvertrag mit 1860 München vorzeitig zu Saisonende 2016/17 beendet worden war, konnte der FC Bayern im Sommer 2018 die Sitzschalen neu gestalten. So erhielt der komplette Mittelrang rote Sitzschalen. Zusätzlich ist neben den Schriftzügen FC BAYERN MÜNCHEN und Mia san mia auf der Haupttribüne bzw. der Pressetribüne das Wappen des FC Bayern in der Nordkurve mit den Sitzschalen dargestellt. Während der Heimspiele des FCB leuchtet das Stadion außen in Rot. Mehrfarbige Beleuchtungen sind zwar möglich, wurden jedoch nachträglich polizeilich untersagt, da die Farbwechsel zu erhöhten Unfallzahlen auf der nahen Autobahn A9 geführt hatten.
Das Stadion fasste anfangs 66.000 Zuschauer. Durch eine Neuanordnung der Sitzreihen und den Umbau einiger überbreiter Business-Seats zu normalen Sitzplätzen wurde die Kapazität wenige Monate später auf 69.901 Zuschauer erhöht. Zu Beginn der Saison 2012/2013 wurde das Fassungsvermögen der Allianz Arena bei nationalen Spielen auf 71.137 und bei internationalen Spielen auf 67.812 Zuschauer durch zusätzliche Sitzreihen im Oberrang angehoben. Im Januar 2015 genehmigte die Stadt München die Nutzung von ca. 4.500 weiteren Plätzen, die bereits im Sommer 2014 installiert worden waren, womit die Arena 75.000 Zuschauer bei nationalen und knapp 71.000 bei internationalen Spielen fasst. Diese Maßnahme wurde auch deshalb durchgeführt, um die Kriterien für eine mögliche Co-Ausrichtung der Europameisterschaft 2020 zu erfüllen. Für die EM 2020 waren drei Vorrundenspiele und ein Viertelfinalspiel an München vergeben worden. Aufgrund der im Frühjahr 2020 grassierenden Corona-Pandemie wurde das Turnier auf den Frühsommer 2021 verschoben.
Seit dem 25. Mai 2012 beherbergt die Allianz Arena die FC-Bayern-Erlebniswelt, eine multimediale Ausstellung auf 3000 Quadratmetern mit mehr als 400 Exponaten aus der Geschichte des Vereins.

## Trainingsgelände

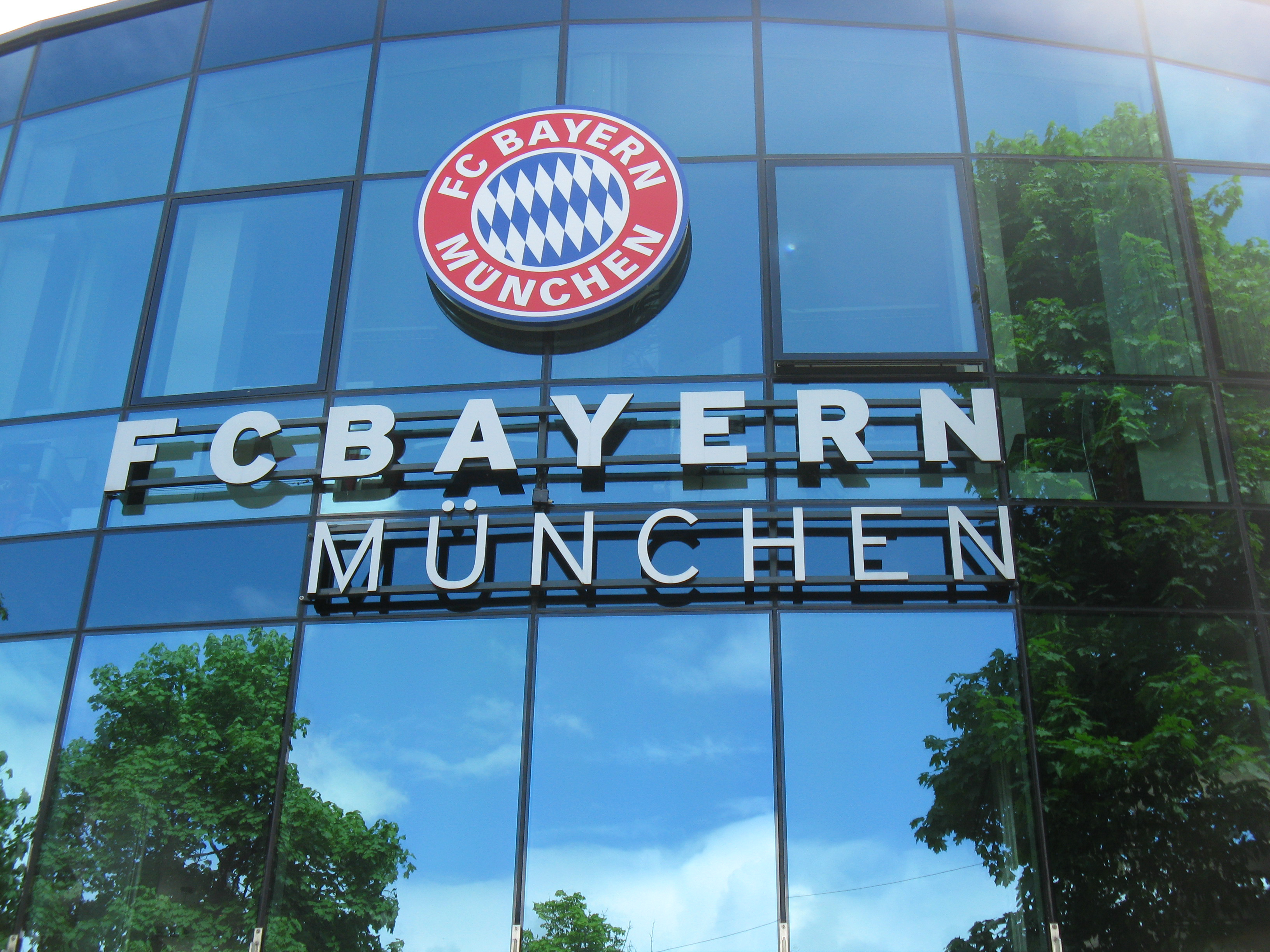
Eingang zum Servicecenter des FC Bayern München

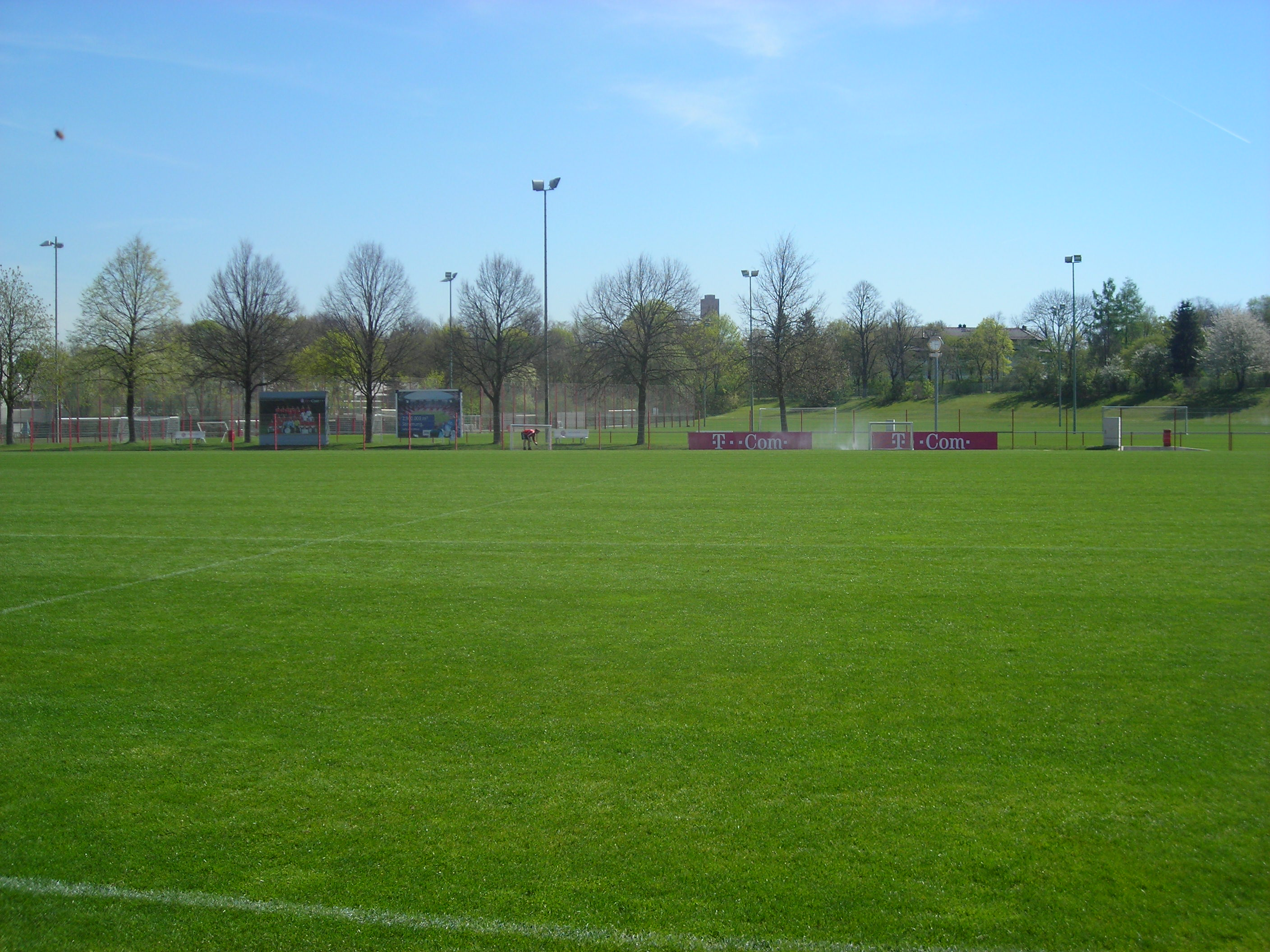
Trainingsplatz des FC Bayern München

Das Trainingsgelände des FC Bayern befindet sich in München-Giesing an der Säbener Straße. Vielfach wird behauptet, das Gelände befände sich im Stadtteil Harlaching, der jedoch wenige Meter weiter südlich beginnt.
Bereits seit 1949 nutzen die Bayern das Gelände an der Säbener Straße, der ehemaligen Bezirkssportanlage Harlaching. 1970 begann der Bau der neuen Geschäftsstelle und des Trainingsgeländes unter Präsident Neudecker. Am 17. Mai 1971 war die Anlage bezugsfertig. Zum ersten Mal in der Geschichte des Vereins waren Geschäftsstelle und Trainingsgelände vereint. Bereits 1979 wurde das Gelände erweitert, worauf Ende der 1980er Jahre ein weiterer Ausbau folgte, um neue Gebäude für den Amateur- und Profibereich zu schaffen. Im Jahr 2000 gab es einen Brand im Profitrakt, wobei ein erheblicher Schaden an den Umkleidekabinen, in der medizinischen Abteilung und in der Sauna entstand. 2008 wurde ein neues Servicezentrum fertiggestellt mit einem neuen Fanshop auf einer 250 m² großen Fläche, zudem entstand eine Tiefgarage. Das neue Gebäude ist 95 Meter lang, 16 Meter breit und ca. 10 Meter hoch. Die Tiefgarage fasst 270 Stellplätze. Direkt neben dem neuen Gebäude entstand ein neuer Rasenplatz mit mehreren Sitzreihen auf einer Seite, auf dem in der Saison 2008/09 die Heimspiele der B-Jugend-Mannschaften ausgetragen wurden. Zudem wurde ein neuer Kunstrasenplatz mit zwei Kleinfeldern für die E- und F-Jugend angelegt. Des Weiteren wurde das alte Klubrestaurant in eine Kantine für die Vereinsangestellten umgewandelt. Insgesamt gibt es auf dem Gelände fünf Rasenplätze, einen Kunstrasenplatz und einen Beachvolleyballplatz.
Das Gelände war bis 2017, dem Jahr des Auszugs der Jugendabteilung in den FC Bayern Campus im Norden der Stadt, Trainingsstätte aller Fußballmannschaften des FC Bayern sowie Heimspielstätte des Großteils der Jugendmannschaften des Vereins. Der erst 2008 eingerichtete Kleinfeldbereich für E- und F-Junioren wurde nach dem Auszug der Jugendmannschaften in einen Athletikbereich mit Sandgrube, einer Bahn mit taktilen Flächen, einer Tartanbahn, einem Fußballtennis-Feld und einer kleineren Kunstrasenfläche umgewandelt.
Seit 2019 befindet sich auf einer Grünfläche zwischen zwei Trainingsplätzen eine Bronzestatue des langjährigen Vereinspräsidenten Kurt Landauer, auf einer steinernen Bank sitzend und in Richtung des Haupttrainingsplatzes der Profimannschaft blickend.
Waren früher alle Trainingseinheiten der Profis öffentlich, hat sich in jüngerer Zeit der allgemeine Trend durchgesetzt, meist nur noch einmal wöchentlich ein öffentliches Profitraining stattfinden zu lassen.
Nur durch einen Parkplatz und einen Fußweg vom Bayern-Gelände getrennt befindet sich das neue Sportgelände des FC Sportfreunde München. Durch die Erweiterungsmaßnahmen des FC Bayern musste das alte Gelände der Sportfreunde weichen und wurde um einige Meter nach Süden versetzt. Ein Stück weiter westlich, getrennt durch ein Wohnviertel, befindet sich an der Grünwalder Straße das Trainingsgelände des Erzrivalen TSV 1860 München.

## Vereinsstruktur und AG

### Struktur
Der FC Bayern München gliedert sich in die FC Bayern München AG und den FC Bayern München e. V. Auf einer außerordentlichen Mitgliederversammlung des Vereins am 14. Februar 2002 wurde die Ausgliederung der Profifußballabteilung vom Verein in die FC Bayern München AG beschlossen. Vorstandsvorsitzender der AG ist Jan-Christian Dreesen, der Aufsichtsratsvorsitzende ist Herbert Hainer, der zugleich Präsident des e. V. ist. Zum eingetragenen Verein gehören folgende Sportabteilungen: Basketball (Männer: Basketball-Bundesliga), Handball, Schach (Männer: Bundesliga, Frauen: 2. Bundesliga), Sportkegeln, Tischtennis und Turnen.
Im September 2016 wurde vom Jura-Professor Lars Leuschner beim Amtsgericht München beantragt, den FC Bayern München e. V. wegen Rechtsformverfehlung aus dem Vereinsregister zu löschen. Der Antrag wurde jedoch abgelehnt.

### Der Verwaltungsbeirat des FC Bayern München e. V.
Vorsitzender ist der ehemalige bayerische Ministerpräsident Edmund Stoiber, seine Stellvertreterin ist die Unternehmerin Alexandra Schörghuber. Insgesamt gehören dem Verwaltungsbeirat 12 Mitglieder an.

### Adidas, Audi, Allianz und der FC Bayern
Zwischen dem FC Bayern München und dem Sportartikelhersteller Adidas besteht eine langjährige Beziehung. Seit 1965 ist Adidas ununterbrochen Ausrüster des Vereins. Von 2002 bis 2010 hielt Adidas einen 10-Prozent-Anteil an der FC Bayern München AG, der für 77 Millionen Euro erworben wurde. Zwischen März 2010 und Juni 2011 erwarb die Audi AG in drei Schritten Aktien im Wert von 90 Mio. Euro. Dies war verbunden mit einer Kapitalerhöhung von 2,5 Mio. auf 27,5 Mio. Euro. Nach dieser Kapitalerhöhung hielt der FC Bayern München e. V. 81,82 Prozent sowie Adidas und Audi je 9,09 Prozent der Aktien an der AG. Der Allianz-Konzern, der seit 2005 Namensgeber der Allianz Arena ist, erwarb am 11. Februar 2014 für 110 Mio. Euro 8,33 Prozent der FC Bayern München AG. Seither besitzen alle Partner jeweils 8,33 Prozent an der AG.
Die kumulierten Anteile der drei Fremdinvestoren betragen 25 Prozent der FC Bayern München AG und liegen somit unterhalb der Sperrminorität, wodurch sich der FC Bayern, der als Hauptanteilseigner durch den FC Bayern München e. V. die restlichen 75 Prozent der Anteile hält, gegen eine zu hohe Einflussnahme der Fremdinvestoren abgesichert hat. Laut Vereinsstatuten können insgesamt bis zu 30 % der Anteile veräußert werden.

### Wirtschaftliche Kennzahlen
[veraltet]
Die wirtschaftlichen Kennzahlen des FC Bayern München AG Konzern (dies inkludiert im Geschäftsfeld Fußball die FC Bayern München AG, FC Bayern München Fan-Shop AG & Co. KG, FC Bayern München Fan-Shop Beteiligungs-GmbH, FC Bayern München AG & Co. KG, FC Bayern München Service Beteiligungs-GmbH, FC Bayern Muenchen LLC, FC Bayern Munich International GmbH und im Geschäftsfeld Allianz Arena die Allianz Arena München Stadion GmbH, Allianz Arena Payment GmbH und Arena Stadion Beteiligungs GmbH & Co. KG) für die letzten Geschäftsjahre:
| Kenngröße                       | Einheit   | 2013/14 | 2014/15 | 2015/16 | 2016/17 | 2017/18 | 2018/19 | 2019/20 | 2020/21 | 2021/22 | 2022/23 | 2023/24 |
| ------------------------------- | --------- | ------- | ------- | ------- | ------- | ------- | ------- | ------- | ------- | ------- | ------- | ------- |
| Bilanzsumme                     | Mio. Euro | 588,1   | 562,8   | 660,8   | 675,5   | 736,8   | 731,8   | 707,8   | 679,4   | 712,1   | 780,4   | 1.032,7 |
| Anlagevermögen                  | Mio. Euro | 376,3   | 381,8   | 425,6   | 395,1   | 432,5   | 464,4   | 465,5   | 464,5   | 441,1   | 490,0   | 544,5   |
| 000davon Grundstücke und Bauten | Mio. Euro | 263,2   | 229,2   | 224,6   | 244,4   | 246,9   | 293,7   | 303,2   | 407,6   | 407,3   | 31,3    |         |
| 000davon Spielerwerte           | Mio. Euro | 113,9   | 112,2   | 125,6   | 133,6   | 172,4   | 102,7   | 160,9   | 164,1   | 169,1   | 206,9   |         |
| 000davon Wertpapiere            | Mio. Euro | 3,8     | 4,2     | 3,1     | 0,0     | 15,0    | 15,0    | 0,0     | 6,2     | 0,0     | 0,0     |         |
| Verbindlichkeiten               | Mio. Euro | 146,1   | 102,2   | 170,6   | 138,2   | 155,3   | 128,0   | 130,1   | 108,5   | 97,3    | 145,9   | 293,2   |
| Umsatzerlöse                    | Mio. Euro | 506,4   | 507,4   | 608,6   | 617,9   | 648,1   | 739,7   | 678,3   | 635,5   | 648,6   | 805,8   | 951,5   |
| Löhne und Gehälter              | Mio. Euro | 211,7   | 227,4   | 263,0   | 267,5   | 304,3   | 343,7   | 324,5   | 373,4   | 348,6   | 371,6   |         |
| Jahresüberschuss nach Steuern   | Mio. Euro | 16,5    | 23,8    | 33,0    | 39,1    | 29,5    | 52,5    | 9,8     | 1,9     | 12,7    | 22,6    | 43,1    |
| Arbeitnehmer                    | Personen  | 685     | 805     | 901     | 886     | 892     | 986     | 993     |         | 1116    | 492     |         |
| 000davon Lizenzspieler          | Personen  | 27      | 27      | 28      | 25      | 52      | 26      | 27      |         | 27      | 26      |         |
| 000Sonstige Beschäftigte        | Personen  | 468     | 537     | 628     | 616     | 618     | 638     | 663     |         | 723     |         |         |

## Sponsoren

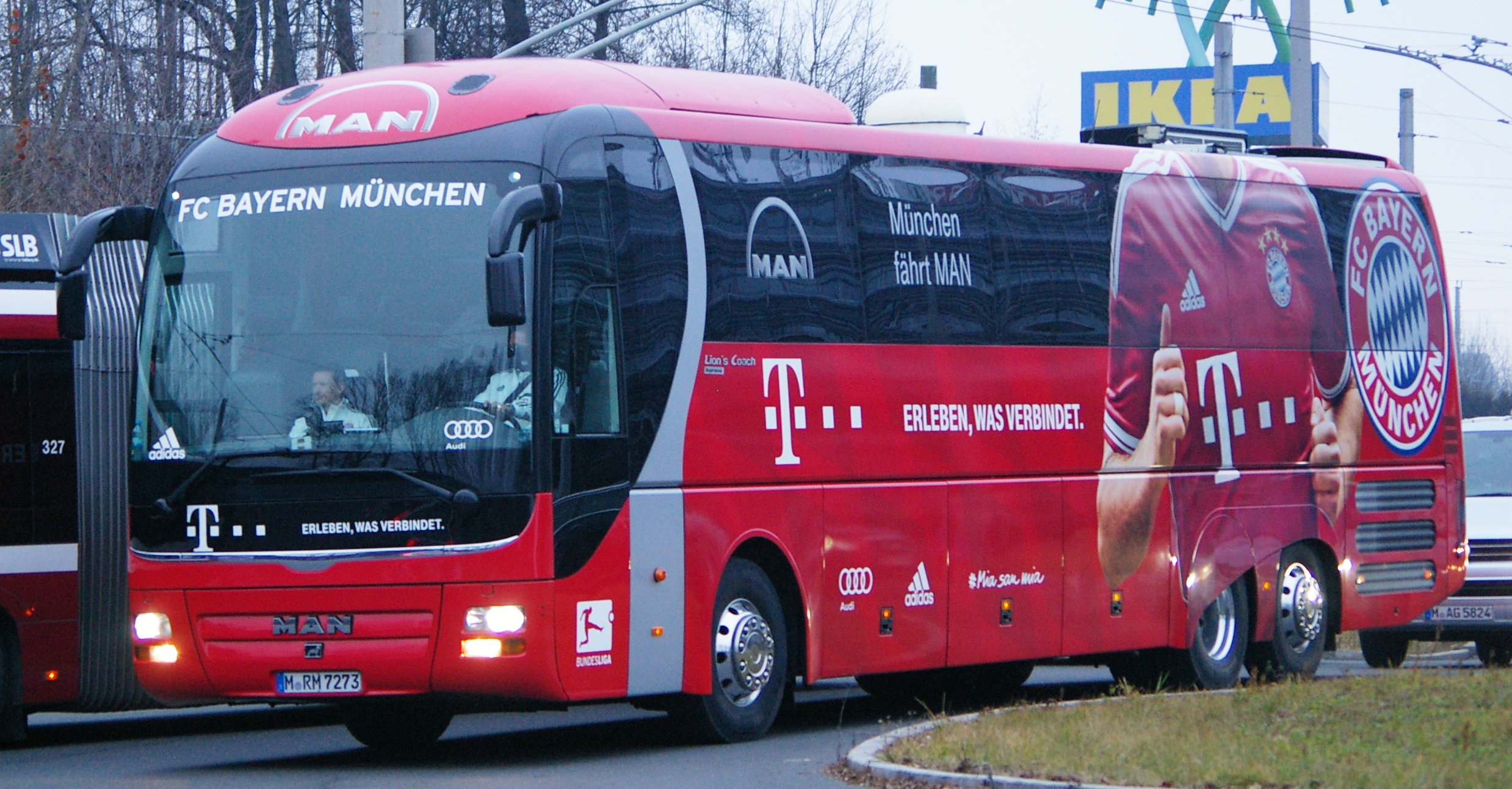
Der Mannschaftsbus des Vereins wird von MAN gesponsert.

Aktueller Trikotsponsor des FC Bayern ist die Deutsche Telekom.
Bisherige Trikotsponsoren:
- 1974–1978: Adidas
- 1978–1984: Magirus-Deutz bzw. Iveco
- 1984–1989: Commodore
- 1989–2002: Opel
- seit 2002: Deutsche Telekom

Zahlreiche Sponsoren unterstützen den FC Bayern München. Hauptpartner sind die Deutsche Telekom sowie die Anteilseigner Adidas, Audi und die Allianz. Adidas stellt die Spiel- und Trainingsbekleidung für sämtliche Spieler und Trainerstäbe. Auch bei weiteren offiziellen Anlässen ist die Bekleidung des Sponsors zu tragen. Für Verärgerung bei Adidas und ein großes Medienecho sorgten daher im Sommer 2013 die neu verpflichteten Spieler Mario Götze und Jan Kirchhoff, als sie bei ihrer offiziellen Vorstellung als Neuzugänge jeweils Bekleidung ihres privaten Sponsors Nike trugen, dem Hauptkonkurrenten von Adidas auf dem Weltmarkt. Bei den Schuhen haben die Spieler hingegen freie Wahl; mehrere Spieler spielen mit Schuhen ihres Sponsors. Im Oktober 2015 hielten fünf Spieler in der Mannschaftskabine demonstrativ ihre Nike-Schuhe in die Kamera; das Foto ging in sozialen Medien viral. Der FCB und Adidas reagierten zurückhaltend.
Audi ist als Anteilseigner auch Fahrzeugpartner des FC Bayern München und stellt sämtliche Fahrzeuge im Pkw-Bereich für Spieler und Offizielle, die sich (Stand 2018) jedes Jahr ein neues Fahrzeug aussuchen dürfen.
Elf Sponsoren sind sogenannte Platin-Partner. Wie die Paulaner Brauerei, Konami oder Viessmann. Darunter war seit 2018 auch die katarische Fluggesellschaft Qatar Airways als Ärmelsponsor auf den Trikots. Angesichts der Arbeitsbedingungen auf den WM-Baustellen in Katar ist das Sponsoring in Fankreisen umstritten, und angesichts der Menschenrechtslage war es das auch noch nach der WM. Der FCB gab am 28. Juni 2023 bekannt, dass der Vertrag nicht verlängert wurde und damit am 30. Juni 2023 auslief.

## Zuschauer und Fankultur

### Fans und Fanclubs

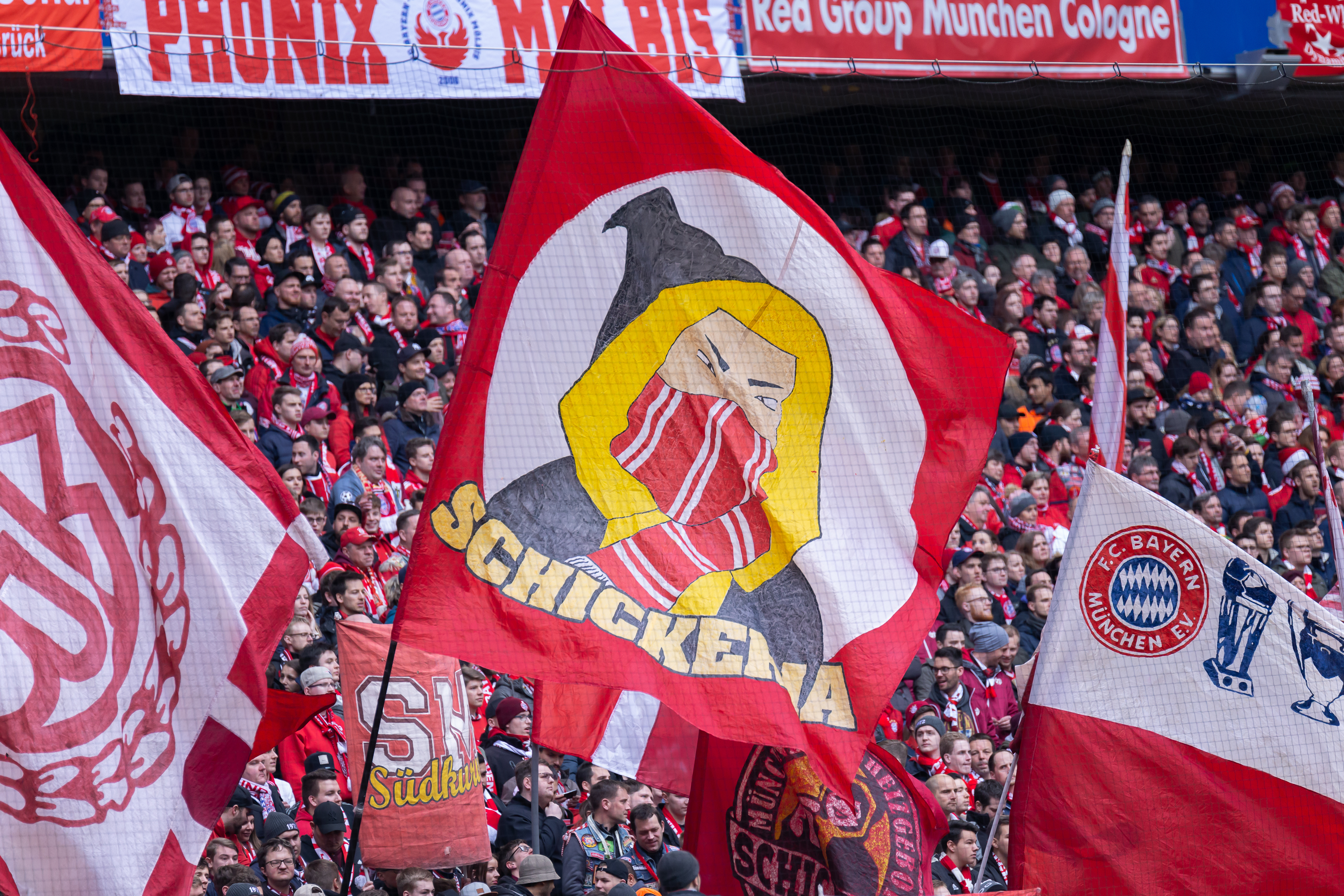
Ein Teil der Südkurve während eines Heimspiels

Kein anderer Verein Deutschlands hat so viele registrierte Anhänger wie der Rekordmeister. 382.000 Vereinsmitglieder und 4.098 Fanclubs mit 319.636 Fanclub-Mitgliedern sind beim FC Bayern offiziell verzeichnet (Stand: 23. Februar 2025). In ganz Deutschland, aber auch weltweit gibt es organisierte Bayern-Fans. Zu den bekanntesten offiziellen Fanclubs gehören die „Red Munichs 89“, „Adler 86 Bretten“ und „Die 13 Höslwanger“. In den 1970er Jahren gab es mit der „Südkurve ’73“ und den „Red Angels“ zwei führende Gruppen beim FC Bayern. 1986 entstand in München die erste reine Hooligangruppe, die so genannte „Service Crew Munich“ (SCM).
Mitte der 1990er Jahre entwickelte sich dann die Ultra-Bewegung, als erste Gruppe die „Munichmaniacs 1996“. Seit 2002 gibt es eine übergreifende Ultra-Gruppe, die „Schickeria München“, welche jedoch nicht als offizieller Fanclub registriert ist. Von der „Schickeria München“ wird u. a. das „Südkurvenbladdl“ herausgegeben. 2014 wurde die Schickeria München vom DFB mit dem Julius-Hirsch-Preis ausgezeichnet und damit das Engagement der Gruppierung im Zusammenhang mit dem ehemaligen Präsidenten Kurt Landauer gewürdigt, an den mit zwei großen Choreographien erinnert worden war. Seit 2006 veranstaltet die Schickeria jedes Jahr zudem ein antirassistisches Fußballturnier um den Kurt-Landauer-Pokal. Mehrfach fielen Mitglieder der Schickeria jedoch auch durch Gewaltanwendung auf, so wurde 2007 an einer Autobahnraststätte ein Bus mit Nürnberger Fans angegriffen und dabei eine Frau schwer verletzt. Daneben gibt es weitere Ultra-Gruppen wie „Red Fanatic München“, „Munich’s Red Pride“, „alarMstufe rot“ und „Colegio San Sebastiao“.
Als Dachorganisation für Fans und Fanclubs gibt es den Club Nr. 12 mit aktuell über 3200 Mitgliedern. Der Club Nr. 12 wurde 1997 gegründet, ist jedoch nicht als Fanclub beim FC Bayern München registriert. In den Jahren um die Jahrtausendwende gab es ein Fanheim auf einem alten Bahngelände im Stadtteil Laim, das aber einem Wohngebiet weichen musste. Mittlerweile verfügen sowohl der Club Nr. 12 als auch die Schickeria München über eigene Räumlichkeiten im Stadtgebiet. Was die Zahl der nicht organisierten Fans und Anhänger weltweit anbelangt, gehört der FC Bayern München auch international zu den größten Vereinen.
Jahrelang kämpften die Bayern-Fans und Fanclubs um ein neues, reines Fußballstadion, allein schon wegen der zu erwartenden besseren Stimmung. Tatsächlich zeigte sich jedoch nach dem Einzug in die Allianz Arena, dass die Stimmung im Stadion teilweise schlechter war als im alten Olympiastadion mit Laufbahn, und dies führte in der Vergangenheit zu sehr kontroversen Diskussionen zwischen Vereinsführung und aktiven Fans. Dies mag zum einen an dem so genannten Operettenpublikum liegen, zum anderen aber auch an der Aufteilung und Bauweise der Allianz Arena. So wurden die Fans aus der Südkurve des Olympiastadions im neuen Stadion auf Süd- und Nordkurve aufgeteilt. Im Unterrang der Südkurve befanden sich weniger Stehplätze als in der Südkurve des Olympiastadions, so gab es zu Bundesligaspielen dort lediglich 6800 Stehplätze. Mit der Erweiterung der Kapazität der Stehplätze von den Blöcken 112 und 113 hinter dem Tor auf den kompletten Unterrang der Südtribüne erhoffte man sich ab Sommer 2014 auch eine Verbesserung der Stimmung in der Allianz Arena.
Zu den Heimspielen der Amateurmannschaft im Stadion an der Grünwalder Straße finden sich auf der Gegengeraden meist zwischen 100 und 300 aktive Fans ein. Das Stadion wird von ihnen als „Hermann-Gerland-Kampfbahn“ bezeichnet, ein Zeichen der Anerkennung der Arbeit von Hermann Gerland als langjährigem Trainer der Mannschaft.
Für die häufiger geäußerte Behauptung, Bayern-Fans seien zwar in ganz Deutschland beheimatet, während in München selbst eher die Zahl der 1860-Fans dominiere, lassen sich tatsächlich kaum Belege finden.

### Fanbeauftragte
Nachdem die Profivereine seitens des DFB verpflichtet worden waren, einen Fanbeauftragten zu benennen, wurde der ehemalige Torwart Raimond Aumann im Jahre 1996 der erste Fanbeauftragte des FC Bayern München. Da Aumann von Seiten der Fans massiv in der Kritik stand, insbesondere nachdem aufgrund einzelner Vorfälle am Rande der Meisterschaftsfeier 2003 pauschal mehreren hundert Mitgliedern des Club Nr. 12, der Schickeria München und des Fanclubs Red Sharks die Jahreskarten zunächst gekündigt (und später zurückgegeben) worden waren, wurde ab Oktober 2003 mit Andreas Brück ein langjähriger Fan aus der Südkurve neuer Fanbeauftragter des Vereins. Aumann wurde als Direktor Fan- und Fanclubbetreuung dessen Vorgesetzter. Inzwischen sind in der Abteilung mehrere Mitarbeiter tätig, darunter mit Simon Müller als Teamleiter auch der jüngere Bruder des Profispielers Thomas Müller.

### Meisterschaftsfeier
Traditionsgemäß finden die Meisterschaftsfeiern in München am Marienplatz statt. 2025 wurde die Fußball-Herrenmannschaft als Deutscher Meister gefeiert und die Fußball-Damenmannschaft zum Double als Deutscher Meister und Pokalsieger.

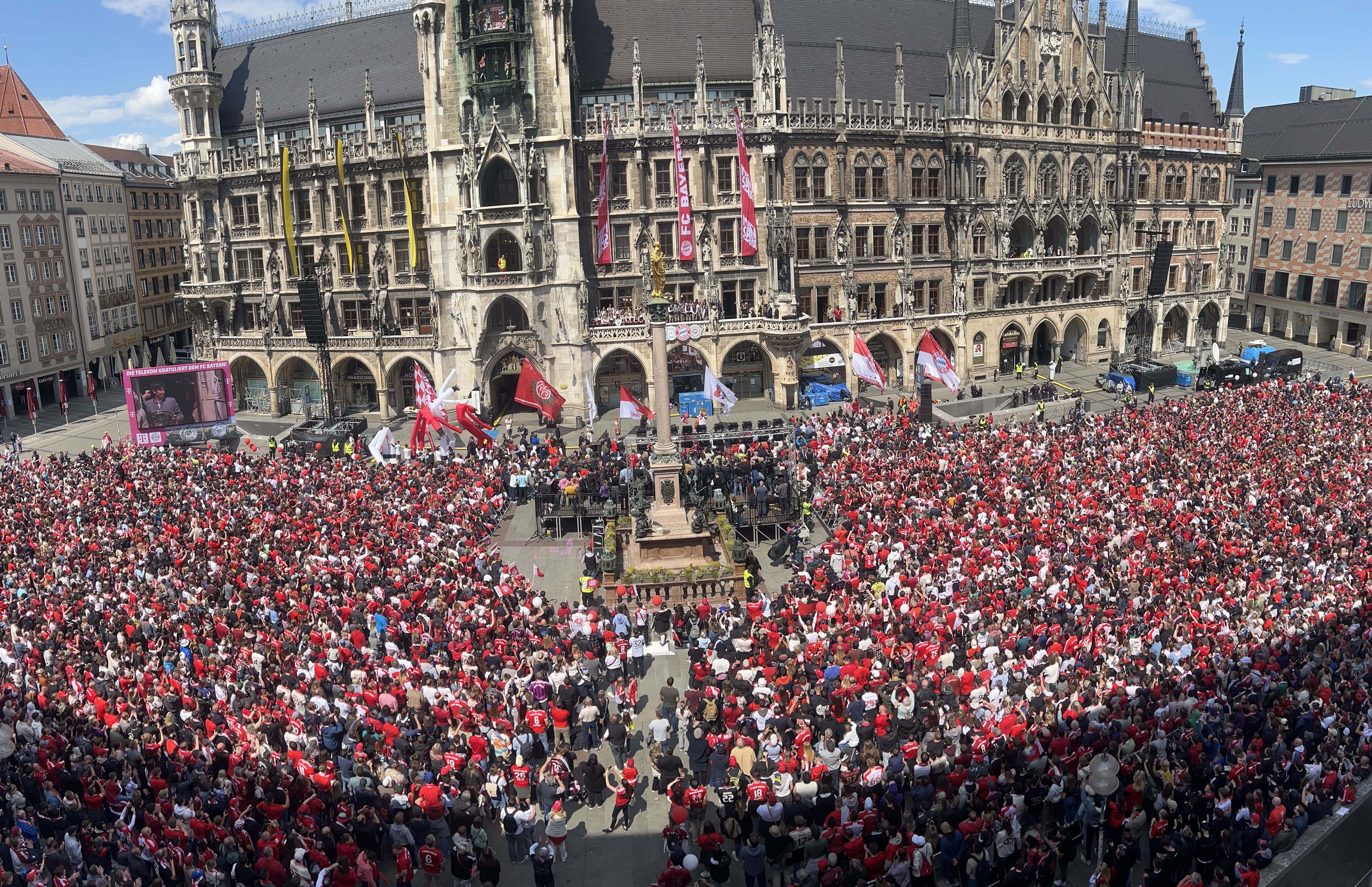
Panoramaaufnahme der Meisterschaftsfeier am Münchner Marienplatz

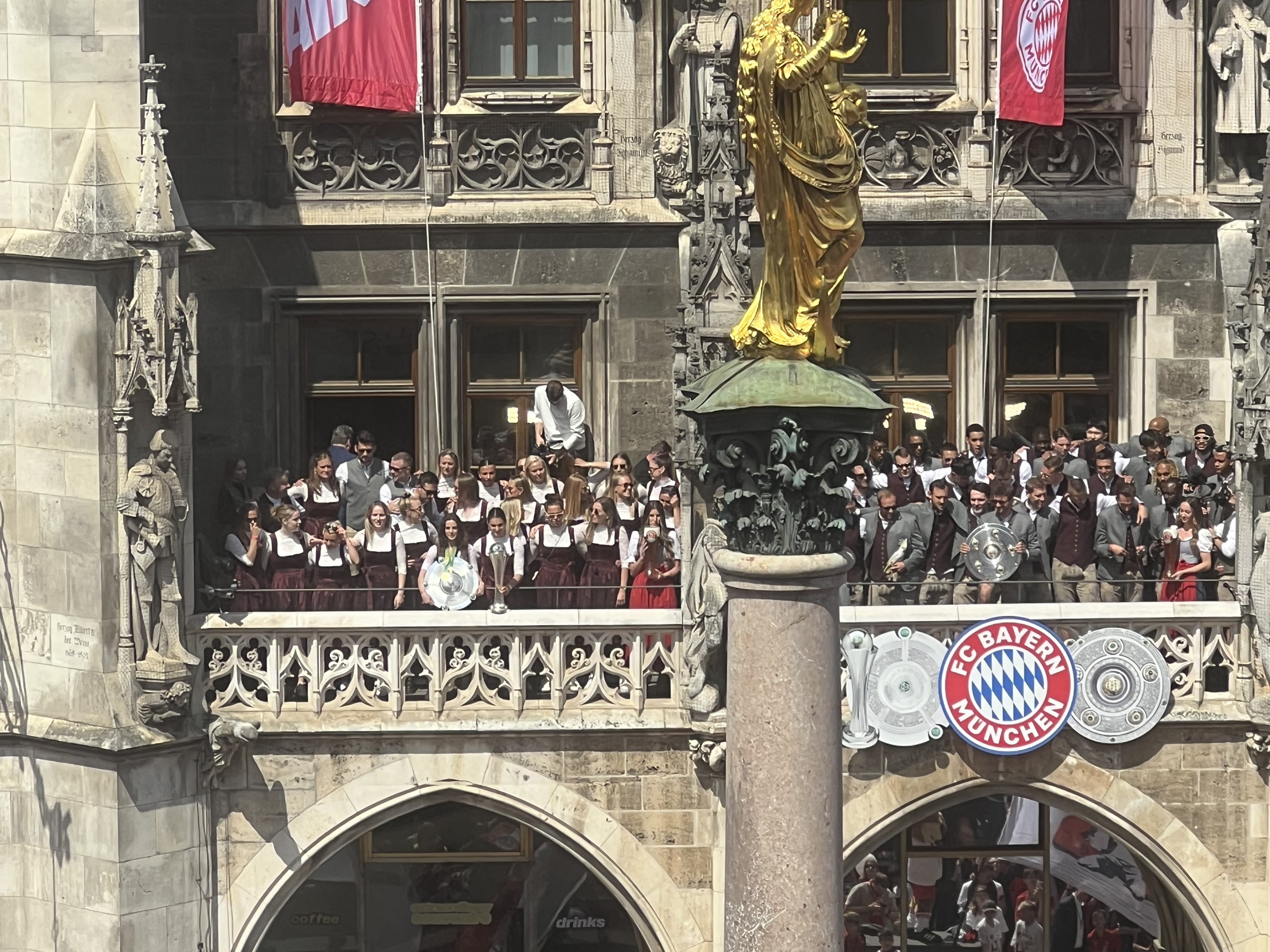
Herren- und Damenmannschaft am Balkon des Münchner Rathauses
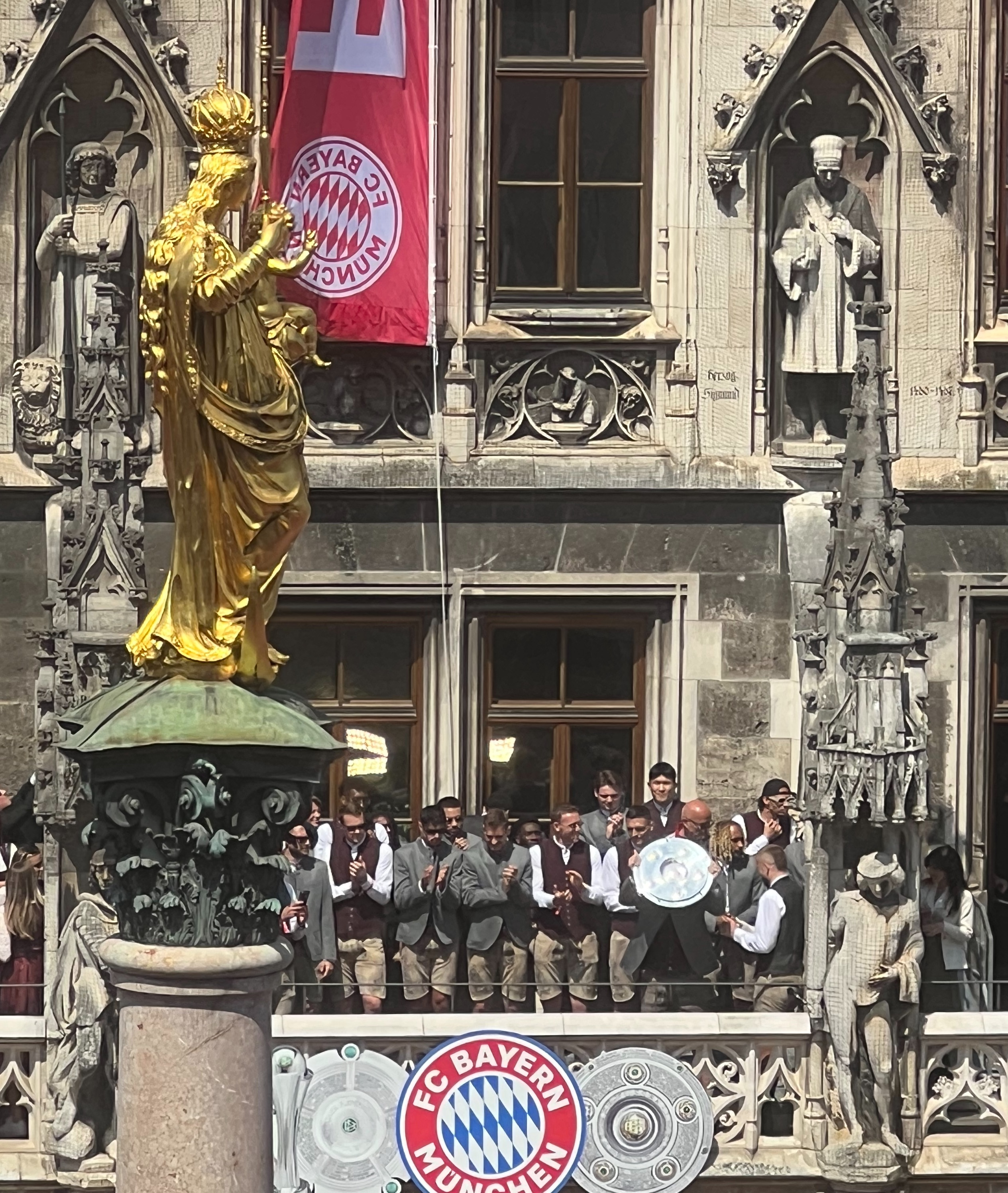
Herrenmannschaft am Balkon des Münchner Rathauses
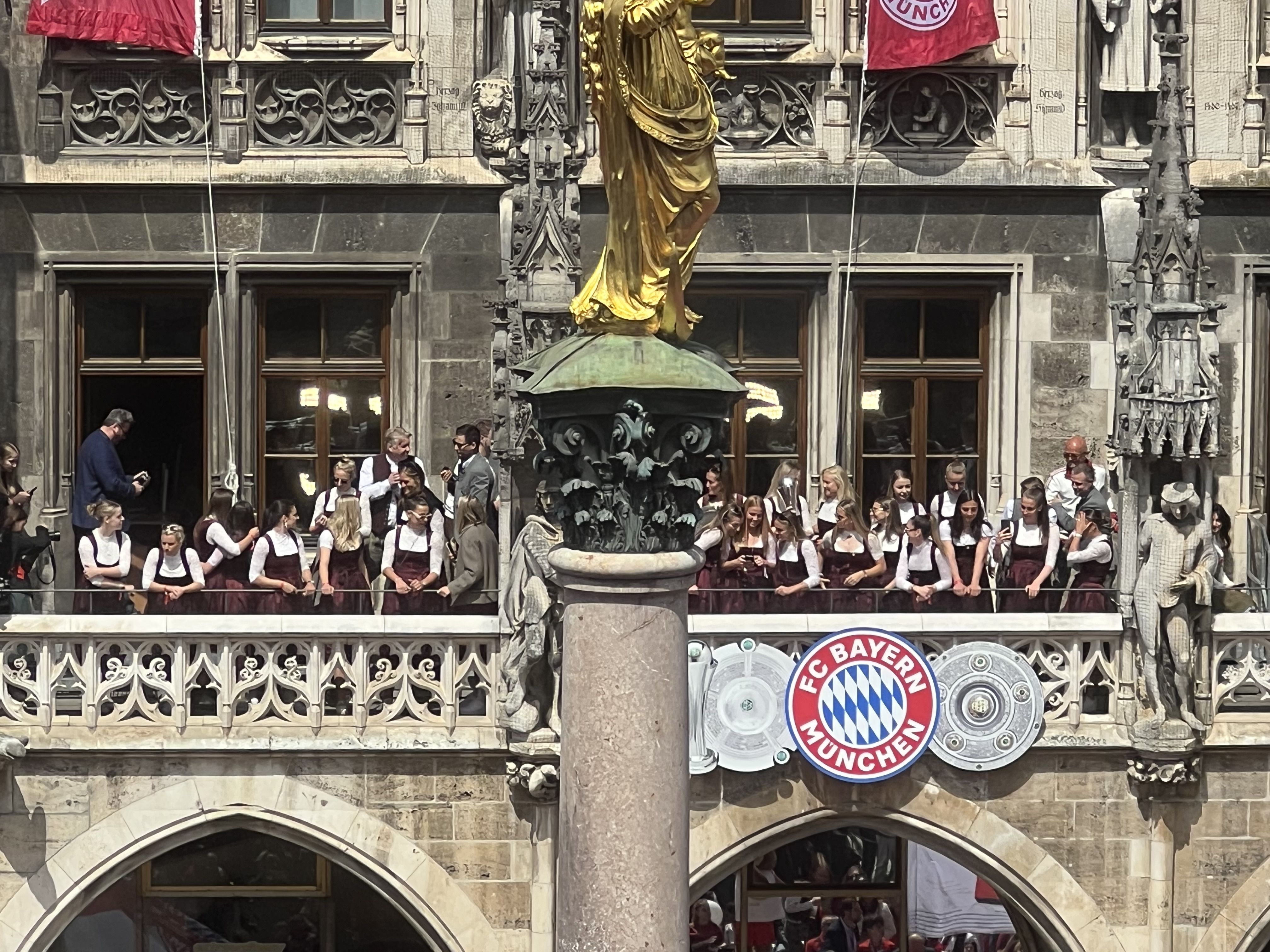
Damenmannschaft am Balkon des Münchner Rathauses
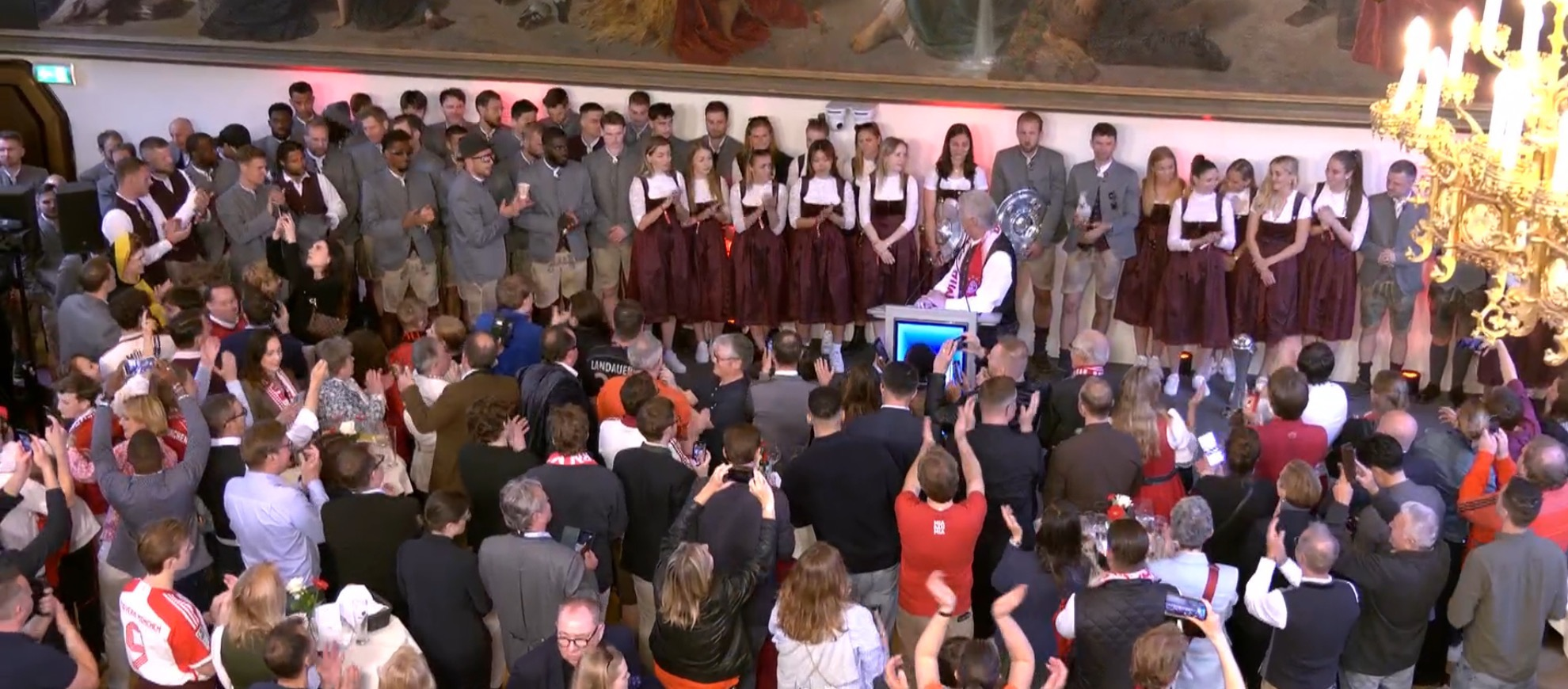
Empfang der siegreichen Mannschaften im Münchner Rathaus durch den Oberbürgermeister Dieter Reiter

### Vereins- und Fanclubmitgliederentwicklung
Die Liste zeigt die Mitgliederentwicklung im Verein und in den offiziellen Fanclubs des FC Bayern München seit dem Jahr 2000.
| Saison    | Vereinsmitglieder | Fanclubs | Fanclubmitglieder |
| --------- | ----------------- | -------- | ----------------- |
| 2000/01   | 91.288            | 1.909    | 115.343           |
| 2001/02   | 95.195            | 1.980    | 121.348           |
| 2002/03   | 96.440            | 2.055    | 132.308           |
| 2003/04   | 97.810            | 2.123    | 136.563           |
| 2004/05   | 104.720           | 2.189    | 146.009           |
| 2005/06   | 121.119           | 2.290    | 156.673           |
| 2006/07   | 135.752           | 2.329    | 164.580           |
| 2007/08   | 147.072           | 2.437    | 176.976           |
| 2008/09   | 151.227           | 2.535    | 181.688           |
| 2009/10   | 162.181           | 2.764    | 190.745           |
| 2010/11   | 171.345           | 2.952    | 204.235           |
| 2011/12   | 187.865           | 3.202    | 231.197           |
| 2012/13   | 195.689           | 3.576    | 262.077           |
| 2013/14   | 233.427           | 3.749    | 283.558           |
| 2014/15   | 251.315           | 3.968    | 306.770           |
| 2015/16   | 270.329           | 4.157    | 325.415           |
| 2016/17   | 284.041           | 4.209    | 330.557           |
| 2017/18   | 290.000           | 4.327    | 340.474           |
| Nov. 2018 | 291.000           | 4.433    | 350.920           |
| Nov. 2019 | 293.000           | –        | –                 |
| Feb. 2023 | 300.000           | –        | –                 |
| Nov. 2023 | 316.000           | –        | –                 |
| Jun. 2024 | 360.000           | –        | –                 |
| Dez. 2024 | 382.000           | –        | –                 |

### Mitgliederentwicklung im FCB KidsClub
Die Mitgliederzahl des FCB KidsClub. Der Fanclub ist für Kinder im Alter von 6 bis 13 Jahren.
| Saison    | Mitglieder |
| --------- | ---------- |
| 2011/12   | 15.000     |
| 2012/13   | 23.500     |
| 2013/14   | 25.884     |
| 2014/15   | 32.249     |
| 2015/16   | 37.643     |
| 2016/17   | 40.021     |
| 2017/18   | 43.393     |
| Nov. 2018 | 43.341     |
| 2018/19   | 44.300     |
| Apr. 2020 | 47.000     |
| Nov. 2023 | 50.000     |

### Mitglieder- und Stadionzeitungen
Unter dem Namen 51 publiziert der FC Bayern monatlich sein Vereinsmagazin.
Bereits 1906 erschien das Rothosen-Blatt. Dieses hatte einen Umfang von vier bis sechs Seiten und wurde vom damaligen Spieler und späteren Ehrenpräsidenten Siegfried Herrmann umgesetzt. Zwischen 1921 und 1923 erschienen die Clubnachrichten (damals noch als Fußballabteilung des TV Jahn). Ab Januar 1925 wurde dann ein erstes eigenes Vereinsmagazin unter dem gleichen Namen publiziert. Doch war das Budget durch die Feierlichkeiten zum 25-jährigen Klubjubiläum schnell aufgebraucht, sodass die Mitglieder ab Mai 1925 ein halbes Jahr ohne das Magazin auskommen mussten. Anschließend erschien es bis 1933 monatlich und danach bis 1939 unregelmäßig; in diesem Jahr wurde es aus Geld- und Papiermangel vorläufig eingestellt. In den Nachkriegsjahren wurde das Mitgliedermagazin unter dem neuen Namen Club-Zeitung wiederbelebt. Wegen finanzieller Schwierigkeiten war die Häufigkeit des Erscheinens jedoch zunächst stark von Anzeigenkunden abhängig; noch 1955 erschienen lediglich acht Ausgaben. In den nachfolgenden Jahren besserte sich die Situation zusehends, so dass nun häufiger Ausgaben erschienen. Einzig zwischen 1969 und 1972 gab es noch einmal eine finanziell kritische Situation, auf die man mit einem zweimonatigen Ausgabe-Rhythmus reagierte. Die Club-Zeitung war in dieser Zeit aber nicht das einzige Vereinsmagazin: Zusätzlich wurde im Stadion die Stadionzeitung verkauft. Auch einzelne Spieler veröffentlichten eigene Magazine: Franz Beckenbauer ab 1965 das Bayern-Echo (produziert von seinem Bruder Walter, der auch noch am 51 mitarbeitet) und Gerd Müller ab 1972 das 1:0. Zudem gaben auch Münchner Zeitungen (Abendzeitung, Süddeutsche Zeitung) eigene Stadionzeitschriften heraus. Das änderte sich 1981. Unter der Leitung des damaligen Pressesprechers Markus Hörwick erschien am 8. August 1981 erstmals als einzige Vereinszeitschrift das Bayern-Magazin. Es erschien in Vollglanz und mehrfarbig, zuerst geklammert und später gebunden. Veröffentlicht wurde es zu allen Bundesliga-Heimspielen. Zudem gab es zu bestimmten nationalen wie internationalen Heimspielen Sonderausgaben, die später jedoch eingestellt wurden. Das Bayern-Magazin wurde lange Jahre als Stadionzeitung auch vor den Stadioneingängen verkauft, was später aus Kostengründen eingestellt wurde. Im September 2018 erschien das Mitgliedermagazin erstmals unter dem neuen Namen 51. Der neue Name ist eine Anlehnung an die Säbener Straße 51, der Heimatadresse des FC Bayern. Zum neuen Namen wurde auch der Umfang um 50 % auf gut 120 Seiten erhöht, zudem wurden die Grafiken und Rubriken komplett modernisiert. Während das Bayern-Magazin anlässlich der Heimspiele erschien, wird das 51 monatlich spieltagsunabhängig herausgegeben. Dafür erscheint neu zu jedem Heimspiel die digitale Spieltagszeitung Pack ma’s.
Im Mai 2019 wurde das 51 mit dem BCM Award in Gold ausgezeichnet.

### Vereinslieder und Gesänge
Das aktuelle offizielle Vereinslied ist Stern des Südens aus dem Jahr 1998, komponiert von Willy Astor, getextet zusammen mit Stephan Lehmann und gesungen von Claus Lessmann, dem Leadsänger der Hardrockband Bonfire. Davor war jahrelang das Lied Forever Number One die Hymne des Vereins. Das Lied Stern des Südens befindet sich auf der CD Heimspiel der FC Bayern Fans United und wurde auch als Single veröffentlicht und erreichte im Februar 1998 Platz 67 der deutschen Charts. Inoffizielle Hymne ist das Lied Mir san die Bayern. Bekannt ist ebenfalls der alte Schlager von Franz Beckenbauer Gute Freunde kann niemand trennen. 1965 war bereits das FC Bayern-Lied mit dem Chor und Orchester Ernst Jäger veröffentlicht worden. Zum 125. Jubiläum wurde 2025 eine neue Vereinshymne vorgestellt, die auf dem Lied Montagne verdi von Marcella Bella und dem traditionellen Fangesang „Immer vorwärts FC Bayern – Deutscher Meister, Münchens Stolz“ basiert.

### Fanrivalitäten und -freundschaften
Lokalrivale ist der TSV 1860 München. Das erste Spiel zwischen beiden Vereinen fand am 21. September 1902 statt und endete mit einem 3:0-Sieg der Bayern. Gewisse regionale Rivalität besteht überdies zum 1. FC Nürnberg. Das erste Duell fand 1901 im Rahmen eines Freundschaftsspiels um die bayerische Meisterschaft statt, das der FC Bayern auswärts mit 6:0 gewann.
Bezogen auf Gesamtdeutschland hat die Rivalität zu Borussia Dortmund seit den 1990er Jahren erheblich zugenommen. Gründe hierfür sind vor allem das Heranwachsen des BVB zum sportlich und wirtschaftlich größten Konkurrenten der Bayern sowie der insbesondere in den Jahren 2010 bis 2013 währende Zweikampf um die nationale Vormachtstellung.
Ab den späten 1960er Jahren bestand eine Freundschaft mit den Fans von Hertha BSC, die aber spätestens in den 1990er Jahren weitestgehend einschlief. Ab den frühen 1970er Jahren gab es eine Freundschaft mit den Fans des VfL Bochum, die inzwischen aber nicht mehr auf breiter Ebene gepflegt wird.
Auf Ultraebene gibt es Freundschaften der „Schickeria München“ mit entsprechenden Gruppierungen des VfL Bochum, FC St. Pauli, FC Carl Zeiss Jena, Girondins Bordeaux, FC Empoli und des unterklassigen italienischen Vereins SS Sambenedettese.

#### Statistik gegen TSV 1860 München
Nach dem 204. Münchner Stadtderby am 27. Februar 2008 gegen den TSV 1860 München ergibt sich folgende Bilanz:
| Wettbewerb      | Spiele | Siege Bayern | Remis | Siege 1860 | Tore Bayern | Tore 1860 | Zuschauer | Zuschauerschnitt |
| --------------- | ------ | ------------ | ----- | ---------- | ----------- | --------- | --------- | ---------------- |
| Oberliga        | 28     | 13           | 7     | 8          | 56          | 49        |           |                  |
| Bundesliga      | 36     | 21           | 7     | 8          | 76          | 38        |           |                  |
| DFB-Pokal       | 2      | 2            | 0     | 0          | 4           | 1         | 111.500   | 50.750           |
| Ligapokal       | 2      | 2            | 0     | 0          | 8           | 4         | 102.000   | 51.000           |
| sonstige Spiele | 136    | 66           | 36    | 34         | 293         | 186       |           |                  |
| Gesamt          | 204    | 104          | 50    | 50         | 437         | 278       | 213.5000  | 53.375           |

Stand: 12. Januar 2020

#### Statistik gegen 1. FC Nürnberg
192 Fränkisch-Bayerische Derbys brachten folgende Spielausgänge mit sich:
| Wettbewerb      | Spiele | Siege Bayern | Remis | Siege Nürnberg | Tore Bayern | Tore Nürnberg | Zuschauer  | Zuschauerschnitt |
| --------------- | ------ | ------------ | ----- | -------------- | ----------- | ------------- | ---------- | ---------------- |
| Oberliga        | 34     | 8            | 9     | 17             | 40          | 69            |            |                  |
| Bundesliga      | 62     | 38           | 13    | 11             | 113         | 63            | 3.295.0000 | 53.136           |
| DFB-Pokal       | 8      | 5            | 2     | 1              | 16          | 8             | 404.000    | 50.500           |
| sonstige Spiele | 88     | 35           | 13    | 36             | 154         | 197           |            |                  |
| Gesamt          | 192    | 90           | 37    | 65             | 323         | 337           | 3.699.0000 | 51.776           |

Stand: 12. Januar 2020

### Maskottchen
Das Maskottchen des FC Bayern München ist seit dem 8. Mai 2004 der Braunbär Berni, das sowohl bei Spielen der Fußballmannschaft, als auch der Basketballmannschaft auftritt. Das vorherige Maskottchen trug den Namen Bazi. Gestaltet wurde Berni von Meik Algermissen aus Bad Staffelstein.

## Der FC Bayern als „Feindbild“
Dem Verein als der mit Abstand erfolgreichsten deutschen Vereinsmannschaft schlägt zuweilen auch deutliche Abneigung entgegen. So bezeichnet der Begriff „Bayern-Dusel“ überraschende Spielwendungen und Siegtore in den letzten Spielminuten. Im übertragenen Sinne wurde der Begriff auch bei anderen Sportarten und Mannschaften verwendet und beim zeitweiligen Ausbleiben genauso thematisiert. Von Konkurrenten wurde die These vertreten, dass der vermeintliche Bayern-Dusel auf einer latenten oder bewussten Bevorteilung der finanzkräftigen und meinungsstarken Bayern durch den Deutschen Fußball-Bund (DFB) im Allgemeinen und durch Schiedsrichter im Speziellen beruhe. In diesem Zusammenhang ist teilweise auch von einem vermeintlichen „Bayern-Bonus“ die Rede. Demgegenüber wird angeführt, dass im Fußballsport Siege überlegener Mannschaften oft knapper und dramatischer als in anderen Sportarten ausfallen. Verantwortlichen, Spielern und Fans des FC Bayern München zufolge seien späte Tore und Siege kein „Glück“, sondern das Resultat von Nervenstärke, Kondition und Erfahrung.
Dem Verein wurde häufig vorgeworfen, sein Erfolg basiere auch auf der gezielten Schwächung von Ligakonkurrenten durch die Abwerbung ihrer größten Leistungsträger. So erklärte im Februar 2014 Dortmunds Geschäftsführer Hans-Joachim Watzke, der FC Bayern habe es sich zum Ziel gesetzt, den BVB zu „zerstören“ und als Konkurrenten dauerhaft auszuschalten. Seine Aussagen wurden in der Fanszene kontrovers diskutiert. Ähnlich äußerte sich der Aufsichtsratsvorsitzende des Basketballvereins ALBA Berlin, Axel Schweitzer, als der FC Bayern mittels „abstruser Gehälter“ gleich vier Spieler gleichzeitig zum Wechsel von ALBA zu den Bayern bewog. Tatsächlich räumte Präsident Uli Hoeneß ein, das Motiv der Gegnerschwächung habe bei Spielertransfers in der Vergangenheit gelegentlich eine Rolle gespielt. So sei im Jahr 2007 der damalige Aachener Spieler Jan Schlaudraff nur deshalb gekauft worden, um dem mitbietenden Konkurrenten Werder Bremen „eins auszuwischen“ und um „zu zeigen, dass niemand den Bayern das Wasser reichen könne“.
Beigetragen zu dem Feindbild haben auch die Kirch-Affäre im Jahr 2003, das Zollvergehen des Vorstandsvorsitzenden Karl-Heinz Rummenigge 2013 und die 2014 erfolgte Verurteilung des Präsidenten Uli Hoeneß wegen Steuerhinterziehung. Schwere Vorwürfe erhob 2019 der Historiker Hans Woller, der in seiner Biographie über Gerd Müller Steuerbetrügereien des FC Bayern mit Kenntnis und Billigung der Bayerischen Staatsregierung sowie hochrangiger Spitzenbeamter darlegte. Die Verantwortlichen des FC Bayern München äußerten sich nicht zu den Vorwürfen, nach eigener Aussage sei Woller aber der Zugang zum Vereinsarchiv verwehrt worden.
Einige Musikgruppen schrieben Schmählieder gegen den FC Bayern München, so Norbert und die Feiglinge Bayern hat verloren (1995) (später von den Schröders 2001 und den Original Deutschmachern 2000 gesungen). Die Original Deutschmacher sangen auch das Lied Who the Fuck is Bayern nach Who the Fuck is Alice von Gompie. Ein bekannter deutscher Fangesang – vorgetragen nach der Melodie des Beatles-Songs Yellow Submarine – ist Zieht den Bayern die Lederhosen aus, auch auf Schallplatte als Lied von Heinz Werner Schneider. Ferner interpretierte Ingo Appelt das Lied Du bist ein Hoeness, das den Namen des langjährigen Bayern-Managers als Schimpfwort bezeichnet.
Zu den bekanntesten Schmähliedern gehört Bayern von den Toten Hosen. Campino, der Sänger der Toten Hosen, bemerkte allerdings einschränkend: „Man kann mit Bayern München nur ordentlich als Feind umgehen, wenn man unsachlich bleibt. Sobald man sich an Fakten hält, wird es schwierig. Zu Zeiten der Nazis etwa hat der FC Bayern vielleicht die beste Rolle aller deutschen Fußballklubs gespielt. Hier wurden jüdische Mitglieder noch geschützt, als sie woanders längst ausgeschlossen waren. Außerdem weiß ich von Didi Hamann und Markus Babbel, wie ernst Uli Hoeneß seine soziale Verantwortung den Spielern gegenüber nimmt.“
In den Medien wird der FC Bayern auch als FC Hollywood bezeichnet, sobald der Verein weniger durch sportliche Erfolge, sondern vermehrt durch kritische öffentliche Äußerungen von verantwortlichen Personen sowie Schlagzeilen über die Spieler in der Boulevardpresse auffällt, sodass das Geschehen rund um den FC Bayern in solchen Phasen angeblich einer Seifenoper ähnelt. Erstmals wurde dieser Begriff Ende der 1990er Jahre verwendet, als polarisierende Spieler wie Stefan Effenberg, Mario Basler, Lothar Matthäus und Oliver Kahn bei den Bayern spielten und über deren Besuche in der Münchner Diskothek P1 sowie sonstiges auffälliges Verhalten außerhalb des Platzes in den Medien berichtet wurde. Zudem trug der Vorstand rund um Karl-Heinz Rummenigge, Franz Beckenbauer und Uli Hoeneß damals mehrfach Diskussionen öffentlich aus. Weitere bedeutende Ereignisse dieser Jahre, die den Begriff begründeten, waren beispielsweise der Tritt von Jürgen Klinsmann in eine Werbetonne am Spielfeldrand, als er sich über seine Auswechslung aufregte, und die bis heute zitierte „Wutrede“ von Giovanni Trapattoni, als dieser sich im Zuge einer Pressekonferenz über die Einstellung und mangelnde Professionalität mehrerer Spieler echauffierte.

## Andere Abteilungen
Neben der inzwischen in die FC Bayern München AG ausgegliederten Lizenzspielerabteilung und Frauenfußballmannschaft gibt und gab es im Verein folgende Abteilungen:

### Abteilung Basketball
Beim FC Bayern wird seit 1946 Basketball wettkampfmäßig organisiert gespielt. In den Jahren 1954, 1955 und 2014 konnte die Männermannschaft die jeweilige Erstligaspielzeit als Basketballmeister des Deutschen Basketball-Bundes (DBB) erfolgreich abschließen. Im Jahr 1966 gehörte der FC Bayern zu den zwanzig Gründungsmitgliedern der Basketball-Bundesliga. Am Ende der Spielzeit 1967/68 gewannen die Spieler des FC Bayern den DBB-Pokal. Nach dem Abstieg aus der Gruppe Süd der zweigliedrigen Basketball-Bundesliga am Ende der Saison 1973/74 gelang dem FC Bayern erst 1987 die Rückkehr in die 1. Bundesliga. Am Ende der Saison 1988/89 konnten die Erstligaspieler den Abstieg erneut nicht verhindern. Seit Beginn der Saison 2011/12 ist der FC Bayern wieder in der Basketball-Bundesliga vertreten. Die Profimannschaft konnte sich auf Anhieb für die Playoffs qualifizieren und das Viertelfinale erreichen. In der Folgesaison kam die Mannschaft bis ins Halbfinale, und in der Spielzeit 2013/14 errang sie den deutschen Meistertitel.

### Abteilung E-Sport
Ende des Jahres 2019 kündigte der Verein seinen Einstieg in den E-Sport an. Hierfür kooperiert er mit dem japanischen Spielehersteller Konami bei der Fußballsimulation Pro Evolution Soccer. Bei den Fans stieß dieses Engagement teilweise auf massiven Protest. Das Team konnte gleich sein erstes Bundesligaspiel gegen Hertha BSC gewinnen.

### Abteilung Handball
Diese Abteilung besteht u. a. aus zwei Frauen- und drei Herrenmannschaften. Die 1. Frauenmannschaft spielt in der Bezirksliga Oberbayern und die 1. Herrenmannschaft in der Bezirksoberliga Oberbayern.

### Abteilung Sportkegeln
| Gegründet:        | 1983                        |
| Liga              | Herren: Bezirksliga München |
| Abteilungsleiter: | Jakob Fröhler               |
| Mitglieder:       | 20 (Stand: 2019)            |
| Sportstätten:     | MKV-Sportkegelzentrum       |
| Website:          | fcbayern.com/kegeln         |

Die Sportkegelabteilung ging 1983 aus dem SKC Real-Isaria hervor und besteht derzeit aus 38 Mitgliedern. Direkt neben dem bekannten Vereinsgebäude der Fußballabteilung in der Säbener Straße wird auf der Kegelbahn des Münchner Kegler-Vereins gespielt. Die Sportkegler des FC Bayern München tragen in fünf Mannschaften Wettkämpfe aus; die 1. Mannschaft spielt dabei in der zweithöchsten Münchner Spielklasse Bezirksliga. Mit dem ehemaligen Fußballer des FC Bayern München Mehmet Scholl erzielte die 1. Mannschaft am 30. November 2007 in Lohhof einen neuen Rekord: 5.713 Holz.

### Abteilung Schach
Die Herrenmannschaft schaffte 2008 und 2013 zweimal den Aufstieg in die Schach-Bundesliga, stieg jedoch auch wieder in die 2. Bundesliga ab. Im Jahr 2019 gelang ihr erneut der Aufstieg. Sie wurde zwischen 1983 und 1995 neunmal deutscher Meister.
Die größten Erfolge des 1. Damen-Teams waren die Aufstiege 2002 in die 2. Bundesliga und 2016 und 2018 in die Frauenbundesliga. 2019 steigt das 1. Damen-Team wieder in die 2. Frauenbundesliga ab.

### Abteilung Schiedsrichter
| Gegründet:        | 1919                        |
| Abteilungsleiter: | Gert Mauersberger           |
| Mitglieder:       | 100 (Stand: 2019)           |
| Website:          | fcbayern.com/schiedsrichter |

Die Schiedsrichter-Abteilung wurde 1919 ins Leben gerufen und ist mit gegenwärtig 111 Referees europaweit die größte Fußball-Schiedsrichter-Abteilung. Die Schiedsrichter leiten überwiegend im Auftrag der Schiedsrichtervereinigung München Amateurspiele von der Bezirksoberliga bis zur C-Klasse im Kreis München.

### Abteilung Seniorenfußball
| Gegründet:        | 2002                            |
| Abteilungsleiter: | Manfred Poppe                   |
| Mitglieder:       | 206 (Stand: November 2019)      |
| Sportstätten:     | Trainingsgelände Säbener Straße |
| Website:          | fcbayern.com/seniorenfussball   |

Die Abteilung für Seniorenfußball wurde 2002 neu gegründet, nachdem es ab 1911 schon einmal eine entsprechende Abteilung gegeben hatte. Sie soll durch die Beteiligung an den verschiedenen Senioren-Fußballklassen in München auch Fußballern im Seniorenalter sportliche Betätigung ermöglichen. Zudem übernimmt die Abteilung mit Freundschaftsspielen im In- und Ausland repräsentative Aufgaben für den Verein. Mit Stand November 2019 hat die Abteilung 206 Mitglieder.

### Abteilung Tischtennis
| Gegründet:        | 1946                                                                            |
| Liga              | Herren: 3. Bundesliga Süd Frauen: Landesliga Süd/Ost                            |
| Abteilungsleiter: | Rudi Kahler                                                                     |
| Mitglieder:       | ca. 350                                                                         |
| Sportstätten:     | Schulsporthalle in der Grafinger Straße Städt. Sporthalle an der Säbener Straße |
| Website:          | fcbayern.com/tischtennis                                                        |

Die Tischtennisabteilung wurde 1946 gegründet und hat derzeit rund 350 Mitglieder. Der Verein stellt derzeit acht Herrenmannschaften, eine Damenmannschaft, acht Jungen-, eine Mädchen- und zwei Bambinimannschaften. Die 1. Mannschaft der Damen spielt derzeit in der Landesliga Süd/Ost, die 1. Mannschaft der Herren trägt ihre Spiele in der 3. Bundesliga Süd aus. Schwerpunkt der Abteilung liegt auf der Jugendbetreuung.

### Ehemalige Abteilungen

#### Abteilung Baseball
Die Abteilung Baseball bestand für wenige Jahre in den 1960er- und 1970er-Jahren, in dieser Zeit wurden zwei deutsche Meisterschaften (1962 und 1969) gewonnen.

#### Abteilung Eishockey
Von 1966 bis 1969 existierte eine Eishockeymannschaft, die zwei Spielzeiten in der Eishockey-Bundesliga absolvierte.

#### Abteilung Turnen
Die 1980er-Jahre waren für diese Abteilung mit vier deutschen Meisterschaften die erfolgreichsten. 2014 wurde die Sparte aufgelöst.